# Aprilia RS 125
Die Aprilia RS 125 ist ein supersportliches Motorrad/Leichtkraftrad des italienischen Motorradherstellers Aprilia, der seit 2004 zur Piaggio-Gruppe gehört. Dieser Artikel beschreibt das Modell mit Zweitaktmotor, das von 1992 bis 2012 gebaut und vertrieben wurde. Für das gleichnamige Viertaktmodell ab 2017 siehe Aprilia RS4 125. Zur Unterscheidung hat sich für das Zweitakt-Modell auch die Bezeichnung „Aprilia RS 125 2T“ etabliert.
Ursprünglich entwickelt wurde die RS 125 Anfang der 1990er Jahre für die in Italien populäre 125er Klasse. Dort durften 16-Jährige bis Mitte der 1990er Jahre Motorräder mit bis zu 125 cm³ Hubraum ohne jegliche Beschränkung von Spitzenleistung und Höchstgeschwindigkeit fahren. Die RS 125 hatte passend dazu bei Markteinführung im Juni 1992 31 PS Spitzenleistung und eine Höchstgeschwindigkeit von über 150 km/h zu bieten.
In Deutschland populär wurde die RS 125 ab 1996, als 16-Jährigen und Führerschein 1b-Besitzern (heute A1) im Rahmen der europaweit einheitlichen Leichtkraftrad-Regelung das fahren vom Leichtkrafträdern bis max. 125 cm³ Hubraum und 11 kW/15 PS Spitzenleistung ermöglicht wurde. Aprilia bot dafür ab Werk entsprechend in der Spitzenleistung und Höchstgeschwindigkeit angepasste („gedrosselte“) Ausführungen der RS 125 an.
Konkurrenzmodelle aus den 1990er Jahren mit Zweitakt-Motoren und mehr als 15 PS Spitzenleistung sind unter anderem Cagiva Mito, Gilera GFR 125, Honda NSR 125 R, Sachs XTC 125 (Zweitakt), Suzuki RG 125 Gamma und Yamaha TZR 125. Spätere Konkurrenzmodelle – größtenteils mit Viertaktmotoren – und maximal 15 PS sind zum Beispiel Derbi GPR 125, Honda CBR 125 R, Sachs XTC 125 (Viertakt) und Yamaha YZF-R 125.
In der 20-jährigen Bauzeit wurden Technik und Optik mehrfach überarbeitet und an neue gesetzliche Bestimmungen, insbesondere strengere Abgasgrenzwerte angepasst. Auch geänderten Führerscheinbestimmungen und Versicherungsrandbedingungen wurde mit dem Angebot unterschiedlicher Leistungsvarianten Rechnung getragen. Deshalb gab es im Laufe der Bauzeit mehrere Modelltypen und Varianten, die aber alle unter dem Modellnahmen RS 125 vertrieben wurden. Insgesamt wurden von der Zweitakt RS 125 mehr als 100 000 Exemplare gebaut und in über 30 Länder verkauft.
2012 wurde die Produktion eingestellt. In der Zwischenzeit waren 125er Viertaktmotoren durch Massenproduktion günstig geworden, sodass für den Zweitaktmotor der Kostenvorteil schwand. Auch Weiterentwicklungen der Gemischaufbereitung und des Brennverfahrens hatten beim Zweitaktmotor seit Mitte der 1990er Jahre keine Marktreife mehr erlangt. Der Viertaktmotor war durch günstig verfügbare Einspritzsysteme und die kontinuierliche Weiterentwicklung mit geringerem Aufwand an die zukünftigen Abgasvorschriften (Einführung Euro 4 2017) anzupassen. Das 2011 präsentierte Nachfolgemodell Aprilia RS4 125 hat einen Viertaktmotor mit Saugrohreinspritzung und maximal 11 kW/15 PS.

## Technik
Das technische Grundkonzept für Fahrwerk und Antrieb der RS 125 blieb über die gesamte Bauzeit unverändert.
Grundlegende technische Daten (zum Beispiel Radstand, Hubraum, Bohrung × Hub) und sogar einige Bauteile (wie Schwinge, Federbein, Umlenkung, Fußrasten, untere Gabelbrücke) haben sich nie geändert oder wurden nur leicht modifiziert, sodass die Teile prinzipiell in alle Baujahre passen.
Gegenüber dem Vorgängermodell Aprilia AF1 125 wurden Rahmen, Heckrahmen, Schwinge, Felgen, Krümmer sowie die komplette Verkleidung neu entwickelt. Der Rotax-123-Motor wurde zunächst unverändert aus der letzten Aprilia AF1 125 übernommen, ebenso die Gabel, die vordere Bremszange und weitere Teile wie Lenkerarmaturen und Cockpit. Ab 1995 (Typ MP0/MPA) wurde parallel der Rotax-122-Motor eingebaut, ab 1999 (Typ MPB) nur noch der Rotax 122.
Da der Grundmotor ab Typ MP immer derselbe ist, kann man theoretisch bei allen Modellen danach durch den Austausch leistungsbestimmender Anbauteile (unter anderem Auspuffanlage, Auslasssteuerung, Zündung, Vergaser(abstimmung) ) die Leistung auf MP-Niveau (ca. 22 kW (30 PS)) steigern, was aber illegal ist, da hierdurch die Betriebserlaubnis erlischt (Änderung der Nennleistung und/oder des Abgasverhaltens). Im Umkehrschluss könnte man eine MP auch mit RM-Technik ausstatten und würde dadurch Euro 3 erreichen, hätte jedoch weniger Spitzenleistung.

### Motor
- Wassergekühlte Einzylinder-Zweitaktmotoren der österreichischen Firma Rotax (Typen 123 und 122)

- Aluminium-Zylinder mit Nickel-Siliziumkarbid Beschichtung der Lauffläche („NIKASIL“ / „GILNISIL“)
- Bohrung × Hub: 54,0 × 54,5 mm
- Hubraum: 124,8 cm³
- Verdichtung 12,5:1
- Einlasssteuerung über Membran und Kanäle im Zylinder
- Auslasssteuerung („RAVE“) mit elektronisch (per Solenoid) angesteuertem Flachschieber
- Gemischbildung durch VergaserVergaser Dell'orto VHSB34LD
- Getrenntschmierung mit Zweitakt-Öl über separate Ölpumpe (last- und drehzahlabhängig)
- Resonanzkrümmer mit angeschraubtem Endschalldämpfer
- kontaktlose Zündanlage
- Elektrostarter
- eine Ausgleichswelle

### Antrieb
- Mehrscheiben-Nasskupplung, seilzugbetätigt
- Primärübersetzung
  - Rotax 123: 20 / 64 = 1: 3,2
  - Rotax 122: 19 / 63 = 1: 3,316
- Sechsganggetriebe

1. Gang 10 / 30 = 1: 3
2. Gang 14 / 29 = 1: 2,071
3. Gang 17 / 27 = 1: 1,588
4. Gang 19 / 25 = 1: 1,316
5. Gang 21 / 24 = 1: 1,143
6. Gang 22 / 23 = 1: 1,045

- Endantrieb über Rollenkette, 520er Teilung (5/8" x 1/4"), 106 Glieder[5] (außer MPA1: 104 Glieder)

### Fahrwerk
- Brückenrahmen aus verschweißten Aluminium-Gussteilen
- Radstand 1345 mm
- Lenkkopfwinkel 64°
- Nachlauf 88 mm
- Heckrahmen aus Vierkant-Stahlrohr
- Verschraubte Zweiarm-„Bananen“-Schwinge aus Aluminium
- Zentralfederbein von Sachs-Boge mit Hebelumlenkung (Aprilia-Progressiv-System [APS][6]), Federvorspannung einstellbar (außer 1992 und 1993: nicht einstellbares Sebac-Federbein)
- Federweg hinten 120 mm
- Upside Down Gabel von Marzocchi mit 40 mm Innenrohr-Durchmesser, nicht einstellbar. Feder nur im linken Gabelholm, Dämpfung nur im rechten.
- Federweg vorne 120 mm
- Aluminium Gabelbrücken
- Leichtmetallfelgen: vorne 3.00" x 17" / hinten 4.00" x 17" (außer Typ LA 1993)

### Bremsen
- Hydraulisch betätigt
- Vorne: Eine Scheibe, schwimmend, 320 mm / Vierkolben Festsattel-Zange
- Hinten: Eine Scheibe, starr, 220 mm / Zweikolben Festsattel-Zange

Im Marketing wurde oft der Vergleich zu den damals erfolgreichen Aprilia Zweitakt-Rennmaschinen aus der Motorrad-Weltmeisterschaft genutzt. Technisch gab es auch einige grundsätzliche Gemeinsamkeiten, wie Aluminium als Material für Rahmen und Schwinge und einen Zweitaktmotor. Im Detail und den Bauteilen selbst wie zum Beispiel der Einlasssteuerung (Drehschieber vs. Membran) oder dem Heckrahmen (selbsttragendes Carbon vs. Stahlrohr) gibt es aber erhebliche Unterschiede. Technische Verwandtschaft besteht nur entfernt. Die Bezeichnung „Replica“ trifft im Wesentlichen auf das Verkleidungsdesign zu, aber nur bedingt auf die Technik.

## Verkleidung
Die Form der Verkleidungsteile orientierte sich bis zum SF-Modell 2005 an den in der Motorrad-Weltmeisterschaft erfolgreichen 125-cm³- und 250-cm³-Aprilia-Rennmaschinen. Ab dem PY-Modell 2006 gab es Ähnlichkeiten zur Aprilia RSV 1000, dem damaligen Spitzenmodell von Aprilia im Superbike-Segment.
Die Verkleidungsdekore waren häufig Aprilia-Rennmotorrädern aus unterschiedlichen Rennserien (Motorrad-Weltmeisterschaft und Superbike-Weltmeisterschaft) nachempfunden. Meistens wurde das durch den Schriftzug „Replica“ noch unterstrichen und dieser auch als Namenszusatz für die Werbung genutzt. Für Aprilia erfolgreiche Rennfahrer bekamen eigene Replica-Dekore, wobei der Name, ein Schriftzug oder die Unterschrift des Fahrers auf der Maschine zu finden ist. Es gab aber auch Dekore ohne Rennvorbild. Von 1992 bis 1994 waren diese mit „Extrema“ Schriftzügen versehen und wurden auch mit diesem Namenszusatz beworben. Ab 1995 wurde der Namenszusatz "Extrema" nicht mehr verwendet.
Grundsätzlich verbergen sich hinter den Dekorvarianten und Zusatzbezeichnungen keine technischen Unterschiede. Nur beim Typ LA weisen die dort exklusiv aufgebrachten „Sport Pro“ Schriftzüge auf die modifizierte Technik hin.

## Modelltypen und technische Daten
Aufgeführt sind die technischen Daten der in Deutschland legal straßenzulassungsfähigen Serienmodelle („ab Werk“). Außerdem die Abweichungen für die Schweiz und Österreich. Sondermodelle für reinen Wettbewerbsgebrauch oder Ländervarianten für weitere Märkte sind nicht berücksichtigt.
Bis Anfang 1996 gab es in Deutschland nur die ungedrosselte „Full Power“ Ausführung.
Ab 1996 vertrieb Aprilia die RS 125 in Deutschland ab Werk in drei Ausführungen:
- Als Kraftrad („Full Power“, „f.p.“ „offen“, „ungedrosselt“): jeweils die Ausführung mit maximaler Leistung und mehr als 11 kW/15 PS. Nur mit Motorradführerschein (aktuell A und A2) ab 18 Jahren fahrbar. Leistung bis zu 23 kW/31 PS je nach Typ. In der zuletzt gebauten RS 125 (Typ RM) kamen diverse Maßnahmen zur Einhaltung der Euro 3 Abgasnorm zum Einsatz und es wurden maximal 18 kW/24 PS erreicht.
- Als Leichtkraftrad („gedrosselt“): 11-kW-/15-PS-Ausführung, die über eine deaktivierte Auslasssteuerung, einen gedrosselten Krümmer, (teilweise) andere Zündsteuergeräte und eine darauf angepasste Vergaserabstimmung leistungsbeschränkt ist und mit der Führerscheinklasse A1 fahrbar ist.
- Als Leichtkraftrad 80 km/h („gedrosselt“): Damalige 80-km/h-Ausführung für Fahrer mit Führerscheinklasse A1 unter 18 Jahren. Die Beschränkung auf 80 km/h für unter 18-jährige ist am 19. Januar 2013 weggefallen.

Neben den werksseitig gedrosselten Leichtkraftrad-Ausführungen gab und gibt es Drittanbieter von Leistungsumrüstungen zum nachträglichen Ändern der Leistung/Fahrzeugklasse.

## 1992–1998 Typ GS
Die Markteinführung der Aprilia RS 125 erfolgte im Juni 1992 mit dem Typ GS. Die Bauzeit der GS lässt sich grob in zwei Abschnitte gliedern. 1992 bis 1994 und 1995 bis 1998. Der Verkauf in Deutschland endete mit Baujahr 1997. 1998 wurde die GS höchstwahrscheinlich nur noch in Spanien angeboten. In Italien endete der Verkauf schon nach 1994.

### 1992–1994 "Extrema"
Die Modelle von 1992 bis 1994 haben eine eher „eckige“ Verkleidung mit einem einzelnen trapezförmigen Frontscheinwerfer, beidseitig aufgesetzten Lufteinlässen an der Front und ein ebenfalls eher eckiges Rücklicht. Die Instrumente sind komplett analog, bestehen aus Drehzahlmesser, Tacho und analoger Kühlmitteltemperatur-Anzeige sowie sechs Kontrolllampen (Glühbirnen). Es gibt noch keinen Laptimer und keinen Knopf dafür am linken Lenker.
1992 und 1993 ist das Federbein noch nicht in der Federvorspannung einstellbar. Rahmen und Schwinge besitzen eine raue/matte Optik, der Endschalldämpfer besteht aus Aluminium. Die Vorderradgabel weist als Verschlüsse Stopfen mit Innensechskant auf. Der Motor hat noch keinen Stützkanal zwischen Kurbelgehäuse und Einlasskanal am Zylinder. Der Verkauf in Deutschland erfolgte ohne Typprüfung mit Einzelbetriebserlaubnis.
1994 erfolgten technische Überarbeitungen. Das Federbein ist nun in der Vorspannung einstellbar, die Gabel besitzt Verschlussstopfen mit großem Außensechskant und schwarze statt silberner Gabelfüße. Rahmen und Schwinge sind erstmals poliert, der Endschalldämpfer erhält eine Carbonummantelung (ist innen aber weiterhin aus Aluminium). Motorseitig kommt durch Modifikation von Kurbelgehäuse und Zylinder der Stützkanal hinzu. Die Zifferblätter von Drehzahlmesser und Kühlmitteltemperatur-Anzeige sind schwarz statt weiß. Auch in Deutschland wurde die RS 125 nun typgeprüft und erhält ab Mai 1994 die ABE G796.
In den Baujahren 1992 bis 1994 sind die Verkleidungsdekore entweder mit dem Schriftzug „Replica“ (jeweils einer Aprilia-Werksrennmaschine nachempfunden) oder „Extrema“ (ohne Rennsportvorbild) versehen. Technisch sind die Maschinen jedoch völlig identisch. Der Entsprechende Ersatzteilkatalog für die Modelle 1992 bis 1994 ist unter der Nummer 318 geführt.

### 1995–1997(in Spanien bis 1998)
Zum Baujahr 1995 wurden Verkleidung und Cockpit modernisiert. Die Bezeichnung „Extrema“ wurde nicht weiterverwendet.
In Italien wurde die GS 1995 von der MP00 abgelöst. In Deutschland (wie in den meisten europäischen Ländern) wurde als ungedrosselte Ausführung bis 1997 noch die GS angeboten, die Modifikationen aber 1:1 von der MP übernommen. Die Verkleidung erhielt – identisch zur neuen MP – eine rundere Frontmaske mit Doppelscheinwerfer und integrierten Lufteinlässen. Das Heck wurde ebenfalls abgerundet und mit einem runden Rücklicht versehen. Im Cockpit wurde – ebenfalls identisch zur MP – die analoge Kühlmitteltemperaturanzeige durch ein digitales LC-Display mit den Funktionen Kühlmitteltemperatur, Batteriespannung, Uhr und Laptimer (+ Knopf am linken Lenker) ersetzt. Nur der Drehzahlmesserantrieb blieb im Gegensatz zur MP bei einer mechanischen Welle.
Wie schon 1994 waren 1995 die Gabelholme noch hellblau, die Verschlussstopfen silber eloxiert und die obere Gabelbrücke aluminiumfarben. Ab 1996 waren die Gabelholme schwarz, die Verschlussstopfen rot und die obere Gabelbrücke schwarz. Ebenfalls ab 1996 wurde für den Beifahrer ein Haltebügel montiert.
Die Verkleidungsdesigns der jeweiligen Baujahre 1995 bis 1998 unterscheiden sich nicht zwischen den parallel gebauten Typen GS und MP. Äußerlich unterscheiden lassen sich die Typen aber durch eine leicht unterschiedliche Rahmenform nahe der linken Fahrerfußraste und der Bremsscheibe (falls noch original).
Vom Typ GS gab es in Deutschland keine werksseitig gedrosselte Ausführung. Ab 1996 wurden in Deutschland parallel die MPA-Modelle als Leichtkrafträder mit 11 kW bzw. 80 km/h angeboten.
| Jahr                         | 1992 | 1993 | 1994 | 1995 | 1996 | 1997 |
| Verkleidung                  | „eckig“ mit Rechteckscheinwerfer                                                                                         | „eckig“ mit Rechteckscheinwerfer                                                                                         | „eckig“ mit Rechteckscheinwerfer                                                                                         | „rund“ mit Doppelscheinwerfer (wie MP0/MPA)                                                                              | „rund“ mit Doppelscheinwerfer (wie MP0/MPA)                                                                              | „rund“ mit Doppelscheinwerfer (wie MP0/MPA)                                                                              |
| Typ                          | GS | GS | GS | GS | GS | GS |
| Variante / Version           | - / - | - / - | - / - | - / - | - / - | - / - |
| EG-BE                        | - | - | - | - | - | - |
| Italienische Homologation    | DGM 53396 OM (23.04.1992)                                                                                                | DGM 53396 OM (23.04.1992)                                                                                                | DGM 53396 OM (23.04.1992)                                                                                                | DGM 53396 OM (23.04.1992)                                                                                                | DGM 53396 OM (23.04.1992)                                                                                                | DGM 53396 OM (23.04.1992)                                                                                                |
| ABE                          | keine (nur EBE) | keine (nur EBE) | G796 (03.05.1994) | G796 (03.05.1994) | G796 (03.05.1994) | G796 (03.05.1994) |
| HSN TSN                      | 4123 000 | 4123 000 | 4123 100 (01.05.1994) | 4123 100 (01.05.1994) | 4123 100 (01.05.1994) | 4123 100 (01.05.1994) |
| Fahrgestellnummer            | GS 055… | GS 055… | GS 055… | GS 055… | GS 055… | GS 055… |
| Motor                        | Rotax 123 | Rotax 123 | Rotax 123 | Rotax 123 | Rotax 123 | Rotax 123 |
| Vergaser                     | Dell’Orto VHSB 34 LD Flachschieber                                                                                       | Dell’Orto VHSB 34 LD Flachschieber                                                                                       | Dell’Orto VHSB 34 LD Flachschieber                                                                                       | Dell’Orto VHSB 34 LD Flachschieber                                                                                       | Dell’Orto VHSB 34 LD Flachschieber                                                                                       | Dell’Orto VHSB 34 LD Flachschieber                                                                                       |
| Zylinder                     | 223616 (220D) „Gilardoni“ ohne Stützkanal                                                                                | 223616 (220D) „Gilardoni“ ohne Stützkanal                                                                                | 223616 (220D) „Aprilia“ mit Stützkanal                                                                                   | 223616 (220D) „Aprilia“ mit Stützkanal                                                                                   | 223616 (220D) „Aprilia“ mit Stützkanal                                                                                   | 223616 (220D) „Aprilia“ mit Stützkanal                                                                                   |
| Krümmer / Endschalldämpfer   | -GS- e3 C 114.235 / -GS- e3 C 114.235                                                                                    | -GS- e3 C 114.235 / -GS- e3 C 114.235                                                                                    | -GS- e3 C 114.235 / -GS- e3 C 114.235                                                                                    | -GS- e3 C 114.235 / -GS- e3 C 114.235                                                                                    | -GS- e3 C 114.235 / -GS- e3 C 114.235                                                                                    | -GS- e3 C 114.235 / -GS- e3 C 114.235                                                                                    |
| Zündanlage / Zündkerze       | Kondensatorzündung SEM TM14-04 101 888 00 / NGK BR10EG                                                                   | Kondensatorzündung SEM TM14-04 101 888 00 / NGK BR10EG                                                                   | Kondensatorzündung SEM TM14-04 101 888 00 / NGK BR10EG                                                                   | Kondensatorzündung SEM TM14-04 101 888 00 / NGK BR10EG                                                                   | Kondensatorzündung SEM TM14-04 101 888 00 / NGK BR10EG                                                                   | Kondensatorzündung SEM TM14-04 101 888 00 / NGK BR10EG                                                                   |
| Auslasssteuerung             | „RAVE“ 7800 | „RAVE“ 7800 | „RAVE“ 7800 | „RAVE“ 7800 | „RAVE“ 7800 | „RAVE“ 7800 |
| Endübersetzung (Kette)       | 16:39 | 16:39 | 16:39 | 16:39 | 16:39 | 16:39 |
| Nennleistung                 | 23 kW / 31,27 PS bei 11500/min                                                                                           | 23 kW / 31,27 PS bei 11500/min                                                                                           | 23 kW / 31,27 PS bei 11500/min                                                                                           | 23 kW / 31,27 PS bei 11500/min                                                                                           | 23 kW / 31,27 PS bei 11500/min                                                                                           | 23 kW / 31,27 PS bei 11500/min                                                                                           |
| Drehmoment                   | 20,4 Nm bei 10800/min | 20,4 Nm bei 10800/min | 20,4 Nm bei 10800/min | 20,4 Nm bei 10800/min | 20,4 Nm bei 10800/min | 20,4 Nm bei 10800/min |
| Höchstgeschwindigkeit        | 151 km/h | 151 km/h | 151 km/h | 151 km/h | 151 km/h | 151 km/h |
| Leergewicht (vollgetankt)    | 142 kg | 142 kg | 144 kg (ABE) | 144 kg (ABE) | 144 kg (ABE) | 144 kg (ABE) |
| Zul. Gesamtmasse             | 340 kg | 340 kg | 340 kg | 340 kg | 340 kg | 340 kg |
| Leistungsgewicht             | 0,1620 kW/kg | 0,1620 kW/kg | 0,1597 kW/kg | 0,1597 kW/kg | 0,1597 kW/kg | 0,1597 kW/kg |
| Abgasnorm                    | k. A. | k. A. | ECE R40-01 | ECE R40-01 | ECE R40-01 | ECE R40-01 |
| Maßnahmen für Abgasnorm      | - | - | - | - | - | - |
| Standgeräusch / Fahrgeräusch | 91 dB(A) / 76 dB(A) | 91 dB(A) / 76 dB(A) | 91 dB(A) / 76 dB(A) | 91 dB(A) / 76 dB(A) | 91 dB(A) / 76 dB(A) | 91 dB(A) / 76 dB(A) |
| Tankinhalt                   | 13 L | 13 L | 13 L | 13 L | 13 L | 13 L |
| Sitzhöhe                     | 800 mm | 800 mm | 810 mm | 810 mm | 810 mm | 810 mm |
| Reifen                       | v: 110/70ZR17 ww. 110/70R17 54T h: 150/60ZR17 ww. 140/70R17 66T oder v: 110/70-17 54T h: 140/70-17 66T ww. 130/70-17 62T | v: 110/70ZR17 ww. 110/70R17 54T h: 150/60ZR17 ww. 140/70R17 66T oder v: 110/70-17 54T h: 140/70-17 66T ww. 130/70-17 62T | v: 110/70ZR17 ww. 110/70R17 54T h: 150/60ZR17 ww. 140/70R17 66T oder v: 110/70-17 54T h: 140/70-17 66T ww. 130/70-17 62T | v: 110/70ZR17 ww. 110/70R17 54T h: 150/60ZR17 ww. 140/70R17 66T oder v: 110/70-17 54T h: 140/70-17 66T ww. 130/70-17 62T | v: 110/70ZR17 ww. 110/70R17 54T h: 150/60ZR17 ww. 140/70R17 66T oder v: 110/70-17 54T h: 140/70-17 66T ww. 130/70-17 62T | v: 110/70ZR17 ww. 110/70R17 54T h: 150/60ZR17 ww. 140/70R17 66T oder v: 110/70-17 54T h: 140/70-17 66T ww. 130/70-17 62T |
| Felgen                       | v. 3.00″x17″ h. 4.00″x17″ Grimeca 3-Speichen                                                                             | v. 3.00″x17″ h. 4.00″x17″ Grimeca 3-Speichen                                                                             | v. 3.00″x17″ h. 4.00″x17″ Grimeca 3-Speichen                                                                             | v. 3.00″x17″ h. 4.00″x17″ Grimeca 3-Speichen                                                                             | v. 3.00″x17″ h. 4.00″x17″ Grimeca 3-Speichen                                                                             | v. 3.00″x17″ h. 4.00″x17″ Grimeca 3-Speichen                                                                             |

Im Motorrad Katalog 1993, 1994 und 1995 ist eine 27-PS-Ausführung für eine günstige Versicherungseinstufung bzw. den damaligen 1a Führerschein aufgeführt. Diese Ausführung war ab 1. April 1993 mit Anhebung der zulässigen Leistung für Führerschein 1a auf 25 kW/34 PS hinfällig. Daten: 20 kW/27 PS bei 11250/min / 1,8 mkp bei 8000/min / 146 km/h. Die Drosselung erfolgte über eine Begrenzung des Auslassschieber-Weges.

## 1993–1994 Typ LA "SP"
Der Typ LA ist das Sport Production („SP“)-Modell zur GS und wurde zum Modelljahr 1993 präsentiert. Die Änderungen gegenüber dem Basismotorrad zielen auf eine höhere Leistungsfähigkeit bei Rennen im seriennahen Rennsport ab. Speziell zugeschnitten war dieses Modell auf die damalige italienische Sport-Production-Meisterschaft für Serienmaschinen (Campionato Italiano Sport Production) bis 125 cm³ Hubraum. Vom Typ LA gab es keine werksseitig gedrosselte Ausführung. Ob es sich um ein echtes SP-Modell oder eine nachträglich modifizierte GS handelt lässt sich anhand des Typs, der Fahrgestellnummer und des italienischen Homologationscodes erkennen.
Der damalige Kaufpreis in Italien betrug und würde heute wie folgt entsprechen:
|         | Italienische Lire | Euro                     |
| ------- | ----------------- | ------------------------ |
| 1993/94 | ₤ 8 720 000       | 4 499 €                  |
| 2023 *  | -                 | 8 997 € 1 bzw. 9 389 € 2 |

Die SPs der Jahre 1993 und 1994 wurden in folgenden Farbvarianten bzw. Designs und limitierten Stückzahlen angeboten:
|                         | 1993                             | 1994                              |
| ----------------------- | -------------------------------- | --------------------------------- |
| Design (1)              | 125/250 GP Replica               | 125/250 GP „Chesterfield“ Replica |
| Farbe                   | lila, weiß, rot, schwarz         | schwarz mit gelben Streifen       |
| Bezeichnung von Aprilia | "MOTO RS 125'93 SPORT PRO.REPL." | "MOTO RS 125'94 SPORT PRO. *R*"   |
| Fahrgestellnummer       | 07701001 bis 07701210            | 07701211 bis 07701345             |
| Stückzahl               | 210                              | 135                               |

Unterschiede zur GS im Auslieferzustand:
- Verkleidung mit Schriftzügen „SPORT PRO“ anstelle „Replica“

- 40 mm Marzocchi-Gabel (Gabelfüße silber [1993], schwarz [1994]) mit einstellbarer Zugstufe und Federvorspannung (rechter Gabelholm) und anderen Gabelfüßen,
- Federbein von Sachs-Boge mit separatem Ausgleichsbehälter (rote Feder, blaues Einstellrad, gelbverzinkt), einstellbar in Zugstufe (36-fach), Druckstufe (22-fach), Federvorspannung und Länge. Dazu Gummi-Abstandshalter und Schellen zur Befestigung des Ausgleichsbehälters am Heckrahmen
- Das schwarze Seitenteil, das den Heckrahmen auf der linken Seite abdeckt, hat eine Aussparung, die es ermöglicht, den separaten Ausgleichsbehälter zu befestigen
- Spritzschutz für das Federbein
- Andere Bremsbeläge (Ferodo ID 450[20])
- Schwarzer Halter für den vorderen Bremsflüssigkeitsbehälter
- Schwarze Bremssättel auch 1994
- Kleinere Lenkerendgewichte
- Leichtere, geschmiedete Marchesini-Magnesiumfelgen 1993: 2.75″ x 17″ und 3.50″ x 17″[21] lila, 1994: 3.00″ x 17″ und 4.00″ x 17″ schwarz
- Hinterreifen: maximal 140er Breite zulässig[20] anstelle des 150/60R17 bei der GS
- Luftfilterbox mit Homologationscode LA-A-1014 auf dem Deckel[20] (ansonsten identisch mit dem GS Luftfilterkasten)
- Krümmer mit Homologationscode LA-B-1014[20] (ansonsten identisch mit dem GS Krümmer)
- Endschalldämpfer mit Homologationscode LA-C-1014[20] (ansonsten identisch mit dem GS Schalldämpfer)
- Dell’Orto PHBH 28 RD Vergaser mit Spritzschutz-Abdeckung
- Carbon-Einlassmembrane C40
- Zylinder 223610 220E (0,5 mm höher positionierte und größere Ports, Zylinder 0,8 mm oben kürzer)
- Spezifischer Zylinderkopf 223381 mit einer Verdichtung von 13,5:1 (SP-Reglementkonform)
- Einringkolben (ca. zehn Prozent leichter[18]) mit speziellem Kolbenbolzen
- „RAVE“-Steuergerät Typ 8400
- Kupplung mit zusätzlicher Stahlscheibe, die eine spezielle Nabe erfordert
- Kickstartergetriebe
- Kickstarterwelle mit Verzahnung (koaxial zur Schaltwelle)
- Endübersetzung 17:39[20] (GS: 16:39)
- Zusatz zum Gebrauchs- und Wartungshandbuch mit Informationen zur Einstellung der Federelemente und zum Kickstarter.

Außerdem wurde folgendes Zubehör mitgeliefert:
- Giannelli Rennauspuff (geschweißt)
- Kickstarter-Hebel
- Ein zweites Ritzel (für kürzere Endübersetzung)
- Ein „Auffangtank“ für Öl/Kühlflüssigkeit für den Rennstreckenbetrieb, welcher von der Aprilia Pegaso übernommen wurde

| Jahr                         | 1993 | 1994 |
| Verkleidung                  | „eckig“ mit Rechteckscheinwerfer (wie Typ GS bis 1994) | „eckig“ mit Rechteckscheinwerfer (wie Typ GS bis 1994) |
| Typ                          | LA | LA |
| Variante / Version           | - / - | - / - |
| EG-BE                        | - | - |
| Italienische Homologation    | DGM 53494 OM (15.12.1992) | DGM 53494 OM (15.12.1992) |
| ABE                          | keine (nur EBE) | keine (nur EBE) |
| HSN TSN                      | 4123 000 | 4123 000 |
| Fahrgestellnummer            | LA 077… | LA 077… |
| Motor                        | Rotax 123 | Rotax 123 |
| Vergaser                     | Dell’Orto PHBH 28 RD Rundschieber | Dell’Orto PHBH 28 RD Rundschieber |
| Zylinder                     | 223610 ohne Stützkanal | 223610 mit Stützkanal |
| Krümmer / Endschalldämpfer   | LA-B-1014 / LA-C-1014 | LA-B-1014 / LA-C-1014 |
| Zündanlage / Zündkerze       | Kondensatorzündung SEM TM14-04 101 888 00 / NGK BR10EG | Kondensatorzündung SEM TM14-04 101 888 00 / NGK BR10EG |
| Auslasssteuerung             | „RAVE“ 8400 | „RAVE“ 8400 |
| Endübersetzung (Kette)       | 17:39 | 17:39 |
| Nennleistung                 | 22 kW / 29,91 PS bei 10500/min | 22 kW / 29,91 PS bei 10500/min |
| Drehmoment                   | 20,1 Nm bei 10000/min | 20,1 Nm bei 10000/min |
| Höchstgeschwindigkeit        | k. A. | k. A. |
| Leergewicht (vollgetankt)    | 142 kg | 142 kg |
| Zul. Gesamtmasse             | k. A. | k. A. |
| Leistungsgewicht             | 0,1549 kW/kg | 0,1549 kW/kg |
| Abgasnorm                    | k. A. | k. A. |
| Maßnahmen für Abgasnorm      | - | - |
| Standgeräusch / Fahrgeräusch | 98 dB(A) bei 7875/min (dreiviertel Nenndrehzahl) / 78 dB(A) | 98 dB(A) bei 7875/min (dreiviertel Nenndrehzahl) / 78 dB(A) |
| Tankinhalt                   | 13 L | 13 L |
| Sitzhöhe                     | 810 mm | 810 mm |
| Reifen                       | aus DGM 53494 OM v: 110/70ZR17 54 ww. 100/80VR17 52 ww. 100/80R17 52T ww. 100/80R17 52S h: 140/60ZR17 63 ww. 140/70ZR17 66 ww. 130/70R17 62T ww. 130/70R17 62S ww. 120/80R17 61S | aus DGM 53494 OM v: 110/70ZR17 54 ww. 100/80VR17 52 ww. 100/80R17 52T ww. 100/80R17 52S h: 140/60ZR17 63 ww. 140/70ZR17 66 ww. 130/70R17 62T ww. 130/70R17 62S ww. 120/80R17 61S |
| Felgen                       | v. 2.75″x17″ h. 3.50″x17″ Marchesini 3-Speichen | v. 3.00″x17″ h. 4.00″x17″ Marchesini 3-Speichen |

## 1995–2002 Typ MP (Varianten MP0/MPA und MPB)
Aprilia überarbeitete die RS 125 für das Modelljahr 1995.
Die Verkleidung ab 1995 erhält im Vergleich zu den Modellen bis 1994 eine rundere Frontmaske mit Doppelscheinwerfer und integrierten Lufteinlässen. Das Heck wird ebenfalls abgerundet und mit einem runden Rücklicht versehen. Die Bezeichnung „Extrema“ wird nicht weiterverwendet.
Im Cockpit hält ein digitales LC-Display mit den Funktionen Kühlmitteltemperatur, Batteriespannung, Uhr und Laptimer (+ Knopf am linken Lenker) Einzug.
Während in den meisten Märkten zunächst weiter der Typ GS verkauft wurde und die genannten Modifikationen als "Facelift" an der GS eingeführt wurden, bekam die RS 125 in Italien für 1995 auch einen überarbeiteten Motor, den Rotax 122. Damit änderte sich in Italien ab 1995 die Typenbezeichnung zu MP. Die Einführung der MP-Varianten auf weiteren Märkten - auch Deutschland - erfolgte erst im Zeitraum von 1996 bis 1998 und nicht überall zum gleichen Zeitpunkt. Von 1995 bis 1998 wurden also Typ GS und Typ MP parallel gebaut.

Die Verkleidungsdesigns der jeweiligen Baujahre 1995 bis 1998 unterscheiden sich nicht zwischen den parallel gebauten Typen GS und MP, wodurch die Motorräder auf den ersten Blick identisch wirken. Äußerlich unterscheiden lassen sich die Typen aber durch eine leicht unterschiedliche Rahmenform nahe der linken Fahrerfußraste und der Bremsscheibe (falls noch original).
Technische Unterschiede zwischen Typ MP und Typ GS ab 1995 sind:
- Wechsel vom Rotax-123- zum Rotax-122-Motor

- Rahmen und vordere Motorhalterungen angepasst für die Aufnahme des Rotax-122-Motors

- Wechsel von der SEM-Zündanlage zur Kondensatorzündung (CDI) von Nippondenso

- Neue vordere Bremsscheibe
- Der Drehzahlabgriff erfolgt bei der MP elektronisch anstelle einer mechanischen Welle.

- Wechsel bei der Fahrgestellnummer auf das genormte, 17-stellige VIN Numbering System.

Beispiel:
ZD4  MP  000  0  T   N  1  12345
123   45   678  9 10 11 12  13-17

ZD4 = Herstellercode „Aprilia“
MP = Typ
000 = Variante/Version
Stelle 10 = Modelljahr (S=1995, T=1996 usw. C=2012)
Stelle 11 = Produktionswerk (N=Noale, S=Scorzè, 0=keine Angabe)
Stelle 12: Meistens "0", bei manchen Typen auch "1", Bedeutung nicht sicher
Stelle 13-17: 12345 = Fortlaufende Nummer

### MP0/MPA 1995–1998
Die MP wurde ab 1995 gebaut aber erst ab 1996 offiziell in Deutschland vertrieben. zunächst nur in den Leichtkraftrad-Ausführungen, ab 1998 auch eine offene Ausführung.
- 1995–1997 MP00 „Full Power“: offiziell nicht für den deutschen Markt bestimmt, über Grauimporte aber dennoch eingeführt. 34er Vergaser. Offiziell wurde in Deutschland als ungedrosselte Ausführung bis 1997 die GS angeboten.
- 1996–1998 MPA0 / MPA1: offizielle 11 kW / 80 km/h Leichtkraftrad-Ausführungen für Deutschland. 28er / 24er Vergaser.
- 1998 MP01 „Full Power“: offizielle ungedrosselte MP-Ausführung für Deutschland als Ablösung für die GS. Zunächst mit 18 kW/24 PS homologiert. 28er Vergaser.

Die MP01 und MPA-Modelle sind nachträglich per TÜV-Gutachten 350 - 592 - 97/3 - FBTN mit 22 kW / 160 km/h eintragungsfähig.
1995 waren die Gabelholme noch hellblau, die Verschlussstopfen silber eloxiert und die obere Gabelbrücke aluminiumfarben. Ab 1996 waren die Gabelholme schwarz, die Verschlussstopfen rot und die obere Gabelbrücke schwarz. Ebenfalls ab 1996 wurde für den Beifahrer ein Haltebügel montiert. 1998 wurden neue Rückspiegel verbaut, die auch für die MPB Modelle ab 1999 weiter verwendet wurden.

#### MP00 („Grauimporte“) 1995–1997
Die MP00 war ab 1995 die offene RS 125 für Italien und später u. a. auch Malaysia. Hier wurde zum ersten Mal in der RS 125 der Rotax-122-Motor verbaut, allerdings noch in Kombination mit dem 34er Vergaser.
In Deutschland wurde die MP00 nicht typgeprüft und nur "inoffiziell" mit Einzelbetriebserlaubnis (EBE) verkauft. Daher ist es schwer gesicherte Quellen für technische Daten in Deutschland zugelassener Motorräder zu finden. Hier angegeben sind größtenteils die Daten aus der italienischen Homologation DGM 53889 OM. Bei Eintragungen für deutsche Papiere wurden häufig die Daten von der GS und/oder MPA übernommen.
Z. B. unterscheiden sich die Angaben zur zul. Gesamtmasse, je nachdem ob als Vergleichstyp die MPA (324 kg) oder GS (340 kg) herangezogen wird. Auch die Eintragungen zu den zulässigen Reifen sind nicht einheitlich. Teils wurden die Größen der GS übernommen, teils die Größen der späteren MP Modelle oder sogar Kombinationen aus beiden.

##### MP00 „SP“ 1995–1997
Vom Typ MP00 wurde von 1995 bis 1997 ebenfalls eine Sport-Production-Version in nur sehr geringer Produktionsstückzahl angeboten. Im Gegensatz zur LA war diese kein eigener Typ. Der Typcode bleibt MP00 und auch der italienische Homologationscode DGM 53889 OM ist identisch. Die Verkleidungen haben keinen Sport Pro Schriftzug mehr. Gegenüber dem Typ LA wurde keine einstellbare Gabel mehr verbaut, sondern die Standardgabel von Marzocchi. Hierbei waren ebenso, wie bei allen anderen Modellen, die Farben der Gabelverschlüsse bis 1995 silber eloxiert und bis 1998 rot eloxiert, danach gab es nur noch blau eloxierte Gabelverschlüsse. Ein weiteres optisches Merkmal innerhalb dieser Baujahre ist, dass nur am Baujahr 1996 silberne Lenkerenden verbaut wurden.
Die SP besitzt, wie auch die anderen MP00, kein Typenschild am Rahmen. Dort ist lediglich der DGM-Aufkleber mit dem nationalen, italienischen Homologationscode und der ECE-Aufkleber zu finden, bei welchem jedoch der Typ "–MP–" vermerkt ist. Optisch lässt sich eine originale SP zunächst durch die filigraneren Magnesiumfelgen von Marchesini, dem Kickstarter, die dazugehörige und formveränderte linke Seitenverkleidung, sowie dem Ausgleichsbehälter für das einstellbare Sachs-Boge-Federbein mit der dazugehörigen, ausgeschnittenen linken Sitz- und Heckrahmenverkleidung erkennen. Im Gegensatz zu den Sport Pro-Modellen von 1993 und 1994 hatten die Modelle ab 1995 nur einen Kickstarter aber keinen Elektrostarter mehr.
Der damalige Kaufpreis in Italien betrug und würde heute wie folgt entsprechen:
|          | Italienische Lire | Euro      |
| -------- | ----------------- | --------- |
| 1995     | ₤ 9 600 000       | 4 953 €   |
| 2023 (a) | -                 | 9 530 € * |

Ein Standardmodell wäre demgegenüber und heutigem Preis in Italien etwa 2 100 € bis 2 400 € günstiger gewesen.
Zum Vergleich wurde 1998 in Deutschland ein Standardmodell zu folgendem Kaufpreis angeboten:
|          | Deutsche Mark | Euro      |
| -------- | ------------- | --------- |
| 1998     | 9 275 DM      | 4 742 €   |
| 2023 (b) | -             | 7 631 € * |

Durch ein damals ebenfalls erhältliches SP-Kit, was jedoch nicht alle Teile einer "echten", ausgelieferten SP enthielt, konnten auch Standardausführungen der RS 125 zu einem Produktions-Racer umgerüstet werden. Das SP-Kit war dazu gedacht, in diversen, internationalen Rennserien unter dem Dach der Fédération Internationale de Motocyclisme (FIM), primär in der italienischen Junior SP Meisterschaft (Campionato Italiano Sport Production, heute CIV Junior) mitzufahren, wie zuvor auch beim Typ LA. Weitere Meisterschaften, an welcher die SPs teilnahmen, waren beispielsweise der Alpe Adria International Motorcycle Championship Cup oder deutsche Rennserien über den Deutschen Motorsport Verband e. V. (DMV), sowie dem ADAC Junior Cup. Die wohl bekannteste SP dürfte die der Rennfahrerin Katja Poensgen sein, welche damit 1995 den italienischen Junior Cup gewann und die Fahrgestellnummer 295 trägt. Da die Rennserien durch die FIM geführt wurden, waren auch die jeweiligen Reglements nahezu identisch. Die dort eingesetzte SPs konnten, je nach Reglement und Ausbaustufe, eine Leistung von bis zu ca. 29 kW (40 PS) erreichen.
Die ab Werk ausgelieferten SPs besitzen jedoch die identischen Leistungs- und Gewichtsangaben im Fahrzeugschein, wie eine Standard RS 125, auch wenn die verbauten Teile geringfügig andere Leistungs- und Gewichtsdaten hervorbringen, da hierzu keine offiziellen Daten seitens Aprilia existieren, was wohl der fehlenden eigenen Typisierung geschuldet ist.
Die SP war 1995 zudem die erste RS 125, welche die neue digitale CDI mit der Endkennung "QCA91" erhielt, die auch ab 1996 für alle offenen Versionen verwendet wurde. Die analoge CDI mit der Endkennung "2570" wurde 1995 parallel für die Standard RS 125 verwendet und ab 1996 für alle gedrosselten Varianten, was aufgrund von geänderten Abgasnormen geschah. Die SP von 1995 trägt zudem noch den Rahmenaufkleber mit der Aufschrift „RS Extrema“, ein Überbleibsel der vorangegangenen Baujahre. Ab 1996 steht dort nur noch „RS 125“. Generell bekam die RS 125 ab 1996 schwarz eloxierte Gabelholme. 1995 waren die Gabelholme noch hellblau eloxiert, wie auch die Nieten für die Scheibe an der Frontverkleidung (ab 1998 nur noch silber). Ab 1997 wurde außerdem ein Tachometer mit zusätzlicher, gelber Meilenanzeige verbaut.
Weiterhin muss für die SP unterschieden werden, ob diese das Werks- und Auslieferungssetup (Strada) für die Straße oder das Cup- und Rennsetup (Corsa) besitzt. Die Corsa-Teile mussten auch bei einer "echten" SP separat erworben werden, viele davon waren jedoch meist nur für Rennfahrer und Rennteams mit entsprechender Lizenz erwerbbar. Das damalige Reglement sah jedoch vor, dass diese Teile offiziell im Ersatzteilkatalog des Motorradherstellers ausgewiesen werden mussten. Die meisten Corsa-Teile waren optional und konnten bei Bedarf eingesetzt werden, um keinen Wettbewerbsnachteil zu erfahren, somit war es auch erlaubt im Serienzustand teilzunehmen – vorausgesetzt, dass selbstverständlich zumindest die Leuchteinrichtung, wie Blinker, Scheinwerfer und Rücklicht entfernt und/oder abgeklebt wurden. Mit einer Konformitätsbescheinigung von Aprilia konnten die SPs für den italienischen Straßenverkehr zugelassen werden.
Ein Exemplar einer 1997er SP ist im Isle of Man Motor Museum, in Jurby, aufbewahrt und kann dort besichtigt werden. Laut dem Museum und dem dort ausgewiesenen Schild sind von diesem Baujahr insgesamt 50 Exemplare in das Vereinigte Königreich importiert worden, wovon 47 für die damalige Aprilia Superteen Meisterschaft des britischen Motorrad-Rennclubs genutzt und lediglich drei Exemplare für den öffentlichen Straßenverkehr zugelassen wurden. Bei der britischen Verkehrsbehörde werden die SPs zudem gesondert und als limitierte Edition ausgewiesen, was in Deutschland leider nicht erfolgt. Zudem ist "RS125SP" explizit als Fahrzeugtyp auf der Garantiekarte im geprägten Scheckkartenformat vermerkt, welche beim Kauf ausgestellt und mitgegeben wurde. Gemeinsam mit der auf der Garantiekarte befindlichen Motor- und Fahrgestellnummer ist es somit auch möglich die SPs nach Matching Numbers zu verfolgen. Die originale Aprilia RSW500 mit der Startnummer 19 vom damaligen Fahrer Doriano Romboni, von welcher das Design für die silberne 1997er Aprilia RS 125 (SP) übernommen wurde, steht heute im Motorsportmuseum Hockenheimring.
Generell kann über die Fahrgestellnummer sichergestellt werden, dass es sich um eine ausgelieferte SP und nicht um eine nach- oder umgerüstete SP handelt.
Die SPs der Jahre 1995 bis 1997 wurden in folgenden Farbvarianten bzw. Designs und limitierten Stückzahlen angeboten:
|                               | 1995                              | 1996                                                    | 1997                                                                                |
| ----------------------------- | --------------------------------- | ------------------------------------------------------- | ----------------------------------------------------------------------------------- |
| Design                        | Max Biaggi "Chesterfield" Replica | Max Biaggi "Chesterfield" Replica                       | „IP Aprilia Racing“-Team Replica (1a)                                               |
| Farbe                         | schwarz mit gelben Streifen       | schwarz mit grünen Streifen                             | silber/grau mit blauen Streifen                                                     |
| Ersatzteilcode und Ausführung | N° "328", I.M. "A", "I"           | N° "332T", I.M. "A", "I"                                | N° "331V", I.M. "A", "I"                                                            |
| Bezeichnung von Aprilia       | "RS 125 SPORT-PRO. *S*"           | "RS 125 SPORT PRODUCTION *T*"                           | "RS 125 SPORT PRO. GRIGIO *V*"                                                      |
| Fahrgestellnummer             | ...S...101 bis ...S...300         | ...S...3043 bis ...S...3065 ...T...3066 bis ...T...3242 | ...T...4823 bis ...T...4825 ...V...4826 bis ...V...4972 ...W...4973 bis ...W...5052 |
| Stückzahl                     | 200                               | 200                                                     | 230                                                                                 |

Für die Modelle 1996 wurden hierfür noch zu Anfang wenige Rahmen mit der Kennzeichnung „S“ aus dem Vorjahr und für die Modelle 1997 zum Ende hin wenige Rahmen mit der Kennzeichnung „W“ für das darauffolgende Jahr herangezogen. Die Kennzeichnung und ausgewiesene Bezeichnung für das jeweilige Baujahr 1995, 1996 und 1997 bleibt jedoch bestehen und hat darauf keinen Einfluss. Beispielsweise wird die Fahrgestellnummer "...S...3065" als "RS 125 SPORT PRODUCTION *T*" im System von Aprilia geführt, obwohl normalerweise das "S" in der Fahrgestellnummer für das Baujahr 1995 stehen würde. Gleichermaßen haben die ersten 1996er Modelle mit dem "S" in der Fahrgestellnummer auch noch den Ausstattungscode "328" auf dem Heckrahmen ausgewiesen. Analog dazu kann dies auch bei den anderen Baujahren auftreten, welche in der Übergangszeit oder dem Modell-Jahreswechsel gebaut wurden.
Im Vergleich dazu wurden im Jahr 1995 insgesamt ca. 2 500 Standardmodelle produziert ("Max Biaggi"- und "Loris Reggiani"-Design), beginnend mit der Fahrgestellnummer ...S...0001 und endend mit ...S...2702. Ab 1996 kamen die Typen MPA0 und MPA1 hinzu, was die Fahrgestellnummern der Standardmodelle weiter auffächert. Es ist jedoch davon auszugehen, dass zu dieser Zeit jedes Jahr insgesamt ca. 3 000 Exemplare der RS 125 produziert wurden.
Strada-Setup (Werks-/Auslieferungssetup) und Unterschiede zur „Standard“- MP00:
- Federbein von Sachs-Boge mit separatem Ausgleichsbehälter, einstellbar in Zugstufe (36-fach), Druckstufe (22-fach), Federvorspannung und Länge, dazu Gummi-Abstandshalter und Schellen zur Befestigung des Ausgleichsbehälters am Heckrahmen (1995: rote Feder, blaues Einstellrad, gelbverzinkt; 1996/97: weiße Feder, rotes Einstellrad, gelbverzinkt und schwarz-chromatiert)
- Die linke Sitzverkleidung am Heckrahmen besitzt eine Aussparung zur Befestigung des separaten Ausgleichsbehälters
- Die linke Seitenverkleidung ist ausgeschnitten, um die Bewegungsfreiheit des Kickstarterhebels zu gewährleisten
- Leichtere und geschmiedete Magnesiumfelgen von Marchesini (schwarz), identisch mit denen der 1994er LA in 3.00″ x 17″ und 4.00″ x 17″, erkennbar an den dünneren und beidseitig-geschlossenen Speichen und den Löchern in den Speichen, dazu andere Radlager
- Andere Felgendistanzstücke mit anderem Sicherungsring
- Carbon-Einlassmembranplättchen C40
- Zylinder 223618 220L; unten 0,2 mm dicker, oben 0,5 mm kürzer, Ports 0,2 mm größer (Zylinder 223615 220L von Aprilia nur für Finalrennen der Meisterschaft ausgegeben [stärkste Bearbeitungsstufe])
- Zylinderkopf mit der Verdichtung von 13,5:1 (AP0223383[27] [ehem. AP0223388] mit 223389 gekennzeichnet)
- Verschraubung des Zylinderkopfs mit Stehbolzen und Muttern (analog Rotax 123), im Gegensatz zu den normalerweise beim Rotax 122 verwendeten Schrauben
- Asso Einringkolben (ca. zehn Prozent leichter)
- Kolbenbolzen 15X10/12X45,6 AP0216135 oder AP0216138
- Thermostat der bereits bei 58 °C öffnet
- Leichteres Schwungrad ohne Zahnkranz
- Kickstartergetriebe und -welle inklusive Kickstarterhebel
- Kupplungsdeckel mit zusätzlicher Bohrung und Wellendichtring für die Kickstarterwelle (nicht mehr koaxial zur Schaltwelle wie beim Rotax 123)
- „RAVE“-Steuergerät Typ 8400
- Kein elektrischer Anlasser
- Reduzierter Kabelbaum und teilweise andere Stecker, sowie Adapterkabel zur CDI
- Doppelt gelagerte Schwinge
- Doppelt gelagerte doppelte Pleuelstange (Federbeinumlenkung)
- Kleinere und leichtere Lenkerendgewichte (primär 1995 und als Zubehör erhältlich)
- Zusätzlicher Mivv SP Krümmer mit dazugehörigen Krümmerfedern und geradem Auspuffflansch (schwarz ohne Kennzeichnung, handgeschweißt oder gefalzt erhältlich [bei Mivv direkt mit transparentem Klarlack erhältlich])

Wie bei den Standard-MP00 war der „italienische“ Krümmer und Endschalldämpfer mit der Kennzeichnung MP e3 89/235*0014* verbaut, ebenso besaßen sie den Dell'Orto Vergaser VHSB 34 LD (09784).
Corsa-Setup (zur SP-Cup-Teilnahme):
- Mivv SP Krümmer (schwarz ohne Kennzeichnung) mit dazugehörigen Krümmerfedern und geradem Auspuffflansch

- meist DLR oder Acerbis Endschalldämpfer
- Vergaser Dell'Orto PHBH 28 BD
- 1 mm Kolbenring
- Leichterer Kolbenbolzen AP8422451
- Offener Luftfilter
- Gummimatte als Spritzschutz für den offenen Luftfilter/Vergaser
- Programmierbare (versiegelt) CDI 5-071000-543 (QCA89) mit von Aprilia vorgegebenen, „schärferem“ Kennfeld und Adapterkabel
- 220L Zylinder mit zusätzlich bearbeitete Kanäle 223618 (223615 für Finalrennen der Meisterschaft) mit der Bestellnummer AP8106365
- Überlaufbehälter für das Getriebeöl, welcher von der Aprilia Pegaso übernommen wurde
- 415er Kettenkit (meist freie Übersetzungswahl)
- wahlweise GFK-Verkleidung
- Prismenbuchsen

Zur Teilnahme an den Cup-Rennen konnten die Corsa-Teile (manchmal auch "Pista" genannt) optional oder je nach Reglement über Aprilia bestellt und eingesetzt werden, auch fertig dafür ausgerüstete SPs. Wurde die Renn-CDI bestellt, so wurde diese mit dazugehörigen Adapterkabel ausgeliefert, dabei wird das standardmäßig vorhandene Adapterkabel für die Straßen-CDI ausgetauscht. Seit 1991 war der Dell'Orto PHBH 28 BD Vergaser und seit 1992 ein Mindestgewicht von 115 kg in der italienischen Meisterschaft vorgeschrieben. Der Überlaufbehälter für das Getriebeöl war zwingend vorgeschrieben, anderes blieb optional, da die Rennserien meist von möglichst seriennahen Fahrzeugen ausgingen. Einige Teile, wie der bearbeitete Zylinder waren nur durch eine entsprechende Lizenz zu erwerben. Für den Einsatz der ab Werk verbauten CDI mit der Endnummer QCA91 gab es von Aprilia eine technische Mitteilung, um die Brücke der Platine zu durchtrennen und die CDI damit zu „entdrosseln“, was ab dem Jahr 2006 sogar im ADAC Junior Cup vorgegeben wurde. Es konnten, in gewissem Umfang, auch zusätzliche Teile, wie beispielsweise ein Lenkungsdämpfer angebaut werden oder andere Lenkerenden. Ebenso konnten auch Teile, die primär an der SP von 1995 verbaut waren beziehungsweise in dem dazugehörigen Ersatzteilkatalog ausgewiesen sind, an der SP von 1996/97 angebracht werden.
SP-Kit (zum Nachrüsten von Standardmodellen):
- Geschmiedete Magnesiumfelgen von Marchesini in 3.00″ x 17″ und 4.00″ x 17″
- Federbein von Sachs-Boge mit separatem Ausgleichsbehälter
- Mivv SP Krümmer (schwarz ohne Kennzeichnung) dazugehörigen Krümmerfedern und geradem Auspuffflansch
- Vergaser Dell'Orto PHBH 28 BD mit Ansaugstutzen
- Gummimatte als Spritzschutz für den offenen Luftfilter/Vergaser
- Prismenbuchsen

Das Federbein wurde zuletzt als Ersatzteil und für weitere Produktions-Racer nur noch mit einer gelben Feder produziert, die roten Einstellräder und die Gelbverzinkung mit Schwarzchromatierung blieb. Ab 1999 bis 2013 haben auch die weiteren Cup-SPs auf diese Kit-Teile zurückgegriffen und wurden somit für die Rennserien um- und ausgerüstet, was auch dem Reglement des ADAC Junior Cups zu entnehmen ist, in welchen die entsprechenden Ersatzteilnummern aufgelistet sind. Die SP-Teile sind zu dieser Zeit nicht mehr im offiziellen Ersatzteilkatalog aufgeführt gewesen. Für die späteren Modelle wurden die Teile von Aprilia verliehen und konnten am Ende der Saison auf den Fahrer oder das Rennteam übergehen. Hierzu existiert auch eine SP EFI ECU für die späteren RM/RD-Modelle (858205), es konnten jedoch auch die vorhandene ECU umprogrammiert werden.
Nachfolger der Aprilia RS 125 SP ist wohl die 2006er RS 125 Aprilia Junior GP Racing Dream (JGP), welche die Rennstreckenversion des PY-Modells darstellt und nicht für die Straße zugelassen ist. Ebenso existiert eine RMC-Variante (erkennbar an der Fahrgestellnummer), was dem RM-Modell entspricht und meist in Übersee zu finden ist. Die seit 2020 eingesetzte und mit einem Viertaktmotor ausgestattete Aprilia RS 250 SP ist der heutige Nachfolger, gleichermaßen ausschließlich für die Rennstrecke produziert und ohne Straßenzulassung.

#### MPA0 1996–1998
Leichtkraftrad-Ausführung der MP für die 1996 eingeführte, europaweit einheitliche Leichtkraftrad-Klasse. Die MPA0 war Anfang 1996 die erste werksseitig gedrosselte RS 125 und die erste mit Typprüfung verkaufte MP in Deutschland. Die Drosselung erfolgte durch einen geänderten Krümmer und einen dauerhaft geschlossenen Auslassschieber („Blindschieber“). Als Vergaser wurde der Dell’Orto PHBH 28 BD verwendet, der aber auch höhere Leistungen ermöglicht (siehe spätere Typen mit bis zu 22 kW) und somit nicht als Teil der Drossel gesehen werden kann. Durch den geringeren Vergaserquerschnitt wurde aber im relevanten, mittleren Drehzahlbereich eine einfachere und sauberere Abstimmung möglich. Auch die Sekundär-Übersetzung und die heißere Zündkerze (NGK BR8ES) wurden an die geänderten Motorbetriebspunkte angepasst. Der Endschalldämpfer trägt eine andere Kennzeichnung gegenüber der MP00.

#### MPA1 1996–1998
80-km/h-Ausführung für Deutschland. In der MPA1 wurde serienmäßig zum einzigen Mal in der Modellgeschichte der Dell’Orto-PHBL-24-Vergaser verbaut. Der Krümmer war gegenüber der MPA0 noch stärker gedrosselt. Zündsteuergerät und Übersetzung wurden ebenfalls gegenüber der MPA0 nochmals angepasst.

#### MP01 1998
In Deutschland Mitte 1997 typgeprüfte offene Ausführung. Die MP01 war nur 1998 auf dem Markt und löste den Typ GS ab. Im Gegensatz zur MP00 wurde der 28er Vergaser der MPA0 mit geänderter Abstimmung verbaut. Krümmer und Endschalldämpfer haben ebenfalls eine von der MP00 abweichende Teilekennzeichnung. Die homologierte Spitzenleistung von 18 kW scheint eher „untertrieben“ zu sein, die MPB0 erreicht mit den gleichen Motorkomponenten 22 kW. Auch Messungen haben eine serienmäßige Spitzenleistung im Bereich von 22 kW ergeben.
| Ausführung     | Modelljahr                   | 1995 | 1996 | 1997 | 1998 |
| Ausführung     | Modelljahrcode               | S | T | V | W |
| Ausführung     | Verkleidung                  | „rund“ mit Doppelscheinwerfer | „rund“ mit Doppelscheinwerfer | „rund“ mit Doppelscheinwerfer | „rund“ mit Doppelscheinwerfer |
| Full Power     | Typ                          | MP | MP | MP | MP |
| Full Power     | Variante / Version           | 0 / 0 | 0 / 0 | 0 / 0 | 0 / 1 |
| Full Power     | EG-BE                        | - | - | - | - |
| Full Power     | Italienische Homologation    | DGM 53889 OM (13.10.1994) | DGM 53889 OM (13.10.1994) | DGM 53889 OM (13.10.1994) | - |
| Full Power     | ABE                          | keine (nur EBE) („Grauimporte“) | keine (nur EBE) („Grauimporte“) | keine (nur EBE) („Grauimporte“) | H792 (06.06.1997) |
| Full Power     | HSN TSN                      | 4123 000 | 4123 000 | 4123 000 | 4123 115 (01.06.1997) |
| Full Power     | Fahrgestellnummer            | ZD4MP00… | ZD4MP00… | ZD4MP00… | ZD4MP01… |
| Full Power     | Motor                        | Rotax 122 | Rotax 122 | Rotax 122 | Rotax 122 |
| Full Power     | Vergaser                     | Dell’Orto VHSB 34 LD Flachschieber | Dell’Orto VHSB 34 LD Flachschieber | Dell’Orto VHSB 34 LD Flachschieber | Dell’Orto PHBH 28 BD Rundschieber |
| Full Power     | Zylinder                     | 223618 (220H) SP (Strada): 223615 (220L) SP (Corsa): 223615 (220L) (bearbeitet durch Bestellnr.: AP8106365) | 223618 (220H) SP (Strada): 223618 (220L) SP (Corsa): 223618 (220L) (bearbeitet durch Bestellnr.: AP8106365) | 223618 (220H) SP (Strada): 223618 (220L) SP (Corsa): 223618 (220L) (bearbeitet durch Bestellnr.: AP8106365) | 223618 (220H) |
| Full Power     | Krümmer / Endschalldämpfer   | MP e3 89/235*0014* / -MP- e3 89/235*0014* SP (Strada): MP e3 89/235*0014* und Mivv Strada (o. Kennzeichnung) / -MP- e3 89/235*0014* SP (Corsa): MP e3 89/235*0014* oder Mivv Strada (o. Kennzeichnung) oder teilweise Mivv SP (o. Kennzeichnung) / -MP- e3 89/235*0014* oder DLR (o. Kennzeichnung) | MP e3 89/235*0014* / -MP- e3 89/235*0014* SP (Corsa): MP e3 89/235*0014* oder Mivv Strada (o. Kennzeichnung) oder teilweise Mivv SP (o. Kennzeichnung) / -MP- e3 89/235*0014* oder DLR (o. Kennzeichnung)                   | MP e3 89/235*0014* / -MP- e3 89/235*0014* SP (Corsa): MP e3 89/235*0014* oder Mivv Strada (o. Kennzeichnung) oder teilweise Mivv SP (o. Kennzeichnung) / -MP- e3 89/235*0014* oder DLR (o. Kennzeichnung)                   | -MP01- e11 - 0039 / -MPA0- e11 - 0039 |
| Full Power     | Zündanlage / Zündkerze       | Kondensatorzündung (CDI) Nippondenso 070000-2570 (analog) / NGK BR10EG SP (Strada): Kondensatorzündung (CDI) Nippondenso 071000-0910 QCA91 (digital) / NGK BR10EG SP (Corsa [optional]): Kondensatorzündung (CDI) Nippondenso 5-071000-543 QCA89 (digital) / NGK BR10EG                             | Kondensatorzündung (CDI) Nippondenso 071000-0910 QCA91 (digital) / NGK BR10EG SP (Corsa [optional]): Kondensatorzündung (CDI) Nippondenso 5-071000-543 QCA89 (digital) / NGK BR10EG                                         | Kondensatorzündung (CDI) Nippondenso 071000-0910 QCA91 (digital) / NGK BR10EG SP (Corsa [optional]): Kondensatorzündung (CDI) Nippondenso 5-071000-543 QCA89 (digital) / NGK BR10EG                                         | Kondensatorzündung (CDI) Nippondenso 071000-0910 QCA91 (digital) / NGK BR10EG                                                                                |
| Full Power     | Auslasssteuerung             | „RAVE“ 7800 SP: „RAVE“ 8400 | „RAVE“ 7800 SP: „RAVE“ 8400 | „RAVE“ 7800 SP: „RAVE“ 8400 | „RAVE“ 7800 |
| Full Power     | Endübersetzung (Kette)       | 17:40 | 17:40 | 17:40 | 17:40 |
| Full Power     | Nennleistung                 | 20 kW / 27,19 PS bei 10250/min (aus DGM 53889) | 20 kW / 27,19 PS bei 10250/min (aus DGM 53889) | 20 kW / 27,19 PS bei 10250/min (aus DGM 53889) | 18 kW / 24,47 PS bei 10500/min |
| Full Power     | Drehmoment                   | 18,8 Nm bei 10000/min (aus DGM 53889) | 18,8 Nm bei 10000/min (aus DGM 53889) | 18,8 Nm bei 10000/min (aus DGM 53889) | 17 Nm bei 9500/min |
| Full Power     | Höchstgeschwindigkeit        | 145 km/h (aus DGM 53889) | 145 km/h (aus DGM 53889) | 145 km/h (aus DGM 53889) | 155 km/h |
| Full Power     | Leergewicht (vollgetankt)    | 143 kg (aus DGM 53889) 144 kg (deutsche Papiere analog MPA/GS) | 143 kg (aus DGM 53889) 144 kg (deutsche Papiere analog MPA/GS) | 143 kg (aus DGM 53889) 144 kg (deutsche Papiere analog MPA/GS) | 144 kg |
| Full Power     | Zul. Gesamtmasse             | 324 kg (deutsche Papiere analog MPA) 340 kg (deutsche Papiere analog GS) | 324 kg (deutsche Papiere analog MPA) 340 kg (deutsche Papiere analog GS) | 324 kg (deutsche Papiere analog MPA) 340 kg (deutsche Papiere analog GS) | 324 kg |
| Full Power     | Leistungsgewicht             | 0,1399 kW/kg | 0,1399 kW/kg | 0,1399 kW/kg | 0,1250 kW/kg |
| Full Power     | Abgasnorm                    | k. A. | k. A. | k. A. | ECE R40-01 |
| Full Power     | Maßnahmen für Abgasnorm      | - | - | - | - |
| Full Power     | Standgeräusch / Fahrgeräusch | 90 dB(A) bei 5150/min / 76 dB(A) | 90 dB(A) bei 5150/min / 76 dB(A) | 90 dB(A) bei 5150/min / 76 dB(A) | 94 dB(A) bei 5250/min / 77 dB(A) |
| Full Power     | Tankinhalt                   | 13 L | 13 L | 13 L | 13 L |
| Full Power     | Sitzhöhe                     | 810 mm | 810 mm | 810 mm | 810 mm |
| Full Power     | Reifen                       | aus DGM 53889 v: 110/70ZR17 ww. 110/70R17 54T ww. 110/80ZR17 ww. 100/80ZR17 ww. 100/80V17 ww. 100/80-17 52T ww. 100/80-17 52S h: 150/60ZR17 ww. 140/60ZR17 ww. 130/70ZR17 ww. 130/70V17 ww. 130/70-17 62T ww. 130/70-17 62S                                                                         | aus DGM 53889 v: 110/70ZR17 ww. 110/70R17 54T ww. 110/80ZR17 ww. 100/80ZR17 ww. 100/80V17 ww. 100/80-17 52T ww. 100/80-17 52S h: 150/60ZR17 ww. 140/60ZR17 ww. 130/70ZR17 ww. 130/70V17 ww. 130/70-17 62T ww. 130/70-17 62S | aus DGM 53889 v: 110/70ZR17 ww. 110/70R17 54T ww. 110/80ZR17 ww. 100/80ZR17 ww. 100/80V17 ww. 100/80-17 52T ww. 100/80-17 52S h: 150/60ZR17 ww. 140/60ZR17 ww. 130/70ZR17 ww. 130/70V17 ww. 130/70-17 62T ww. 130/70-17 62S | v: 110/70R17 52S ww. 110/80R17 52S ww. 100/80R17 52S h: 150/60R17 62S ww. 140/60R17 62S ww. 130/70R17 62S oder v: 100/80-17 52S h: 130/70-17 62S             |
| Full Power     | Felgen                       | v. 3.00″x17″ h. 4.00″x17″ Grimeca (Aluminiumguss) 3-Speichen SP: v. 3.00″x17″ h. 4.00″x17″ Marchesini (geschmiedet, Aluminium-Magnesiumlegierung) 3-Speichen | v. 3.00″x17″ h. 4.00″x17″ Grimeca (Aluminiumguss) 3-Speichen SP: v. 3.00″x17″ h. 4.00″x17″ Marchesini (geschmiedet, Aluminium-Magnesiumlegierung) 3-Speichen                                                                | v. 3.00″x17″ h. 4.00″x17″ Grimeca (Aluminiumguss) 3-Speichen SP: v. 3.00″x17″ h. 4.00″x17″ Marchesini (geschmiedet, Aluminium-Magnesiumlegierung) 3-Speichen                                                                | v. 3.00″x17″ h. 4.00″x17″ Grimeca (Aluminiumguss) 3-Speichen SP: v. 3.00″x17″ h. 4.00″x17″ Marchesini (geschmiedet, Aluminium-Magnesiumlegierung) 3-Speichen |
| Leichtkraftrad | Typ                          | | MP | MP | MP |
| Leichtkraftrad | Variante / Version           | A / 0 | A / 0 | A / 0 | |
| Leichtkraftrad | EG-BE                        | - | - | - | |
| Leichtkraftrad | Italienische Homologation    | DGM 54092 OM (06.02.1996) | DGM 54092 OM (06.02.1996) | DGM 54092 OM (06.02.1996) | |
| Leichtkraftrad | ABE                          | H356 (12.01.1996) H356 Nachtrag 01 (14.05.1996) Ausführung A | H356 (12.01.1996) H356 Nachtrag 01 (14.05.1996) Ausführung A | H356 (12.01.1996) H356 Nachtrag 01 (14.05.1996) Ausführung A | |
| Leichtkraftrad | HSN TSN                      | 4123 104 (01.12.1995) | 4123 104 (01.12.1995) | 4123 104 (01.12.1995) | |
| Leichtkraftrad | Fahrgestellnummer            | ZD4MPA0… | ZD4MPA0… | ZD4MPA0… | |
| Leichtkraftrad | Motor                        | Rotax 122 | Rotax 122 | Rotax 122 | |
| Leichtkraftrad | Vergaser                     | Dell’Orto PHBH 28 BD Rundschieber | Dell’Orto PHBH 28 BD Rundschieber | Dell’Orto PHBH 28 BD Rundschieber | |
| Leichtkraftrad | Zylinder                     | 223618 (220H) | 223618 (220H) | 223618 (220H) | |
| Leichtkraftrad | Krümmer / Endschalldämpfer   | -MPA0- e11 - 0039 / -MPA0- e11 - 0039 | -MPA0- e11 - 0039 / -MPA0- e11 - 0039 | -MPA0- e11 - 0039 / -MPA0- e11 - 0039 | |
| Leichtkraftrad | Zündanlage / Zündkerze       | Kondensatorzündung (CDI) Nippondenso 071000-0910 QCA91 (digital) / NGK BR8ES | Kondensatorzündung (CDI) Nippondenso 071000-0910 QCA91 (digital) / NGK BR8ES | Kondensatorzündung (CDI) Nippondenso 071000-0910 QCA91 (digital) / NGK BR8ES | |
| Leichtkraftrad | Auslasssteuerung             | Blindschieber | Blindschieber | Blindschieber | |
| Leichtkraftrad | Endübersetzung (Kette)       | 17:39 | 17:39 | 17:39 | |
| Leichtkraftrad | Nennleistung                 | 11 kW / 14,96 PS bei 7000/min | 11 kW / 14,96 PS bei 7000/min | 11 kW / 14,96 PS bei 7000/min | |
| Leichtkraftrad | Drehmoment                   | 15,2 Nm bei 6250/min | 15,2 Nm bei 6250/min | 15,2 Nm bei 6250/min | |
| Leichtkraftrad | Höchstgeschwindigkeit        | 120 km/h | 120 km/h | 120 km/h | |
| Leichtkraftrad | Leergewicht (vollgetankt)    | 144 kg | 144 kg | 144 kg | |
| Leichtkraftrad | Zul. Gesamtmasse             | 324 kg | 324 kg | 324 kg | |
| Leichtkraftrad | Leistungsgewicht             | 0,0764 kW/kg | 0,0764 kW/kg | 0,0764 kW/kg | |
| Leichtkraftrad | Abgasnorm                    | ECE R40-01 | ECE R40-01 | ECE R40-01 | |
| Leichtkraftrad | Maßnahmen für Abgasnorm      | - | - | - | |
| Leichtkraftrad | Standgeräusch / Fahrgeräusch | 84 db(A) bei 3600/min / 77 dB(A) | 84 db(A) bei 3600/min / 77 dB(A) | 84 db(A) bei 3600/min / 77 dB(A) | |
| Leichtkraftrad | Tankinhalt                   | 13 L | 13 L | 13 L | |
| Leichtkraftrad | Sitzhöhe                     | 810 mm | 810 mm | 810 mm | |
| Leichtkraftrad | Reifen                       | v: 110/70R17 52S ww. 110/80R17 52S ww. 100/80R17 52S h: 150/60R17 62S ww. 140/60R17 62S ww. 130/70R17 62S oder v: 100/80-17 52S h: 130/70-17 62S | v: 110/70R17 52S ww. 110/80R17 52S ww. 100/80R17 52S h: 150/60R17 62S ww. 140/60R17 62S ww. 130/70R17 62S oder v: 100/80-17 52S h: 130/70-17 62S                                                                            | v: 110/70R17 52S ww. 110/80R17 52S ww. 100/80R17 52S h: 150/60R17 62S ww. 140/60R17 62S ww. 130/70R17 62S oder v: 100/80-17 52S h: 130/70-17 62S                                                                            | |
| Leichtkraftrad | Felgen                       | v. 3.00″x17″ h. 4.00″x17″ Grimeca 3-Speichen | v. 3.00″x17″ h. 4.00″x17″ Grimeca 3-Speichen | v. 3.00″x17″ h. 4.00″x17″ Grimeca 3-Speichen | |
| 80 km/h        | Typ                          | MP | MP | MP | |
| 80 km/h        | Variante / Version           | A / 1 | A / 1 | A / 1 | |
| 80 km/h        | EG-BE                        | - | - | - | |
| 80 km/h        | Italienische Homologation    | - | - | - | |
| 80 km/h        | ABE                          | H356 Nachtrag 01 (14.05.1996) Ausführung B | H356 Nachtrag 01 (14.05.1996) Ausführung B | H356 Nachtrag 01 (14.05.1996) Ausführung B | |
| 80 km/h        | HSN TSN                      | 4123 108 (01.05.1996) | 4123 108 (01.05.1996) | 4123 108 (01.05.1996) | |
| 80 km/h        | Fahrgestellnummer            | ZD4MPA1… | ZD4MPA1… | ZD4MPA1… | |
| 80 km/h        | Motor                        | Rotax 122 | Rotax 122 | Rotax 122 | |
| 80 km/h        | Vergaser                     | Dell’Orto PHBL 24 | Dell’Orto PHBL 24 | Dell’Orto PHBL 24 | |
| 80 km/h        | Zylinder                     | 223618 (220H) | 223618 (220H) | 223618 (220H) | |
| 80 km/h        | Krümmer / Endschalldämpfer   | -MPA1- e11 - 0039 / -MPA0- e11 - 0039 | -MPA1- e11 - 0039 / -MPA0- e11 - 0039 | -MPA1- e11 - 0039 / -MPA0- e11 - 0039 | |
| 80 km/h        | Zündanlage / Zündkerze       | Kondensatorzündung (CDI) Nippondenso 070000-2570 (analog) / NGK BR8ES | Kondensatorzündung (CDI) Nippondenso 070000-2570 (analog) / NGK BR8ES | Kondensatorzündung (CDI) Nippondenso 070000-2570 (analog) / NGK BR8ES | |
| 80 km/h        | Auslasssteuerung             | Blindschieber | Blindschieber | Blindschieber | |
| 80 km/h        | Endübersetzung (Kette)       | 14:39 | 14:39 | 14:39 | |
| 80 km/h        | Nennleistung                 | 4,7 kW / 6,39 PS bei 6500/min (ABE) 5 kW / 6,8 PS bei 6500/min (gerundet für Fahrzeugpapiere) | 4,7 kW / 6,39 PS bei 6500/min (ABE) 5 kW / 6,8 PS bei 6500/min (gerundet für Fahrzeugpapiere) | 4,7 kW / 6,39 PS bei 6500/min (ABE) 5 kW / 6,8 PS bei 6500/min (gerundet für Fahrzeugpapiere) | |
| 80 km/h        | Drehmoment                   | 9,6 Nm bei 3500/min | 9,6 Nm bei 3500/min | 9,6 Nm bei 3500/min | |
| 80 km/h        | Höchstgeschwindigkeit        | 80 km/h | 80 km/h | 80 km/h | |
| 80 km/h        | Leergewicht (vollgetankt)    | 144 kg | 144 kg | 144 kg | |
| 80 km/h        | Zul. Gesamtmasse             | 324 kg | 324 kg | 324 kg | |
| 80 km/h        | Leistungsgewicht             | 0,0347 kW/kg | 0,0347 kW/kg | 0,0347 kW/kg | |
| 80 km/h        | Abgasnorm                    | ECE R40-01 | ECE R40-01 | ECE R40-01 | |
| 80 km/h        | Maßnahmen für Abgasnorm      | - | - | - | |
| 80 km/h        | Standgeräusch / Fahrgeräusch | 80 dB(A) bei 3250/min / 72 dB(A) | 80 dB(A) bei 3250/min / 72 dB(A) | 80 dB(A) bei 3250/min / 72 dB(A) | |
| 80 km/h        | Tankinhalt                   | 13 L | 13 L | 13 L | |
| 80 km/h        | Sitzhöhe                     | 810 mm | 810 mm | 810 mm | |
| 80 km/h        | Reifen                       | v: 110/70R17 52S ww. 110/80R17 52S ww. 100/80R17 52S h: 150/60R17 62S ww. 140/60R17 62S ww. 130/70R17 62S oder v: 100/80-17 52S h: 130/70-17 62S | v: 110/70R17 52S ww. 110/80R17 52S ww. 100/80R17 52S h: 150/60R17 62S ww. 140/60R17 62S ww. 130/70R17 62S oder v: 100/80-17 52S h: 130/70-17 62S                                                                            | v: 110/70R17 52S ww. 110/80R17 52S ww. 100/80R17 52S h: 150/60R17 62S ww. 140/60R17 62S ww. 130/70R17 62S oder v: 100/80-17 52S h: 130/70-17 62S                                                                            | |
| 80 km/h        | Felgen                       | v. 3.00″x17″ h. 4.00″x17″ Grimeca 3-Speichen | v. 3.00″x17″ h. 4.00″x17″ Grimeca 3-Speichen | v. 3.00″x17″ h. 4.00″x17″ Grimeca 3-Speichen | |

### MPB 1999–2002

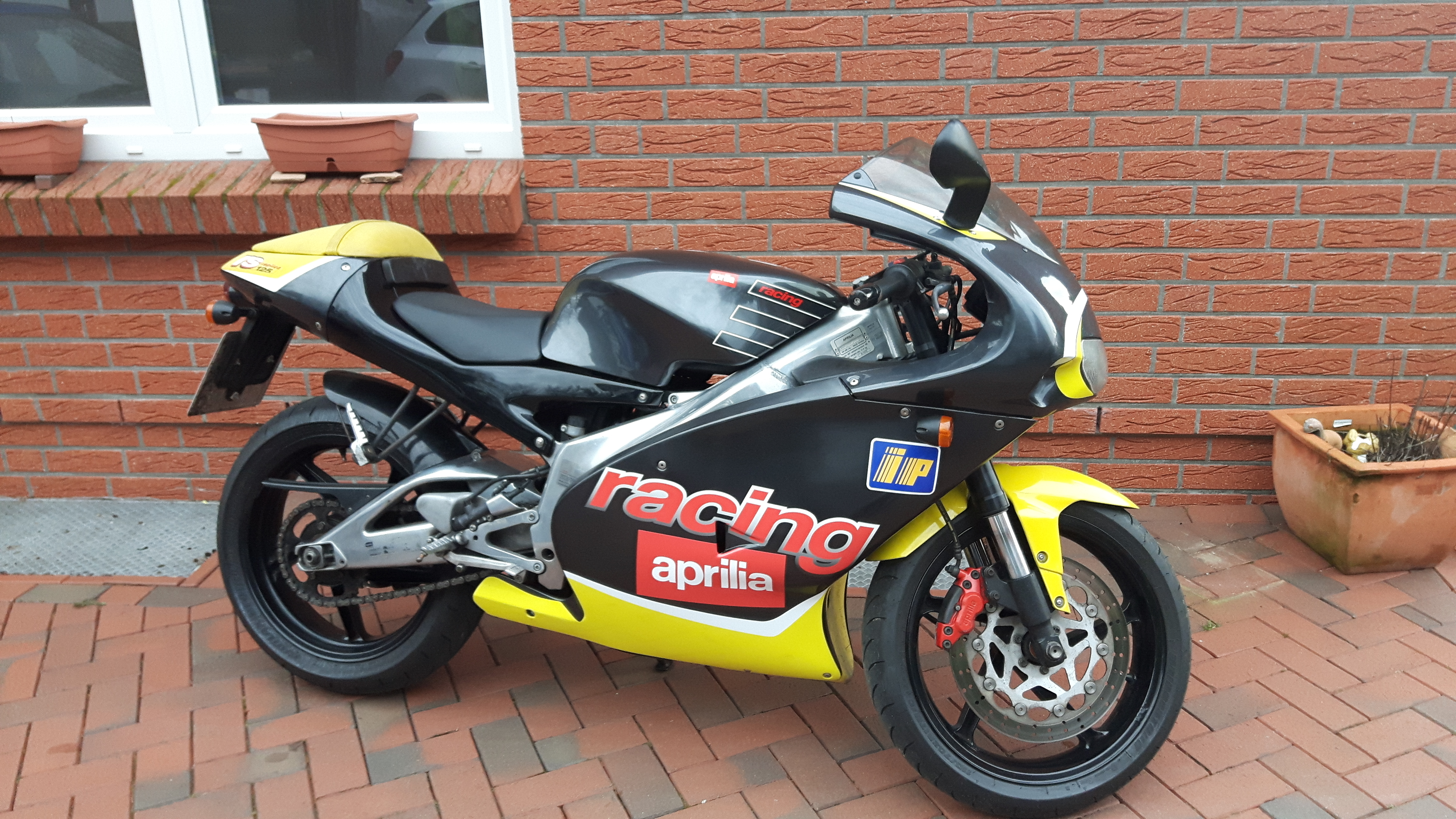
Aprilia RS 125 MPB 2000 „Replica Grau Gelb“

Trotz des gleichen Typs MP unterscheiden sich die MPB Varianten äußerlich deutlich von den MP0/MPA Varianten. Grund ist die komplett neue, rundere Verkleidung mit überarbeiteter Front, neuem Tank und neuem „rundem“ Heck. Dazu musste auch der Heckrahmen komplett überarbeitet werden. An der Front gibt es nur noch einen Lufteinlass auf der rechten Seite. Außerdem wurde von 3-Speichen-Rädern auf 5-Speichen-Räder umgestellt. Der Seitenständer erhält nun einen Ständer-Schalter (Motor geht aus, wenn bei ausgeklapptem Ständer ein Gang eingelegt wird), im Cockpit gibt es dazu eine Kontrolllampe, die die bisherige Benzinstands-Warnlampe ersetzt. Vorher klappte der Ständer beim Anheben des Motorrads selbstständig ein. Der Benzinhahn wurde von rechts unter dem Tank nach links verlegt und ist einfacher zu bedienen. Die Gabelverschlussstopfen sind nun blau anstatt rot eloxiert. Die Karbonummantelung des Endschalldämpfers entfällt, er erhält auch eine neue Kennzeichnung.

#### MPB0 1999–2002

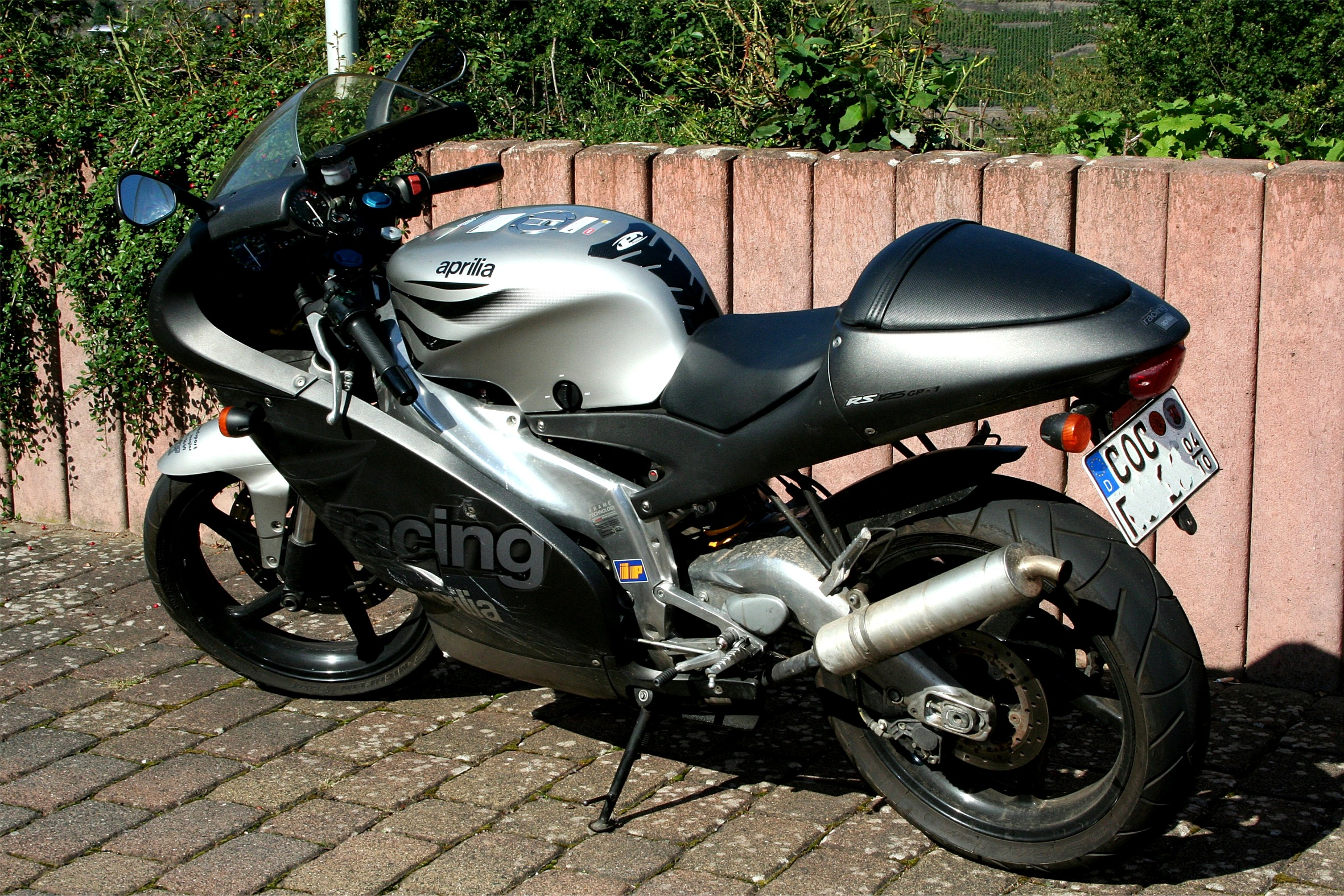
Aprilia RS 125 MPB 2002 „GP-1 Dust Grey“

Die offene Ausführung der MPB übernimmt die Antriebskonfiguration der MP01 mit 28er Vergaser. Trotz weitestgehend gleicher Motorkomponenten ist die Leistung mit 22 kW angegeben, was realistischer ist als die 18 kW der MP01.

#### MPB1 1999–2001
Die Leichtkraftrad-Ausführungen mit 11 kW und 80 km/h werden beide unter der Variante MPB1 zusammengeführt, in Deutschland unterteilt in „Ausführung A“ (11 kW) und „Ausführung B“ (80 km/h). Die Drosselung erfolgt – analog zu den MPA-Varianten – jeweils durch einen geänderten Krümmer (identisch zu den MPA-Krümmern) und einen dauerhaft geschlossenen Auslassschieber. Allerdings wird die Endübersetzung bei den gedrosselten Ausführungen nicht mehr angepasst (immer 17:40) und auch der Vergaser ist einheitlich der PHBH 28 BD, mit jeweils angepasster Abstimmung.
Nur bei der 11-kW-Ausführung wird jetzt zusätzlich eine der beiden Ansaug-Öffnungen am Luftfilterkasten verschlossen.
| Ausführung     | Modelljahr                   | 1999 | 2000 | 2001 | 2002 |
| Ausführung     | Modelljahrcode               | X | Y | 1 | 2 |
| Ausführung     | Verkleidung                  | MPB/SF „bubble“ mit rundem Heck | MPB/SF „bubble“ mit rundem Heck | MPB/SF „bubble“ mit rundem Heck | MPB/SF „bubble“ mit rundem Heck |
| Full Power     | Typ                          | MP | MP | MP | MP |
| Full Power     | Variante / Version           | B / 0 | B / 0 | B / 0 | B / 0 |
| Full Power     | EG-BE                        | - | - | - | - |
| Full Power     | Italienische Homologation    | DGM 54092 EST 01 OM (02.09.1998) | DGM 54092 EST 01 OM (02.09.1998) | DGM 54092 EST 01 OM (02.09.1998) | DGM 54092 EST 01 OM (02.09.1998) |
| Full Power     | ABE                          | H792 Nachtrag 01 | H792 Nachtrag 01 | H792 Nachtrag 01 | H792 Nachtrag 01 |
| Full Power     | HSN TSN                      | 4123 128 (01.02.1999) | 4123 128 (01.02.1999) | 4123 128 (01.02.1999) | 4123 128 (01.02.1999) |
| Full Power     | Fahrgestellnummer            | ZD4MPB0… | ZD4MPB0… | ZD4MPB0… | ZD4MPB0… |
| Full Power     | Motor                        | Rotax 122 | Rotax 122 | Rotax 122 | Rotax 122 |
| Full Power     | Vergaser                     | Dell’Orto PHBH 28 BD Rundschieber | Dell’Orto PHBH 28 BD Rundschieber | Dell’Orto PHBH 28 BD Rundschieber | Dell’Orto PHBH 28 BD Rundschieber |
| Full Power     | Zylinder                     | 223618 (220H) | 223618 (220H) | 223618 (220H) | 223618 (220H) |
| Full Power     | Krümmer / Endschalldämpfer   | -MP01- e11 - 0039 / -MPB1- e11 - 0039 | -MP01- e11 - 0039 / -MPB1- e11 - 0039 | -MP01- e11 - 0039 / -MPB1- e11 - 0039 | -MP01- e11 - 0039 / -MPB1- e11 - 0039 |
| Full Power     | Zündanlage / Zündkerze       | Kondensatorzündung (CDI) Nippondenso 071000-0910 QCA91 / NGK BR10EG                                                                              | Kondensatorzündung (CDI) Nippondenso 071000-0910 QCA91 / NGK BR10EG                                                                              | Kondensatorzündung (CDI) Nippondenso 071000-0910 QCA91 / NGK BR10EG                                                                              | Kondensatorzündung (CDI) Nippondenso 071000-0910 QCA91 / NGK BR10EG                                                                              |
| Full Power     | Auslasssteuerung             | „RAVE“ 7800 | „RAVE“ 7800 | „RAVE“ 7800 | „RAVE“ 7800 |
| Full Power     | Endübersetzung (Kette)       | 17:40 | 17:40 | 17:40 | 17:40 |
| Full Power     | Nennleistung                 | 22 kW/ 29,91 PS bei 11250/min | 22 kW/ 29,91 PS bei 11250/min | 22 kW/ 29,91 PS bei 11250/min | 22 kW/ 29,91 PS bei 11250/min |
| Full Power     | Drehmoment                   | 20,0 Nm bei 10000/min | 20,0 Nm bei 10000/min | 20,0 Nm bei 10000/min | 20,0 Nm bei 10000/min |
| Full Power     | Höchstgeschwindigkeit        | 155 km/h | 155 km/h | 155 km/h | 155 km/h |
| Full Power     | Leergewicht (vollgetankt)    | 139 kg | 139 kg | 139 kg | 139 kg |
| Full Power     | Zul. Gesamtmasse             | 319 kg | 319 kg | 319 kg | 319 kg |
| Full Power     | Leistungsgewicht             | 0,1583 kW/kg | 0,1583 kW/kg | 0,1583 kW/kg | 0,1583 kW/kg |
| Full Power     | Abgasnorm                    | ECE R40-01 | ECE R40-01 | ECE R40-01 | ECE R40-01 |
| Full Power     | Maßnahmen für Abgasnorm      | - | - | - | - |
| Full Power     | Standgeräusch / Fahrgeräusch | 94 dB(A) bei 5625/min / 77 dB(A) | 94 dB(A) bei 5625/min / 77 dB(A) | 94 dB(A) bei 5625/min / 77 dB(A) | 94 dB(A) bei 5625/min / 77 dB(A) |
| Full Power     | Tankinhalt                   | 14 L | 14 L | 14 L | 14 L |
| Full Power     | Sitzhöhe                     | 805 mm | 805 mm | 805 mm | 805 mm |
| Full Power     | Reifen                       | v: 110/70R17 52S ww. 110/80R17 52S ww. 100/80R17 52S h: 150/60R17 62S ww. 140/60R17 62S ww. 130/70R17 62S oder v: 100/80-17 52S h: 130/70-17 62S | v: 110/70R17 52S ww. 110/80R17 52S ww. 100/80R17 52S h: 150/60R17 62S ww. 140/60R17 62S ww. 130/70R17 62S oder v: 100/80-17 52S h: 130/70-17 62S | v: 110/70R17 52S ww. 110/80R17 52S ww. 100/80R17 52S h: 150/60R17 62S ww. 140/60R17 62S ww. 130/70R17 62S oder v: 100/80-17 52S h: 130/70-17 62S | v: 110/70R17 52S ww. 110/80R17 52S ww. 100/80R17 52S h: 150/60R17 62S ww. 140/60R17 62S ww. 130/70R17 62S oder v: 100/80-17 52S h: 130/70-17 62S |
| Full Power     | Felgen                       | v. 3.00″x17″ h. 4.00″x17″ 5-Speichen | v. 3.00″x17″ h. 4.00″x17″ 5-Speichen | v. 3.00″x17″ h. 4.00″x17″ 5-Speichen | v. 3.00″x17″ h. 4.00″x17″ 5-Speichen |
| Leichtkraftrad | Typ                          | MP | MP | MP | |
| Leichtkraftrad | Variante / Version           | B / 1 | B / 1 | B / 1 | |
| Leichtkraftrad | EG-BE                        | - | - | - | |
| Leichtkraftrad | Italienische Homologation    | DGM 54092 EST 02 OM (02.09.1998) | DGM 54092 EST 02 OM (02.09.1998) | DGM 54092 EST 02 OM (02.09.1998) | |
| Leichtkraftrad | ABE                          | H356 Nachtrag 02 (19.02.1999) Ausführung A | H356 Nachtrag 02 (19.02.1999) Ausführung A | H356 Nachtrag 02 (19.02.1999) Ausführung A | |
| Leichtkraftrad | HSN TSN                      | 4123 104 (01.12.1995) | 4123 104 (01.12.1995) | 4123 104 (01.12.1995) | |
| Leichtkraftrad | Fahrgestellnummer            | ZD4MPB1… | ZD4MPB1… | ZD4MPB1… | |
| Leichtkraftrad | Motor                        | Rotax 122 | Rotax 122 | Rotax 122 | |
| Leichtkraftrad | Vergaser                     | Dell’Orto PHBH 28 BD Rundschieber | Dell’Orto PHBH 28 BD Rundschieber | Dell’Orto PHBH 28 BD Rundschieber | |
| Leichtkraftrad | Zylinder                     | 223618 (220H) | 223618 (220H) | 223618 (220H) | |
| Leichtkraftrad | Krümmer / Endschalldämpfer   | -MPA0- e11 - 0039 / -MPB1- e11 - 0039 | -MPA0- e11 - 0039 / -MPB1- e11 - 0039 | -MPA0- e11 - 0039 / -MPB1- e11 - 0039 | |
| Leichtkraftrad | Zündanlage / Zündkerze       | Kondensatorzündung (CDI) Nippondenso 071000-0910 QCA91 / NGK BR8ES                                                                               | Kondensatorzündung (CDI) Nippondenso 071000-0910 QCA91 / NGK BR8ES                                                                               | Kondensatorzündung (CDI) Nippondenso 071000-0910 QCA91 / NGK BR8ES                                                                               | |
| Leichtkraftrad | Auslasssteuerung             | Blindschieber | Blindschieber | Blindschieber | |
| Leichtkraftrad | Endübersetzung (Kette)       | 17:40 | 17:40 | 17:40 | |
| Leichtkraftrad | Nennleistung                 | 11 kW / 14,96 PS bei 7000/min (ABE) 11 kW / 14,96 PS bei 7750/min (DGM)                                                                          | 11 kW / 14,96 PS bei 7000/min (ABE) 11 kW / 14,96 PS bei 7750/min (DGM)                                                                          | 11 kW / 14,96 PS bei 7000/min (ABE) 11 kW / 14,96 PS bei 7750/min (DGM)                                                                          | |
| Leichtkraftrad | Drehmoment                   | 14 Nm bei 7500/min (DGM) | 14 Nm bei 7500/min (DGM) | 14 Nm bei 7500/min (DGM) | |
| Leichtkraftrad | Höchstgeschwindigkeit        | 120 km/h | 120 km/h | 120 km/h | |
| Leichtkraftrad | Leergewicht (vollgetankt)    | 139 kg | 139 kg | 139 kg | |
| Leichtkraftrad | Zul. Gesamtmasse             | 319 kg | 319 kg | 319 kg | |
| Leichtkraftrad | Leistungsgewicht             | 0,0791 kW/kg | 0,0791 kW/kg | 0,0791 kW/kg | |
| Leichtkraftrad | Abgasnorm                    | ECE R40-01 | ECE R40-01 | ECE R40-01 | |
| Leichtkraftrad | Maßnahmen für Abgasnorm      | - | - | - | |
| Leichtkraftrad | Standgeräusch / Fahrgeräusch | 84 dB(A) bei 3875/min / 75 dB(A) | 84 dB(A) bei 3875/min / 75 dB(A) | 84 dB(A) bei 3875/min / 75 dB(A) | |
| Leichtkraftrad | Tankinhalt                   | 14 L | 14 L | 14 L | |
| Leichtkraftrad | Sitzhöhe                     | 805 mm | 805 mm | 805 mm | |
| Leichtkraftrad | Reifen                       | v: 110/70R17 52S ww. 110/80R17 52S ww. 100/80R17 52S h: 150/60R17 62S ww. 140/60R17 62S ww. 130/70R17 62S oder v: 100/80-17 52S h: 130/70-17 62S | v: 110/70R17 52S ww. 110/80R17 52S ww. 100/80R17 52S h: 150/60R17 62S ww. 140/60R17 62S ww. 130/70R17 62S oder v: 100/80-17 52S h: 130/70-17 62S | v: 110/70R17 52S ww. 110/80R17 52S ww. 100/80R17 52S h: 150/60R17 62S ww. 140/60R17 62S ww. 130/70R17 62S oder v: 100/80-17 52S h: 130/70-17 62S | |
| Leichtkraftrad | Felgen                       | v. 3.00″x17″ h. 4.00″x17″ 5-Speichen | v. 3.00″x17″ h. 4.00″x17″ 5-Speichen | v. 3.00″x17″ h. 4.00″x17″ 5-Speichen | |
| 80 km/h        | Typ                          | MP | MP | MP | |
| 80 km/h        | Variante / Version           | B / 1 | B / 1 | B / 1 | |
| 80 km/h        | EG-BE                        | - | - | - | |
| 80 km/h        | Italienisch Homologation     | - | - | - | |
| 80 km/h        | ABE                          | H356 Nachtrag 02 (19.02.1999) Ausführung B | H356 Nachtrag 02 (19.02.1999) Ausführung B | H356 Nachtrag 02 (19.02.1999) Ausführung B | |
| 80 km/h        | HSN TSN                      | 4123 108 (01.05.1996) | 4123 108 (01.05.1996) | 4123 108 (01.05.1996) | |
| 80 km/h        | Fahrgestellnummer            | ZD4MPB1… | ZD4MPB1… | ZD4MPB1… | |
| 80 km/h        | Motor                        | Rotax 122 | Rotax 122 | Rotax 122 | |
| 80 km/h        | Vergaser                     | Dell’Orto PHBH 28 BD Rundschieber | Dell’Orto PHBH 28 BD Rundschieber | Dell’Orto PHBH 28 BD Rundschieber | |
| 80 km/h        | Zylinder                     | 223618 (220H) | 223618 (220H) | 223618 (220H) | |
| 80 km/h        | Krümmer / Endschalldämpfer   | -MPA1- e11 - 0039 / -MPB1- e11 - 0039 | -MPA1- e11 - 0039 / -MPB1- e11 - 0039 | -MPA1- e11 - 0039 / -MPB1- e11 - 0039 | |
| 80 km/h        | Zündanlage / Zündkerze       | Kondensatorzündung (CDI) Nippondenso 070000-2570 / NGK BR8ES                                                                                     | Kondensatorzündung (CDI) Nippondenso 070000-2570 / NGK BR8ES                                                                                     | Kondensatorzündung (CDI) Nippondenso 070000-2570 / NGK BR8ES                                                                                     | |
| 80 km/h        | Auslasssteuerung             | Blindschieber | Blindschieber | Blindschieber | |
| 80 km/h        | Endübersetzung (Kette)       | 17:40 | 17:40 | 17:40 | |
| 80 km/h        | Nennleistung                 | 5 kW / 6,8 PS bei 6500/min | 5 kW / 6,8 PS bei 6500/min | 5 kW / 6,8 PS bei 6500/min | |
| 80 km/h        | Drehmoment                   | k. A. | k. A. | k. A. | |
| 80 km/h        | Höchstgeschwindigkeit        | 80 km/h | 80 km/h | 80 km/h | |
| 80 km/h        | Leergewicht (vollgetankt)    | 139 kg | 139 kg | 139 kg | |
| 80 km/h        | Zul. Gesamtmasse             | 319 kg | 319 kg | 319 kg | |
| 80 km/h        | Leistungsgewicht             | 0,0360 kW/kg | 0,0360 kW/kg | 0,0360 kW/kg | |
| 80 km/h        | Abgasnorm                    | ECE R40-01 | ECE R40-01 | ECE R40-01 | |
| 80 km/h        | Maßnahmen für Abgasnorm      | - | - | - | |
| 80 km/h        | Standgeräusch / Fahrgeräusch | 80 dB(A) bei 3250/min / 73 dB(A) | 80 dB(A) bei 3250/min / 73 dB(A) | 80 dB(A) bei 3250/min / 73 dB(A) | |
| 80 km/h        | Tankinhalt                   | 14 L | 14 L | 14 L | |
| 80 km/h        | Sitzhöhe                     | 805 mm | 805 mm | 805 mm | |
| 80 km/h        | Reifen                       | v: 110/70R17 52S ww. 110/80R17 52S ww. 100/80R17 52S h: 150/60R17 62S ww. 140/60R17 62S ww. 130/70R17 62S oder v: 100/80-17 52S h: 130/70-17 62S | v: 110/70R17 52S ww. 110/80R17 52S ww. 100/80R17 52S h: 150/60R17 62S ww. 140/60R17 62S ww. 130/70R17 62S oder v: 100/80-17 52S h: 130/70-17 62S | v: 110/70R17 52S ww. 110/80R17 52S ww. 100/80R17 52S h: 150/60R17 62S ww. 140/60R17 62S ww. 130/70R17 62S oder v: 100/80-17 52S h: 130/70-17 62S | |
| 80 km/h        | Felgen                       | v. 3.00″x17″ h. 4.00″x17″ 5-Speichen | v. 3.00″x17″ h. 4.00″x17″ 5-Speichen | v. 3.00″x17″ h. 4.00″x17″ 5-Speichen | |

## 2002–2005 Typ SF (Varianten SF0/SFA und SFF/SFG)
Die SF-Modelle gleichen äußerlich den MPB-Modellen. Die Antriebstechnik wurde aber für die Einhaltung von Euro 1 (Krümmer mit ungeregeltem Katalysator) und ab 2004 Euro 2 (Krümmer mit ungeregeltem Katalysator und Sekundärluftsystem) weiterentwickelt. Außerdem war die SF das erste Modell mit gesamteuropäischer Typgenehmigung (ECE-Homologation) anstelle einzelner nationaler Typgenehmigungen (In Deutschland: Allgemeine Betriebserlaubnis ABE).

### RS 125 Tuono 2003–2004
Unter dem Typ SF wurde von 2003 bis 2004 auch eine Nakedbike-Version angeboten, die RS 125 Tuono. Die Varianten sind SFC/SFD und SFL/SFM.
Dafür wurden im Wesentlichen die Seitenverkleidungen weggelassen sowie ein höherer Lenker auf der geänderten Gabelbrücke montiert und eine kleine Lampenverkleidung angebracht. Die Spiegel sind am Lenker und nicht an der Verkleidung montiert, die Blinker liegen höher. Außerdem bekam das Heck ein größeres Soziussitzpolster. Weitere Teile wie Kabelbaum und Bowdenzüge mussten an den neuen Lenker und die höheren Blinker angepasst werden. Im Gegensatz zu den polierten Teilen an den RS-Modellen wurden Rahmen und Schwinge bei den Tuono-Modellen schwarz lackiert.
Technische Daten der Tuono-Modelle jeweils in [Eckigen Klammern].

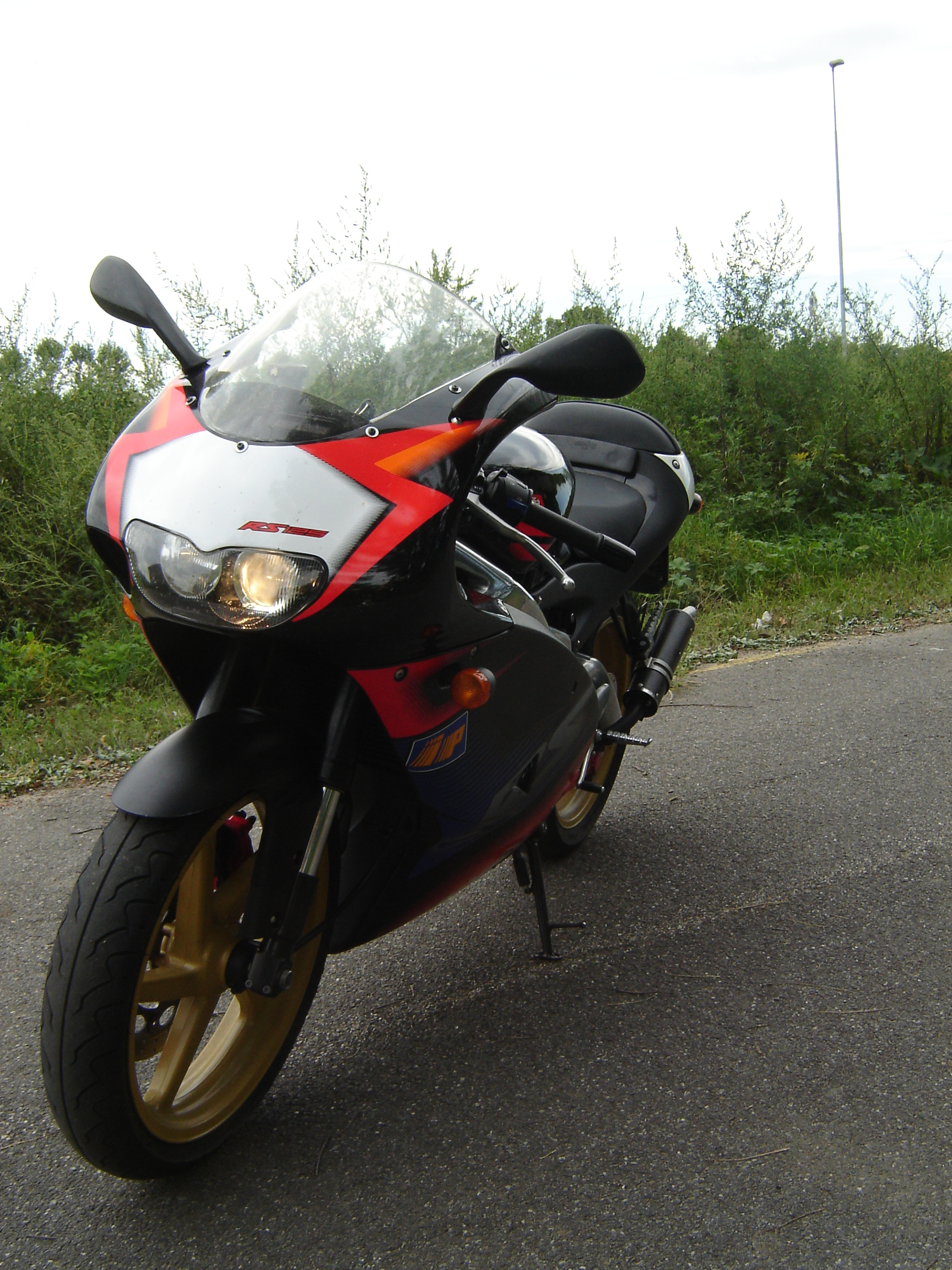
Aprilia RS 125 SF 2003 „Replica SBK“ (Endschalldämpfer nicht original)

### SF0/SFA [SFC/SFD] 2002–2003
Abgasnorm Euro 1 mit ungeregeltem Katalysator

#### SF0 [SFC] 2003
Offene Ausführung. Krümmer (Kat), Endschalldämpfer und Vergaserabstimmung gegenüber MPB0 angepasst.

#### SFA [SFD] 2002–2003
Leichtkraftrad-Ausführung und 80-km/h-Ausführung. Drosselung analog MPB1-Varianten. Krümmer (Kat), Endschalldämpfer und Vergaserabstimmung gegenüber MPB1 angepasst.

### SFF/SFG [SFL/SFM] 2004–2005
Abgasnorm Euro 2 mit ungeregeltem Katalysator und Sekundärluftsystem

#### SFF [SFL]
Offene Ausführung. Das Sekundärluftsystem (SLS) kommt dazu. Krümmer (Kat + Anschluss SLS) und Vergaserabstimmung gegenüber SF0 angepasst.

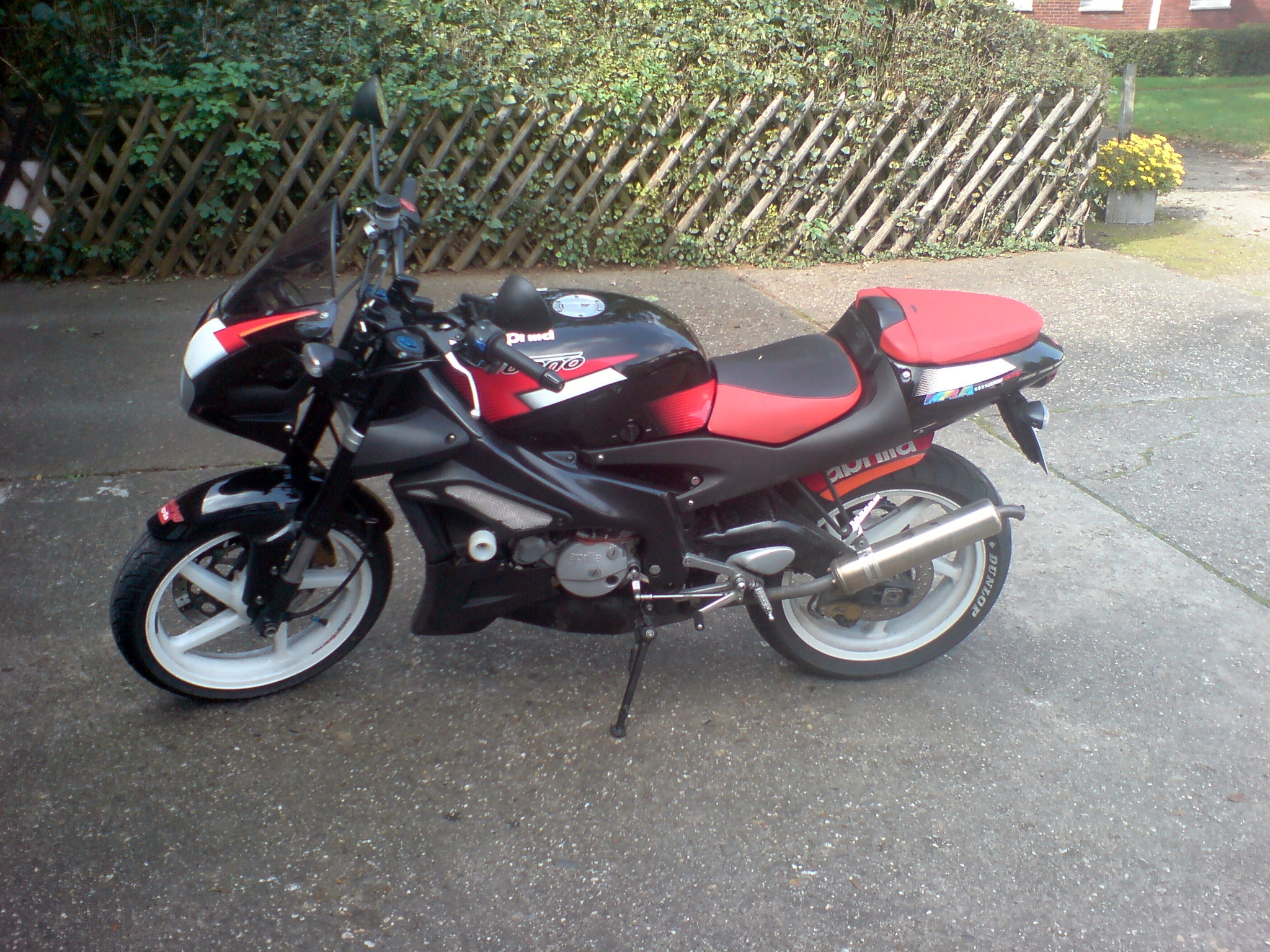
Aprilia RS 125 Tuono SF 2003 „Racing Schwarz“

#### SFG [SFM]
Leichtkraftrad-Ausführung und 80-km/h-Ausführung. Drosselung analog SFA-Varianten. Das Sekundärluftsystem (SLS) kommt dazu. Krümmer (Kat + Anschluss SLS) und Vergaserabstimmung gegenüber SFA angepasst.
| Ausführung     | Modelljahr                   | 2002                                                                                           | 2003                                                                                         | 2004                                                                | 2005                                                               |
| Ausführung     | Modelljahrcode               | 2                                                                                              | 3                                                                                            | 4                                                                   | 5                                                                  |
| Ausführung     | Verkleidung                  | MPB/SF „bubble“ mit rundem Heck                                                                | MPB/SF „bubble“ mit rundem Heck                                                              | MPB/SF „bubble“ mit rundem Heck                                     | MPB/SF „bubble“ mit rundem Heck                                    |
| Full Power     | Typ                          |                                                                                                | SF                                                                                           | SF                                                                  | SF                                                                 |
| Full Power     | Variante / Version           | 0 / 01 [C / 00]                                                                                | F / 00 [L / 00]                                                                              | F / 00                                                              |                                                                    |
| Full Power     | EG-BE                        | e11*2000/7*00053*01 (01.10.2002) [e11*2000/7*00053*02 (25.03.2003)]                            | e11*2000/7*00053*03 (26.11.2003)                                                             | e11*2000/7*00053*03 (26.11.2003)                                    |                                                                    |
| Full Power     | Italienische Homologation    | -                                                                                              | -                                                                                            | -                                                                   |                                                                    |
| Full Power     | ABE                          | -                                                                                              | -                                                                                            | -                                                                   |                                                                    |
| Full Power     | HSN TSN                      | 4123 149 (01.10.2001)                                                                          | 4123 182 (01.11.2003)                                                                        | 4123 182 (01.11.2003)                                               |                                                                    |
| Full Power     | Fahrgestellnummer            | ZD4SF001… [ZD4SFC…]                                                                            | ZD4SFF… [ZD4SFL…]                                                                            | ZD4SFF…                                                             |                                                                    |
| Full Power     | Motor                        | Rotax 122                                                                                      | Rotax 122                                                                                    | Rotax 122                                                           |                                                                    |
| Full Power     | Vergaser                     | Dell’Orto PHBH 28 BD Rundschieber                                                              | Dell’Orto PHBH 28 BD Rundschieber                                                            | Dell’Orto PHBH 28 BD Rundschieber                                   |                                                                    |
| Full Power     | Zylinder                     | 223618 (220H)                                                                                  | 223618 (220H)                                                                                | 223618 (220H)                                                       |                                                                    |
| Full Power     | Krümmer / Endschalldämpfer   | B-1149 e11 e3 / C-1078 e11 e3                                                                  | B-1172 e11 e3 / C-1078 e11 e3                                                                | B-1172 e11 e3 / C-1078 e11 e3                                       |                                                                    |
| Full Power     | Zündanlage / Zündkerze       | Kondensatorzündung (CDI) Nippondenso 071000-0910 QCA91 / NGK BR10EG                            | Kondensatorzündung (CDI) Nippondenso 071000-0910 QCA91 / NGK BR10EG                          | Kondensatorzündung (CDI) Nippondenso 071000-0910 QCA91 / NGK BR10EG |                                                                    |
| Full Power     | Auslasssteuerung             | „RAVE“ 7800                                                                                    | „RAVE“ 7800                                                                                  | „RAVE“ 7800                                                         |                                                                    |
| Full Power     | Endübersetzung (Kette)       | 17:40                                                                                          | 17:40                                                                                        | 17:40                                                               |                                                                    |
| Full Power     | Nennleistung                 | 21,5 kW / 29,23 PS bei 11000/min (EG-BE) 22 kW / 29,91 PS bei 11000/min (gerundet für Papiere) | 21 kW / 28,55 PS bei 10500/min                                                               | 21 kW / 28,55 PS bei 10500/min                                      |                                                                    |
| Full Power     | Drehmoment                   | 18,7 Nm bei 10000/min                                                                          | 19 Nm bei 10250/min                                                                          | 19 Nm bei 10250/min                                                 |                                                                    |
| Full Power     | Höchstgeschwindigkeit        | 155 km/h [145 km/h]                                                                            | 155 km/h [145 km/h]                                                                          | 155 km/h                                                            |                                                                    |
| Full Power     | Leergewicht (vollgetankt)    | 139 kg                                                                                         | 139 kg                                                                                       | 139 kg                                                              |                                                                    |
| Full Power     | Zul. Gesamtmasse             | 319 kg                                                                                         | 319 kg                                                                                       | 319 kg                                                              |                                                                    |
| Full Power     | Leistungsgewicht             | 0,1583 kW/kg                                                                                   | 0,1511 kW/kg                                                                                 | 0,1511 kW/kg                                                        |                                                                    |
| Full Power     | Abgasnorm                    | Euro 1                                                                                         | Euro 2                                                                                       | Euro 2                                                              |                                                                    |
| Full Power     | Maßnahmen für Abgasnorm      | Ein ungeregelter Katalysator                                                                   | Ein ungeregelter Katalysator, Sekundärluftsystem                                             | Ein ungeregelter Katalysator, Sekundärluftsystem                    |                                                                    |
| Full Power     | Standgeräusch / Fahrgeräusch | 92 dB(A) bei 5500/min / 77 dB(A) [94 dB(A) bei 5500/min / 77 dB(A)]                            | 89 dB(A) bei 5250/min / 75 dB(A) [89 dB(A) bei 5250/min / 77 dB(A)]                          | 89 dB(A) bei 5250/min / 75 dB(A)                                    |                                                                    |
| Full Power     | Tankinhalt                   | 14 L                                                                                           | 14 L                                                                                         | 14 L                                                                |                                                                    |
| Full Power     | Sitzhöhe                     | 805 mm                                                                                         | 805 mm                                                                                       | 805 mm                                                              |                                                                    |
| Full Power     | Reifen                       | v: 110/70ZR17 (54W) h: 150/60ZR17 (66W)                                                        | v: 110/70ZR17 (54W) h: 150/60ZR17 (66W)                                                      | v: 110/70ZR17 (54W) h: 150/60ZR17 (66W)                             |                                                                    |
| Full Power     | Felgen                       | v. 3.00″x17″ h. 4.00″x17″ 5-Speichen                                                           | v. 3.00″x17″ h. 4.00″x17″ 5-Speichen                                                         | v. 3.00″x17″ h. 4.00″x17″ 5-Speichen                                |                                                                    |
| Leichtkraftrad | Typ                          | SF                                                                                             | SF                                                                                           | SF                                                                  | SF                                                                 |
| Leichtkraftrad | Variante / Version           | A / 00                                                                                         | A / 00 [D / 00]                                                                              | G / 00 [M / 00]                                                     | G / 00                                                             |
| Leichtkraftrad | EG-BE                        | e11*2000/7*00053*00 (12.10.2001)                                                               | e11*2000/7*00053*00 (12.10.2001) [e11*2000/7*00053*02 (25.03.2003)]                          | e11*2000/7*00053*03 (26.11.2003)                                    | e11*2000/7*00053*03 (26.11.2003)                                   |
| Leichtkraftrad | Italienische Homologation    | -                                                                                              | -                                                                                            | -                                                                   | -                                                                  |
| Leichtkraftrad | ABE                          | -                                                                                              | -                                                                                            | -                                                                   | -                                                                  |
| Leichtkraftrad | HSN TSN                      | 4123 150 (01.10.2001)                                                                          | 4123 150 (01.10.2001)                                                                        | 4123 150 (01.10.2001)                                               | 4123 150 (01.10.2001)                                              |
| Leichtkraftrad | Fahrgestellnummer            | ZD4SFA…                                                                                        | ZD4SFA… [ZD4SFD…]                                                                            | ZD4SFG… [ZD4SFM…]                                                   | ZD4SFG…                                                            |
| Leichtkraftrad | Motor                        | Rotax 122                                                                                      | Rotax 122                                                                                    | Rotax 122                                                           | Rotax 122                                                          |
| Leichtkraftrad | Vergaser                     | Dell’Orto PHBH 28 BD Rundschieber                                                              | Dell’Orto PHBH 28 BD Rundschieber                                                            | Dell’Orto PHBH 28 BD Rundschieber                                   | Dell’Orto PHBH 28 BD Rundschieber                                  |
| Leichtkraftrad | Zylinder                     | 223618 (220H)                                                                                  | 223618 (220H)                                                                                | 223618 (220H)                                                       | 223618 (220H)                                                      |
| Leichtkraftrad | Krümmer / Endschalldämpfer   | B-1137 e11 e3 / C-1078 e11 e3                                                                  | B-1137 e11 e3 / C-1078 e11 e3                                                                | B-1173 e11 e3 / C-1078 e11 e3                                       | B-1173 e11 e3 / C-1078 e11 e3                                      |
| Leichtkraftrad | Zündanlage / Zündkerze       | Kondensatorzündung (CDI) Nippondenso 071000-0910 QCA91 / NGK BR8ES                             | Kondensatorzündung (CDI) Nippondenso 071000-0910 QCA91 / NGK BR8ES                           | Kondensatorzündung (CDI) Nippondenso 071000-0910 QCA91 / NGK BR8ES  | Kondensatorzündung (CDI) Nippondenso 071000-0910 QCA91 / NGK BR8ES |
| Leichtkraftrad | Auslasssteuerung             | Blindschieber                                                                                  | Blindschieber                                                                                | Blindschieber                                                       | Blindschieber                                                      |
| Leichtkraftrad | Endübersetzung (Kette)       | 17:40                                                                                          | 17:40                                                                                        | 17:40                                                               | 17:40                                                              |
| Leichtkraftrad | Nennleistung                 | 10,5 kW / 14,28 PS bei 7250/min (EG-BE) 11 kW / 14,96 PS bei 7250/min (gerundet für Papiere)   | 10,5 kW / 14,28 PS bei 7250/min (EG-BE) 11 kW / 14,96 PS bei 7250/min (gerundet für Papiere) | 11 kW / 14,96 PS bei 8500/min                                       | 11 kW / 14,96 PS bei 8500/min                                      |
| Leichtkraftrad | Drehmoment                   | 14 Nm bei 6500/min                                                                             | 14 Nm bei 6500/min                                                                           | 12,5 Nm bei 8000/min                                                | 12,5 Nm bei 8000/min                                               |
| Leichtkraftrad | Höchstgeschwindigkeit        | 120 km/h                                                                                       | 120 km/h [110 km/h]                                                                          | 120 km/h [115 km/h]                                                 | 120 km/h                                                           |
| Leichtkraftrad | Leergewicht (vollgetankt)    | 139 kg                                                                                         | 139 kg                                                                                       | 139 kg                                                              | 139 kg                                                             |
| Leichtkraftrad | Zul. Gesamtmasse             | 319 kg                                                                                         | 319 kg                                                                                       | 319 kg                                                              | 319 kg                                                             |
| Leichtkraftrad | Leistungsgewicht             | 0,0791 kW/kg                                                                                   | 0,0791 kW/kg                                                                                 | 0,0791 kW/kg                                                        | 0,0791 kW/kg                                                       |
| Leichtkraftrad | Zündanlage                   | Kondensatorzündung (CDI) Nippondenso 071000-0910 QCA91                                         | Kondensatorzündung (CDI) Nippondenso 071000-0910 QCA91                                       | Kondensatorzündung (CDI) Nippondenso 071000-0910 QCA91              | Kondensatorzündung (CDI) Nippondenso 071000-0910 QCA91             |
| Leichtkraftrad | Auslasssteuerung             | Blindschieber                                                                                  | Blindschieber                                                                                | Blindschieber                                                       | Blindschieber                                                      |
| Leichtkraftrad | Abgasnorm                    | Euro 1                                                                                         | Euro 1                                                                                       | Euro 2                                                              | Euro 2                                                             |
| Leichtkraftrad | Maßnahmen für Abgasnorm      | Ein ungeregelter Katalysator                                                                   | Ein ungeregelter Katalysator                                                                 | Ein ungeregelter Katalysator, Sekundärluftsystem                    | Ein ungeregelter Katalysator, Sekundärluftsystem                   |
| Leichtkraftrad | Standgeräusch / Fahrgeräusch | 82 dB(A) bei 3625/min / 75,5 dB(A)                                                             | 82 dB(A) bei 3625/min / 75,5 dB(A) [85 dB(A) bei 3625/min / 77 dB(A)]                        | 87 dB(A) bei 4250/min / 75,5 dB(A)                                  | 87 dB(A) bei 4250/min / 75,5 dB(A)                                 |
| Leichtkraftrad | Tankinhalt                   | 14 L                                                                                           | 14 L                                                                                         | 14 L                                                                | 14 L                                                               |
| Leichtkraftrad | Sitzhöhe                     | 805 mm                                                                                         | 805 mm                                                                                       | 805 mm                                                              | 805 mm                                                             |
| Leichtkraftrad | Reifen                       | v: 110/70ZR17 (54W) h: 150/60ZR17 (66W)                                                        | v: 110/70ZR17 (54W) h: 150/60ZR17 (66W)                                                      | v: 110/70ZR17 (54W) h: 150/60ZR17 (66W)                             | v: 110/70ZR17 (54W) h: 150/60ZR17 (66W)                            |
| Leichtkraftrad | Felgen                       | v. 3.00″x17″ h. 4.00″x17″ 5-Speichen                                                           | v. 3.00″x17″ h. 4.00″x17″ 5-Speichen                                                         | v. 3.00″x17″ h. 4.00″x17″ 5-Speichen                                | v. 3.00″x17″ h. 4.00″x17″ 5-Speichen                               |
| 80 km/h        | Typ                          | SF                                                                                             | SF                                                                                           | SF                                                                  | SF                                                                 |
| 80 km/h        | Variante / Version           | A / 00                                                                                         | A / 00 [D / 00]                                                                              | G / 00 [M / 00]                                                     | G / 00                                                             |
| 80 km/h        | EG-BE                        | e11*2000/7*00053*00 (12.10.2001)                                                               | e11*2000/7*00053*00 (12.10.2001) [e11*2000/7*00053*02 (25.03.2003)]                          | e11*2000/7*00053*03 (26.11.2003)                                    | e11*2000/7*00053*03 (26.11.2003)                                   |
| 80 km/h        | Italienische Homologation    | -                                                                                              | -                                                                                            | -                                                                   | -                                                                  |
| 80 km/h        | ABE                          | -                                                                                              | -                                                                                            | -                                                                   | -                                                                  |
| 80 km/h        | HSN TSN                      | 4123 151 (01.10.2001)                                                                          | 4123 151 (01.10.2001)                                                                        | 4123 151 (01.10.2001)                                               | 4123 151 (01.10.2001)                                              |
| 80 km/h        | Fahrgestellnummer            | ZD4SFA…                                                                                        | ZD4SFA… [ZD4SFD…]                                                                            | ZD4SFG… [ZD4SFM…]                                                   | ZD4SFG…                                                            |
| 80 km/h        | Motor                        | Rotax 122                                                                                      | Rotax 122                                                                                    | Rotax 122                                                           | Rotax 122                                                          |
| 80 km/h        | Vergaser                     | Dell’Orto PHBH 28 BD Rundschieber                                                              | Dell’Orto PHBH 28 BD Rundschieber                                                            | Dell’Orto PHBH 28 BD Rundschieber                                   | Dell’Orto PHBH 28 BD Rundschieber                                  |
| 80 km/h        | Zylinder                     | 223618 (220H)                                                                                  | 223618 (220H)                                                                                | 223618 (220H)                                                       | 223618 (220H)                                                      |
| 80 km/h        | Krümmer / Endschalldämpfer   | B-1138 e11 e3 / C-1078 e11 e3                                                                  | B-1138 e11 e3 / C-1078 e11 e3                                                                | B-1174 e11 e3 / C-1078 e11 e3                                       | B-1174 e11 e3 / C-1078 e11 e3                                      |
| 80 km/h        | Zündanlage / Zündkerze       | Kondensatorzündung (CDI) Nippondenso 070000-2570 / NGK BR8ES                                   | Kondensatorzündung (CDI) Nippondenso 070000-2570 / NGK BR8ES                                 | Kondensatorzündung (CDI) Nippondenso 070000-2570 / NGK BR8ES        | Kondensatorzündung (CDI) Nippondenso 070000-2570 / NGK BR8ES       |
| 80 km/h        | Auslasssteuerung             | Blindschieber                                                                                  | Blindschieber                                                                                | Blindschieber                                                       | Blindschieber                                                      |
| 80 km/h        | Endübersetzung (Kette)       | 17:40                                                                                          | 17:40                                                                                        | 17:40                                                               | 17:40                                                              |
| 80 km/h        | Nennleistung                 | 4,5 kW / 6,12 PS bei 5500/min (EG-BE) 5 kW / 6,8 PS bei 5500/min (gerundet für Papiere)        | 4,5 kW / 6,12 PS bei 5500/min (EG-BE) 5 kW / 6,8 PS bei 5500/min (gerundet für Papiere)      | 5 kW / 6,8 PS bei 5500/min                                          | 5 kW / 6,8 PS bei 5500/min                                         |
| 80 km/h        | Drehmoment                   | k. A.                                                                                          | k. A.                                                                                        | 9,8 Nm bei 4000/min                                                 | 9,8 Nm bei 4000/min                                                |
| 80 km/h        | Höchstgeschwindigkeit        | 80 km/h                                                                                        | 80 km/h                                                                                      | 80 km/h                                                             | 80 km/h                                                            |
| 80 km/h        | Leergewicht (vollgetankt)    | 139 kg                                                                                         | 139 kg                                                                                       | 139 kg                                                              | 139 kg                                                             |
| 80 km/h        | Zul. Gesamtmasse             | 319 kg                                                                                         | 319 kg                                                                                       | 319 kg                                                              | 319 kg                                                             |
| 80 km/h        | Leistungsgewicht             | 0,0360 kW/kg                                                                                   | 0,0360 kW/kg                                                                                 | 0,0360 kW/kg                                                        | 0,0360 kW/kg                                                       |
| 80 km/h        | Abgasnorm                    | Euro 1                                                                                         | Euro 1                                                                                       | Euro 2                                                              | Euro 2                                                             |
| 80 km/h        | Maßnahmen für Abgasnorm      | Ein ungeregelter Katalysator                                                                   | Ein ungeregelter Katalysator                                                                 | Ein ungeregelter Katalysator, Sekundärluftsystem                    | Ein ungeregelter Katalysator, Sekundärluftsystem                   |
| 80 km/h        | Standgeräusch / Fahrgeräusch | 78 dB(A) bei 2750/min / 71 dB(A)                                                               | 78 dB(A) bei 2750/min / 71 dB(A) [80 dB(A) bei 2750/min / 75 dB(A)]                          | 79 dB(A) bei 2750/min / 73 dB(A)                                    | 79 dB(A) bei 2750/min / 73 dB(A)                                   |
| 80 km/h        | Tankinhalt                   | 14 L                                                                                           | 14 L                                                                                         | 14 L                                                                | 14 L                                                               |
| 80 km/h        | Sitzhöhe                     | 805 mm                                                                                         | 805 mm                                                                                       | 805 mm                                                              | 805 mm                                                             |
| 80 km/h        | Reifen                       | v: 110/70ZR17 (54W) h: 150/60ZR17 (66W)                                                        | v: 110/70ZR17 (54W) h: 150/60ZR17 (66W)                                                      | v: 110/70ZR17 (54W) h: 150/60ZR17 (66W)                             | v: 110/70ZR17 (54W) h: 150/60ZR17 (66W)                            |
| 80 km/h        | Felgen                       | v. 3.00″x17″ h. 4.00″x17″ 5-Speichen                                                           | v. 3.00″x17″ h. 4.00″x17″ 5-Speichen                                                         | v. 3.00″x17″ h. 4.00″x17″ 5-Speichen                                | v. 3.00″x17″ h. 4.00″x17″ 5-Speichen                               |

## 2006–2007 Typ PY (Varianten PY0/PYA)

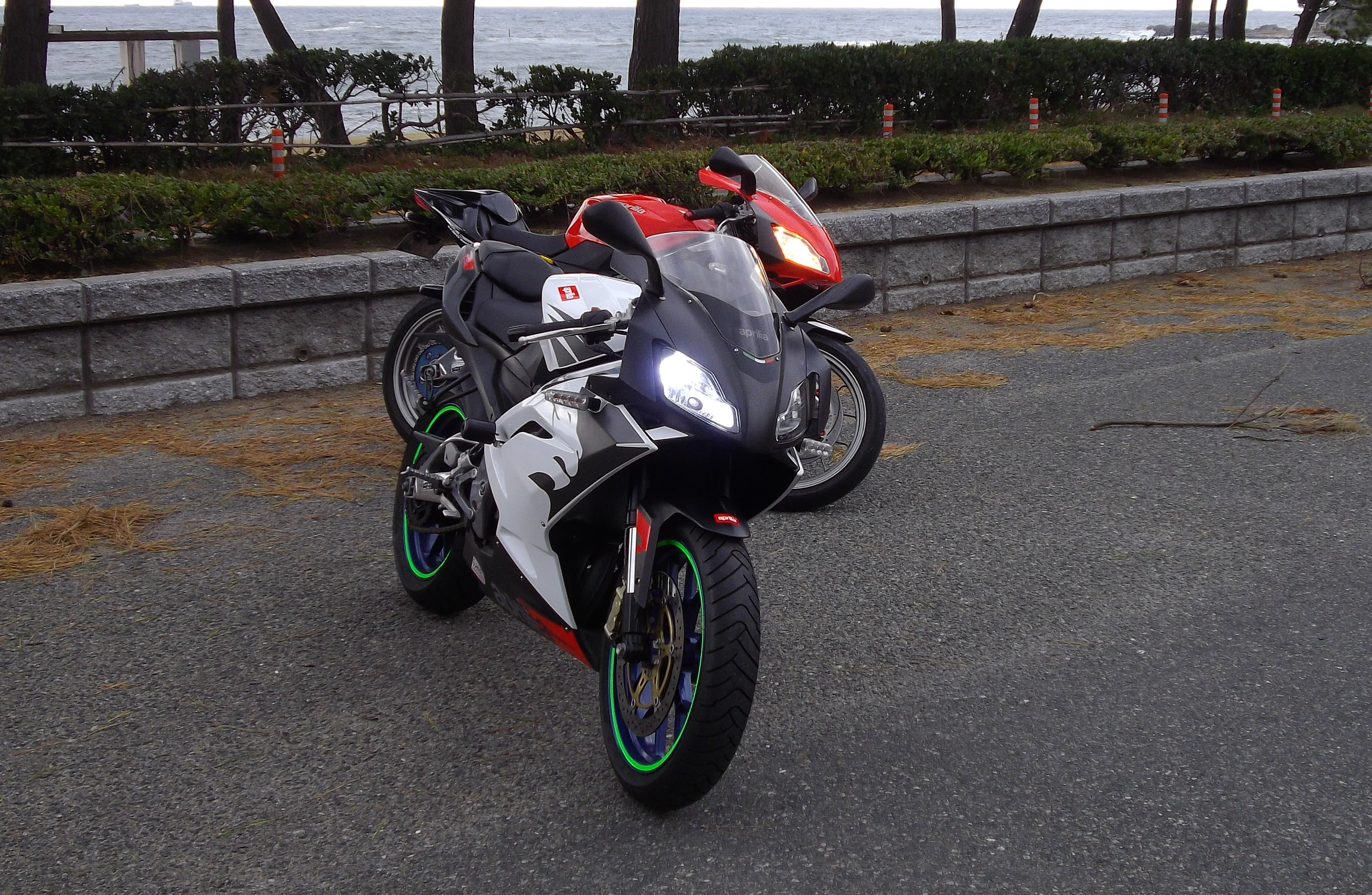
Im Vordergrund: Aprilia RS 125 PY 2006 „GP Aprilia White“ (Felgenzierstreifen nicht original)

Mit dem Typ PY wurden zum Modelljahr 2006 größere Veränderungen an Verkleidung, Fahrwerk, Bremsen und Instrumenten vorgenommen. Der Antrieb blieb gegenüber der SFF/SFG weitestgehend unverändert.
- Neue Verkleidung im RSV-1000-Stil: Alle Verkleidungsteile, Tank und Heckrahmen sind komplett neu
- Umstellung auf Y-Speichen-Räder
- Neue Vorderradbremse: Neue Bremspumpe, Radial verschraubter Sattel, Stahlflexleitung, neue Bremsscheibe
- Neue Gabelfüße, um den Radialbremssattel aufnehmen zu können
- Neue obere Gabelbrücke
- Neue Hinterradbremse: Neuer Bremssattel und neue Aufnahmeplatte, Bremssattel jetzt oberhalb anstatt unterhalb der Schwinge montiert, Stahlflexleitung
- Neue Instrumenteneinheit mit Digitaltacho und Service-Kontrolleuchte, nur der Drehzahlmesser bleibt analog
- Tachosignal elektronisch vom Hinterrad anstelle mechanischer Welle vom Vorderrad
- Neuer Endschalldämpfer: Endkappen jetzt genietet.
- Umstellung von manuellem auf Unterduckbenzinhahn

Die Abgasnorm bleibt Euro 2 mit ungeregeltem Katalysator und Sekundärluftsystem. Durch die wesentlich kantigere und knappere Verkleidung sind die Modelle ab 2006 sehr leicht von früheren Baujahren zu unterscheiden.

### PY0
Offene Ausführung. Neue Krümmernummer und neuer Endschalldämpfer.

### PYA
Leichtkraftrad-Ausführung und 80-km/h-Ausführung. Drosselung analog SFG-Varianten. Neue Krümmernummer und neuer Endschalldämpfer. Die 11-kW-Ausführung wird nur 2006 gebaut und schon 2007 vom Typ RD abgelöst.
| Ausführung     | Modelljahr                   | 2006                                                                        | 2007                                                                        |
| Ausführung     | Modelljahrcode               | 6                                                                           | 7                                                                           |
| Ausführung     | Verkleidung                  | RSV 1000                                                                    | RSV 1000                                                                    |
| Full Power     | Typ                          | PY                                                                          | PY                                                                          |
| Full Power     | Variante / Version           | 0 / 00                                                                      | 0 / 00                                                                      |
| Full Power     | EG-BE                        | e11*2002/24*0383*00 (01.12.2005) e11*2002/24*0383*01 (28.04.2006)           | e11*2002/24*0383*00 (01.12.2005) e11*2002/24*0383*01 (28.04.2006)           |
| Full Power     | Italienische Homologation    | -                                                                           | -                                                                           |
| Full Power     | ABE                          | -                                                                           | -                                                                           |
| Full Power     | HSN TSN                      | 4123 ABD (03.01.2006) 4013 ABF (18.05.2006)                                 | 4123 ABD (03.01.2006) 4013 ABF (18.05.2006)                                 |
| Full Power     | Fahrgestellnummer            | ZD4PY0…                                                                     | ZD4PY0…                                                                     |
| Full Power     | Motor                        | Rotax 122                                                                   | Rotax 122                                                                   |
| Full Power     | Vergaser                     | Dell’Orto PHBH 28 BD Rundschieber                                           | Dell’Orto PHBH 28 BD Rundschieber                                           |
| Full Power     | Zylinder                     | 223614-8 (220H)                                                             | 223614-8 (220H)                                                             |
| Full Power     | Krümmer / Endschalldämpfer   | ZD41021 e11 e3 / ZD41018 e11 e3                                             | ZD41021 e11 e3 / ZD41018 e11 e3                                             |
| Full Power     | Zündanlage / Zündkerze       | Kondensatorzündung (CDI) Nippondenso 071000-0910 QCA91 / NGK BR10EG         | Kondensatorzündung (CDI) Nippondenso 071000-0910 QCA91 / NGK BR10EG         |
| Full Power     | Auslasssteuerung             | „RAVE“ 7800                                                                 | „RAVE“ 7800                                                                 |
| Full Power     | Endübersetzung (Kette)       | 17:40                                                                       | 17:40                                                                       |
| Full Power     | Nennleistung                 | 21 kW / 28,55 PS bei 10500/min                                              | 21 kW / 28,55 PS bei 10500/min                                              |
| Full Power     | Drehmoment                   | 19 Nm bei 10250/min                                                         | 19 Nm bei 10250/min                                                         |
| Full Power     | Höchstgeschwindigkeit        | 155 km/h                                                                    | 155 km/h                                                                    |
| Full Power     | Leergewicht (vollgetankt)    | 137 kg                                                                      | 137 kg                                                                      |
| Full Power     | Zul. Gesamtmasse             | 317 kg                                                                      | 317 kg                                                                      |
| Full Power     | Leistungsgewicht             | 0,1533 kW/kg                                                                | 0,1533 kW/kg                                                                |
| Full Power     | Abgasnorm                    | Euro 2                                                                      | Euro 2                                                                      |
| Full Power     | Maßnahmen für Abgasnorm      | Ein ungeregelter Katalysator, Sekundärluftsystem                            | Ein ungeregelter Katalysator, Sekundärluftsystem                            |
| Full Power     | Standgeräusch / Fahrgeräusch | 91 dB(A) bei 5250/min / 77 dB(A)                                            | 91 dB(A) bei 5250/min / 77 dB(A)                                            |
| Full Power     | Tankinhalt                   | 14 L                                                                        | 14 L                                                                        |
| Full Power     | Sitzhöhe                     | 805 mm                                                                      | 805 mm                                                                      |
| Full Power     | Reifen                       | v: 110/70R17 54H ww. 110/70ZR17 (54W) h: 150/60R17 66H ww. 150/60ZR17 (66W) | v: 110/70R17 54H ww. 110/70ZR17 (54W) h: 150/60R17 66H ww. 150/60ZR17 (66W) |
| Full Power     | Felgen                       | v. 3.00"x17″ h. 4.00″x17″ Y-Speichen                                        | v. 3.00"x17″ h. 4.00″x17″ Y-Speichen                                        |
| Leichtkraftrad | Typ                          | PY                                                                          |                                                                             |
| Leichtkraftrad | Variante / Version           | A / 00                                                                      |                                                                             |
| Leichtkraftrad | EG-BE                        | e11*2002/24*0383*00 (01.12.2005) e11*2002/24*0383*01 (28.04.2006)           |                                                                             |
| Leichtkraftrad | Italienische Homologation    | -                                                                           |                                                                             |
| Leichtkraftrad | ABE                          | -                                                                           |                                                                             |
| Leichtkraftrad | HSN TSN                      | 4123 ABE (03.01.2006) 4013 ABG (18.05.2006)                                 |                                                                             |
| Leichtkraftrad | Fahrgestellnummer            | ZD4PYA…                                                                     |                                                                             |
| Leichtkraftrad | Motor                        | Rotax 122                                                                   |                                                                             |
| Leichtkraftrad | Vergaser                     | Dell’Orto PHBH 28 BD Rundschieber                                           |                                                                             |
| Leichtkraftrad | Zylinder                     | 223614-8 (220H)                                                             |                                                                             |
| Leichtkraftrad | Krümmer / Endschalldämpfer   | ZD41019 e11 e3 / ZD41018 e11 e3                                             |                                                                             |
| Leichtkraftrad | Zündanlage / Zündkerze       | Kondensatorzündung (CDI) Nippondenso 071000-0910 QCA91 / NGK BR8ES          |                                                                             |
| Leichtkraftrad | Auslasssteuerung             | Blindschieber                                                               |                                                                             |
| Leichtkraftrad | Endübersetzung (Kette)       | 17:40                                                                       |                                                                             |
| Leichtkraftrad | Nennleistung                 | 11 kW / 14,96 PS bei 8500/min                                               |                                                                             |
| Leichtkraftrad | Drehmoment                   | 12,5 Nm bei 8000/min                                                        |                                                                             |
| Leichtkraftrad | Höchstgeschwindigkeit        | 120 km/h                                                                    |                                                                             |
| Leichtkraftrad | Leergewicht (vollgetankt)    | 137 kg                                                                      |                                                                             |
| Leichtkraftrad | Zul. Gesamtmasse             | 317 kg                                                                      |                                                                             |
| Leichtkraftrad | Leistungsgewicht             | 0,0803 kW/kg                                                                |                                                                             |
| Leichtkraftrad | Abgasnorm                    | Euro 2                                                                      |                                                                             |
| Leichtkraftrad | Maßnahmen für Abgasnorm      | Ein ungeregelter Katalysator, Sekundärluftsystem                            |                                                                             |
| Leichtkraftrad | Standgeräusch / Fahrgeräusch | 84 dB(A) bei 4250/min / 77 dB(A)                                            |                                                                             |
| Leichtkraftrad | Tankinhalt                   | 14 L                                                                        |                                                                             |
| Leichtkraftrad | Sitzhöhe                     | 805 mm                                                                      |                                                                             |
| Leichtkraftrad | Reifen                       | v: 110/70R17 54H ww. 110/70ZR17 (54W) h: 150/60R17 66H ww. 150/60ZR17 (66W) |                                                                             |
| Leichtkraftrad | Felgen                       | v. 3.00″x17″ h. 4.00″x17″Y-Speichen                                         |                                                                             |
| 80 km/h        | Typ                          | PY                                                                          | PY                                                                          |
| 80 km/h        | Variante / Version           | A / 00                                                                      | A / 00                                                                      |
| 80 km/h        | EG-BE                        | e11*2002/24*0383*00 (01.12.2005) e11*2002/24*0383*01 (28.04.2006)           | e11*2002/24*0383*00 (01.12.2005) e11*2002/24*0383*01 (28.04.2006)           |
| 80 km/h        | Italienische Homologation    | -                                                                           | -                                                                           |
| 80 km/h        | ABE                          | -                                                                           | -                                                                           |
| 80 km/h        | HSN TSN                      | 4123 ABF (03.01.2006) 4013 ABH (18.05.2006)                                 | 4123 ABF (03.01.2006) 4013 ABH (18.05.2006)                                 |
| 80 km/h        | Fahrgestellnummer            | ZD4PYA…                                                                     | ZD4PYA…                                                                     |
| 80 km/h        | Motor                        | Rotax 122                                                                   | Rotax 122                                                                   |
| 80 km/h        | Vergaser                     | Dell’Orto PHBH 28 BD Rundschieber                                           | Dell’Orto PHBH 28 BD Rundschieber                                           |
| 80 km/h        | Zylinder                     | 223614-8 (220H)                                                             | 223614-8 (220H)                                                             |
| 80 km/h        | Krümmer / Endschalldämpfer   | ZD41020 e11 e3 / ZD41018 e11 e3                                             | ZD41020 e11 e3 / ZD41018 e11 e3                                             |
| 80 km/h        | Zündanlage / Zündkerze       | Kondensatorzündung (CDI) Nippondenso 070000-2570 / NGK BR8ES                | Kondensatorzündung (CDI) Nippondenso 070000-2570 / NGK BR8ES                |
| 80 km/h        | Auslasssteuerung             | Blindschieber                                                               | Blindschieber                                                               |
| 80 km/h        | Endübersetzung (Kette)       | 17:40                                                                       | 17:40                                                                       |
| 80 km/h        | Nennleistung                 | 5 kW / 6,8 PS bei 5500/min                                                  | 5 kW / 6,8 PS bei 5500/min                                                  |
| 80 km/h        | Drehmoment                   | 9,8 Nm bei 4000/min                                                         | 9,8 Nm bei 4000/min                                                         |
| 80 km/h        | Höchstgeschwindigkeit        | 80 km/h                                                                     | 80 km/h                                                                     |
| 80 km/h        | Leergewicht (vollgetankt)    | 137 kg                                                                      | 137 kg                                                                      |
| 80 km/h        | Zul. Gesamtmasse             | 317 kg                                                                      | 317 kg                                                                      |
| 80 km/h        | Leistungsgewicht             | 0,0365 kW/kg                                                                | 0,0365 kW/kg                                                                |
| 80 km/h        | Abgasnorm                    | Euro 2                                                                      | Euro 2                                                                      |
| 80 km/h        | Maßnahmen für Abgasnorm      | Ein ungeregelter Katalysator, Sekundärluftsystem                            | Ein ungeregelter Katalysator, Sekundärluftsystem                            |
| 80 km/h        | Standgeräusch / Fahrgeräusch | 77 dB(A) bei 2750/min / 71,5 dB(A)                                          | 77 dB(A) bei 2750/min / 71,5 dB(A)                                          |
| 80 km/h        | Tankinhalt                   | 14 L                                                                        | 14 L                                                                        |
| 80 km/h        | Sitzhöhe                     | 805 mm                                                                      | 805 mm                                                                      |
| 80 km/h        | Reifen                       | v: 110/70R17 54H ww. 110/70ZR17 (54W) h: 150/60R17 66H ww. 150/60ZR17 (66W) | v: 110/70R17 54H ww. 110/70ZR17 (54W) h: 150/60R17 66H ww. 150/60ZR17 (66W) |
| 80 km/h        | Felgen                       | v. 3.00″x17″ h. 4.00″x17″ Y-Speichen                                        | v. 3.00″x17″ h. 4.00″x17″ Y-Speichen                                        |

## 2007–2012 Typ RD (Varianten RD0 und RDA)

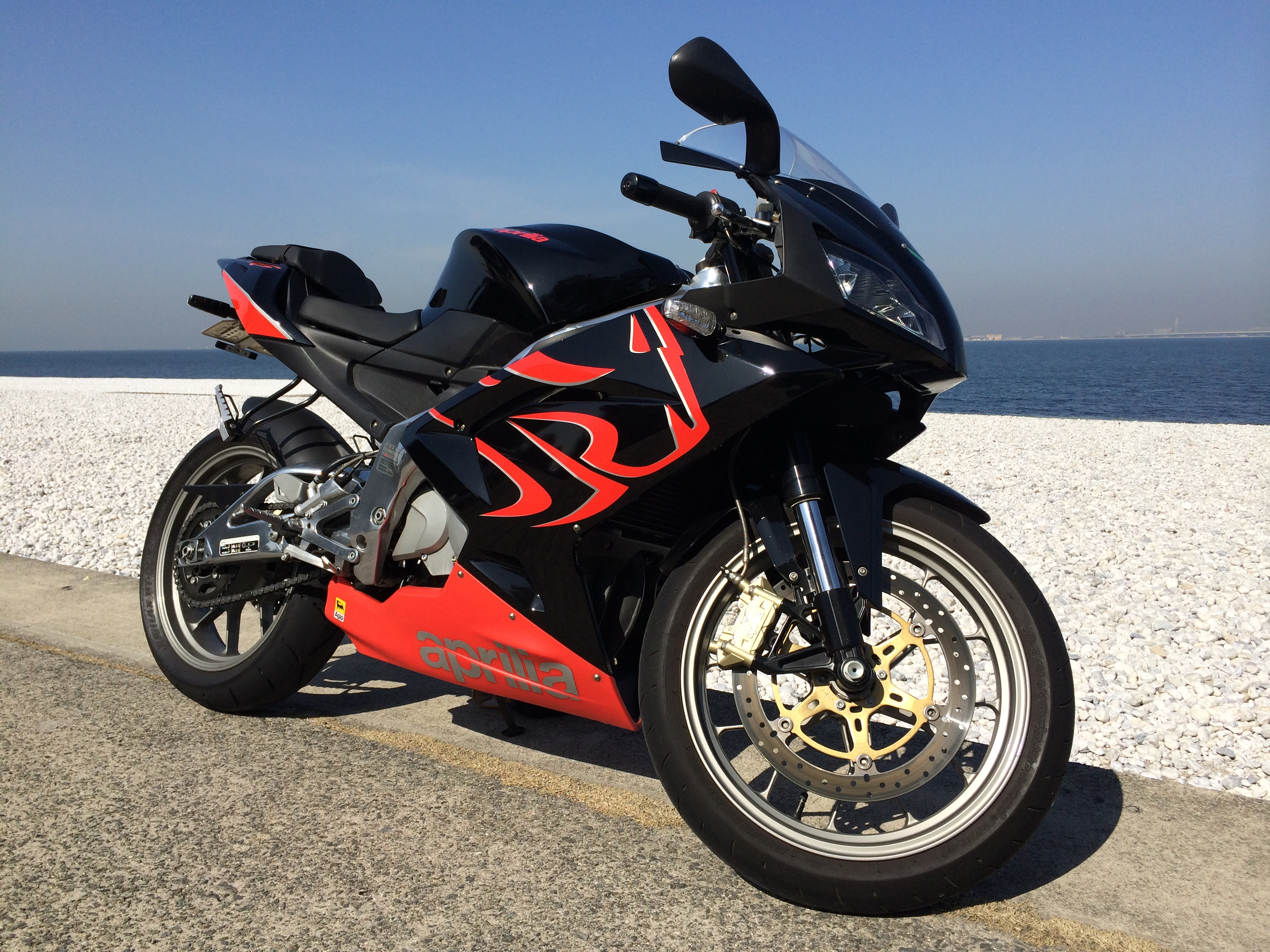
Aprilis RS 125 RD/RM 2008–2009 „Aprilia Black“

Die RD-Modelle übernehmen Verkleidungform und Fahrwerk von der PY. Die Antriebstechnik wird dagegen zur Einhaltung der Abgasnorm Euro 3 vergleichsweise stark modifiziert. Es kommt ein zweiter ungeregelter Katalysator im Krümmer hinzu und die Gemischbildung und Zündung werden um elektronische Komponenten erweitert. Der neue Vergaser (Dell’Orto VHST 28 CD) ist mit einem Sensor für die Gasschieberstellung (TPS), einer Vergaserheizung und einem Anschluss für elektronische Zusatzluft ausgestattet. Ein Ansauglufttemperatur-Sensor wird im Luftfilterkasten untergebracht. Das bisherige Zündsteuergerät wird durch eine Motorsteuereinheit (ECU) von EFI Technology ersetzt, welche alle Sensorsignale auswertet und Zündung, Zusatzluft und Vergaserheizung entsprechend ansteuert.
Der Typ RD ist nur als Leichtkraftrad mit 11 kW erhältlich. Ab 2008 wird parallel der Typ RM als offene und 80-km/h-Ausführung angeboten.

### RD0 2007–2009
Abgasnorm Euro 3 mit zwei ungeregelten Katalysatoren und Sekundärluftsystem, Sensor für Gasschieberstellung (TPS), Vergaserheizung, elektronischer Zusatzluft, Ansaugtemperatursensor, EFI Technology ECU.

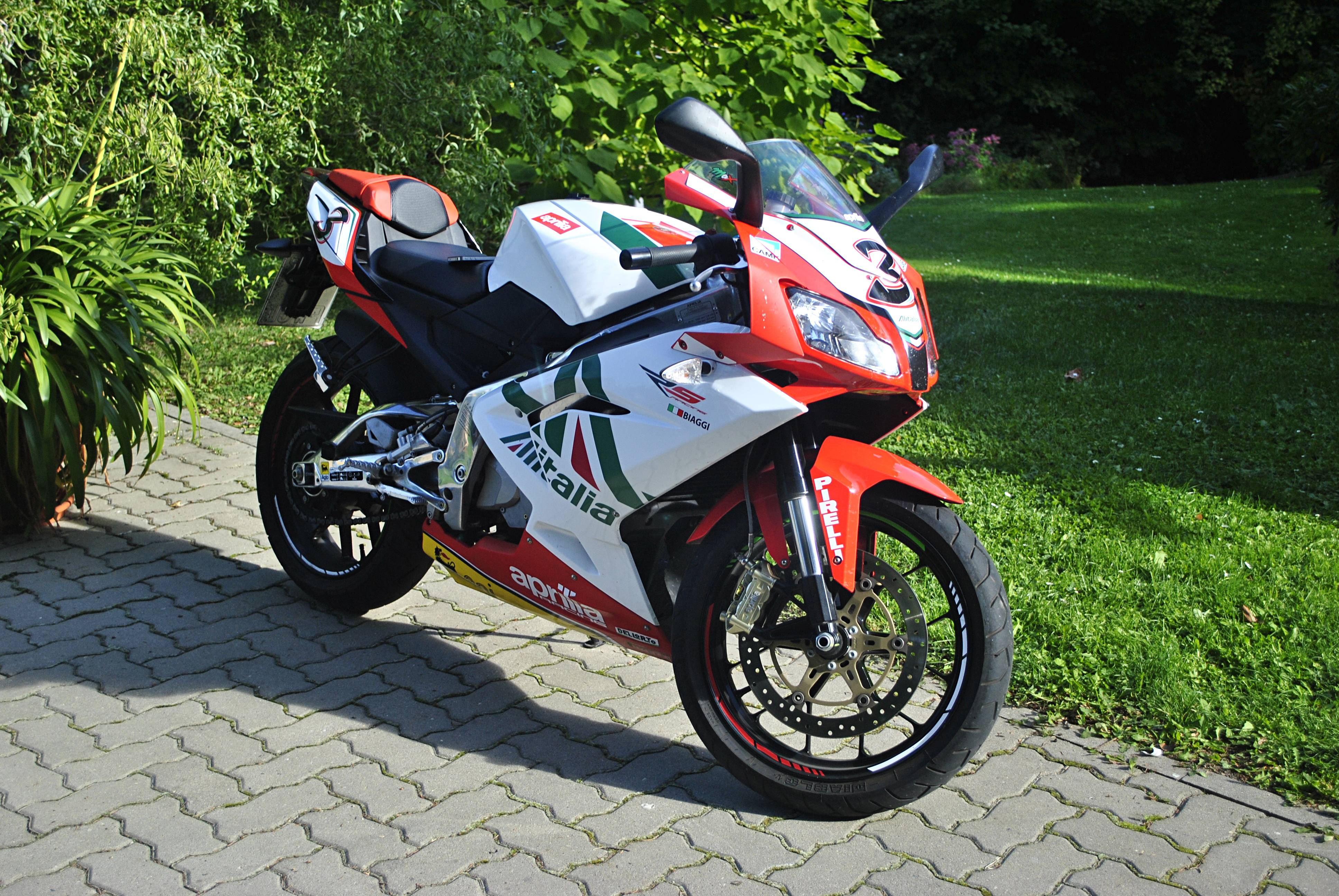
Aprilia RS 125 RD/RM 2010–2012 „Replica Alitalia“ (Felgenzierstreifen nicht original)

### RDA 2010–2012
2010 werden Krümmer und Steuergerät modifiziert.
| Ausführung     | Modelljahr                   | 2007 | 2008 | 2009 | 2010 | 2011 | 2012 |
| Ausführung     | Modelljahrcode               | 7 | 8 | 9 | A | B | C |
| Ausführung     | Verkleidung                  | RSV 1000 | RSV 1000 | RSV 1000 | RSV 1000 | RSV 1000 | RSV 1000 |
| Leichtkraftrad | Typ                          | RD | RD | RD | RD | RD | RD |
| Leichtkraftrad | Variante / Version           | 0 / 00 | 0 / 00 | 0 / 00 | A / 00 | A / 00 | A / 00 |
| Leichtkraftrad | EG-BE                        | e11*2002/24*0529*00 (05.12.2006) | e11*2002/24*0529*00 (05.12.2006) | e11*2002/24*0529*00 (05.12.2006) | e11*2002/24*0529*01 (28.10.2009) | e11*2002/24*0529*01 (28.10.2009) | e11*2002/24*0529*01 (28.10.2009) |
| Leichtkraftrad | Italienische Homologation    | - | - | - | - | - | - |
| Leichtkraftrad | ABE                          | - | - | - | - | - | - |
| Leichtkraftrad | HSN TSN                      | 4013 ADG (19.12.2006) | 4013 ADG (19.12.2006) | 4013 ADG (19.12.2006) | 4013 ADG (19.12.2006) | 4013 ADG (19.12.2006) | 4013 ADG (19.12.2006) |
| Leichtkraftrad | Fahrgestellnummer            | ZD4RD0… | ZD4RD0… | ZD4RD0… | ZD4RDA… | ZD4RDA… | ZD4RDA… |
| Leichtkraftrad | Motor                        | Rotax 122 | Rotax 122 | Rotax 122 | Rotax 122 | Rotax 122 | Rotax 122 |
| Leichtkraftrad | Vergaser                     | Dell’Orto VHST 28 CD Flachschieber | Dell’Orto VHST 28 CD Flachschieber | Dell’Orto VHST 28 CD Flachschieber | Dell’Orto VHST 28 CD Flachschieber | Dell’Orto VHST 28 CD Flachschieber | Dell’Orto VHST 28 CD Flachschieber |
| Leichtkraftrad | Zylinder                     | 223614-8 (220H) | 223614-8 (220H) | 223614-8 (220H) | 223614-8 (220H) | 223614-8 (220H) | 223614-8 (220H) |
| Leichtkraftrad | Krümmer / Endschalldämpfer   | ZD41034 e11 e3 / ZD41018 e11 e3 | ZD41034 e11 e3 / ZD41018 e11 e3 | ZD41034 e11 e3 / ZD41018 e11 e3 | ZD41043 e11 e3 / ZD41018 e11 e3 | ZD41043 e11 e3 / ZD41018 e11 e3 | ZD41043 e11 e3 / ZD41018 e11 e3 |
| Leichtkraftrad | Zündanlage / Zündkerze       | EFI Technology CM082402 AC29 / NGK BR8ES | EFI Technology CM082402 AC29 / NGK BR8ES | EFI Technology CM082402 AC29 / NGK BR8ES | EFI Technology CM082407 AC36 / NGK BR8ES | EFI Technology CM082407 AC36 / NGK BR8ES | EFI Technology CM082407 AC36 / NGK BR8ES |
| Leichtkraftrad | Auslasssteuerung             | Blindschieber | Blindschieber | Blindschieber | Blindschieber | Blindschieber | Blindschieber |
| Leichtkraftrad | Endübersetzung (Kette)       | 16:40 | 16:40 | 16:40 | 16:40 | 16:40 | 16:40 |
| Leichtkraftrad | Nennleistung                 | 11 kW / 14,96 PS bei 8250/min | 11 kW / 14,96 PS bei 8250/min | 11 kW / 14,96 PS bei 8250/min | 11 kW / 14,96 PS bei 9250/min | 11 kW / 14,96 PS bei 9250/min | 11 kW / 14,96 PS bei 9250/min |
| Leichtkraftrad | Drehmoment                   | 13 Nm bei 8000/min | 13 Nm bei 8000/min | 13 Nm bei 8000/min | k. A. | k. A. | k. A. |
| Leichtkraftrad | Höchstgeschwindigkeit        | 120 km/h | 120 km/h | 120 km/h | 120 km/h | 120 km/h | 120 km/h |
| Leichtkraftrad | Leergewicht (vollgetankt)    | 137 kg | 137 kg | 137 kg | 137 kg | 137 kg | 137 kg |
| Leichtkraftrad | Zul. Gesamtmasse             | 317 kg | 317 kg | 317 kg | 317 kg | 317 kg | 317 kg |
| Leichtkraftrad | Leistungsgewicht             | 0,0803 kW/kg | 0,0803 kW/kg | 0,0803 kW/kg | 0,0803 kW/kg | 0,0803 kW/kg | 0,0803 kW/kg |
| Leichtkraftrad | Standgeräusch / Fahrgeräusch | 89 dB(A) bei 4125/min / 74,5 dB(A) | 89 dB(A) bei 4125/min / 74,5 dB(A) | 89 dB(A) bei 4125/min / 74,5 dB(A) | 92 dB(A) bei 4625/min / 73,5 dB(A) | 92 dB(A) bei 4625/min / 73,5 dB(A) | 92 dB(A) bei 4625/min / 73,5 dB(A) |
| Leichtkraftrad | Abgasnorm                    | Euro 3 | Euro 3 | Euro 3 | Euro 3 | Euro 3 | Euro 3 |
| Leichtkraftrad | Maßnahmen für Abgasnorm      | Zwei ungeregelte Katalysatoren, Sekundärluftsystem, Sensor für Gasschieberstellung (TPS), Vergaserheizung, elektronische Zusatzluft, Ansaugtemperatursensor, EFI Technology ECU | Zwei ungeregelte Katalysatoren, Sekundärluftsystem, Sensor für Gasschieberstellung (TPS), Vergaserheizung, elektronische Zusatzluft, Ansaugtemperatursensor, EFI Technology ECU | Zwei ungeregelte Katalysatoren, Sekundärluftsystem, Sensor für Gasschieberstellung (TPS), Vergaserheizung, elektronische Zusatzluft, Ansaugtemperatursensor, EFI Technology ECU | Zwei ungeregelte Katalysatoren, Sekundärluftsystem, Sensor für Gasschieberstellung (TPS), Vergaserheizung, elektronische Zusatzluft, Ansaugtemperatursensor, EFI Technology ECU | Zwei ungeregelte Katalysatoren, Sekundärluftsystem, Sensor für Gasschieberstellung (TPS), Vergaserheizung, elektronische Zusatzluft, Ansaugtemperatursensor, EFI Technology ECU | Zwei ungeregelte Katalysatoren, Sekundärluftsystem, Sensor für Gasschieberstellung (TPS), Vergaserheizung, elektronische Zusatzluft, Ansaugtemperatursensor, EFI Technology ECU |
| Leichtkraftrad | Tankinhalt                   | 14 L | 14 L | 14 L | 14 L | 14 L | 14 L |
| Leichtkraftrad | Sitzhöhe                     | 805 mm | 805 mm | 805 mm | 805 mm | 805 mm | 805 mm |
| Leichtkraftrad | Reifen                       | v: 110/70R17 54H ww. 110/70ZR17 (54W) h: 150/60R17 66H ww. 150/60ZR17 (66W) | v: 110/70R17 54H ww. 110/70ZR17 (54W) h: 150/60R17 66H ww. 150/60ZR17 (66W) | v: 110/70R17 54H ww. 110/70ZR17 (54W) h: 150/60R17 66H ww. 150/60ZR17 (66W) | v: 110/70R17 54H ww. 110/70ZR17 (54W) h: 150/60R17 66H ww. 150/60ZR17 (66W) | v: 110/70R17 54H ww. 110/70ZR17 (54W) h: 150/60R17 66H ww. 150/60ZR17 (66W) | v: 110/70R17 54H ww. 110/70ZR17 (54W) h: 150/60R17 66H ww. 150/60ZR17 (66W) |
| Leichtkraftrad | Felgen                       | v. 3.00″x17″ h. 4.00″x17″ Y-Speichen | v. 3.00″x17″ h. 4.00″x17″ Y-Speichen | v. 3.00″x17″ h. 4.00″x17″ Y-Speichen | v. 3.00″x17″ h. 4.00″x17″ Y-Speichen | v. 3.00″x17″ h. 4.00″x17″ Y-Speichen | v. 3.00″x17″ h. 4.00″x17″ Y-Speichen |

## 2008–2012 Typ RM

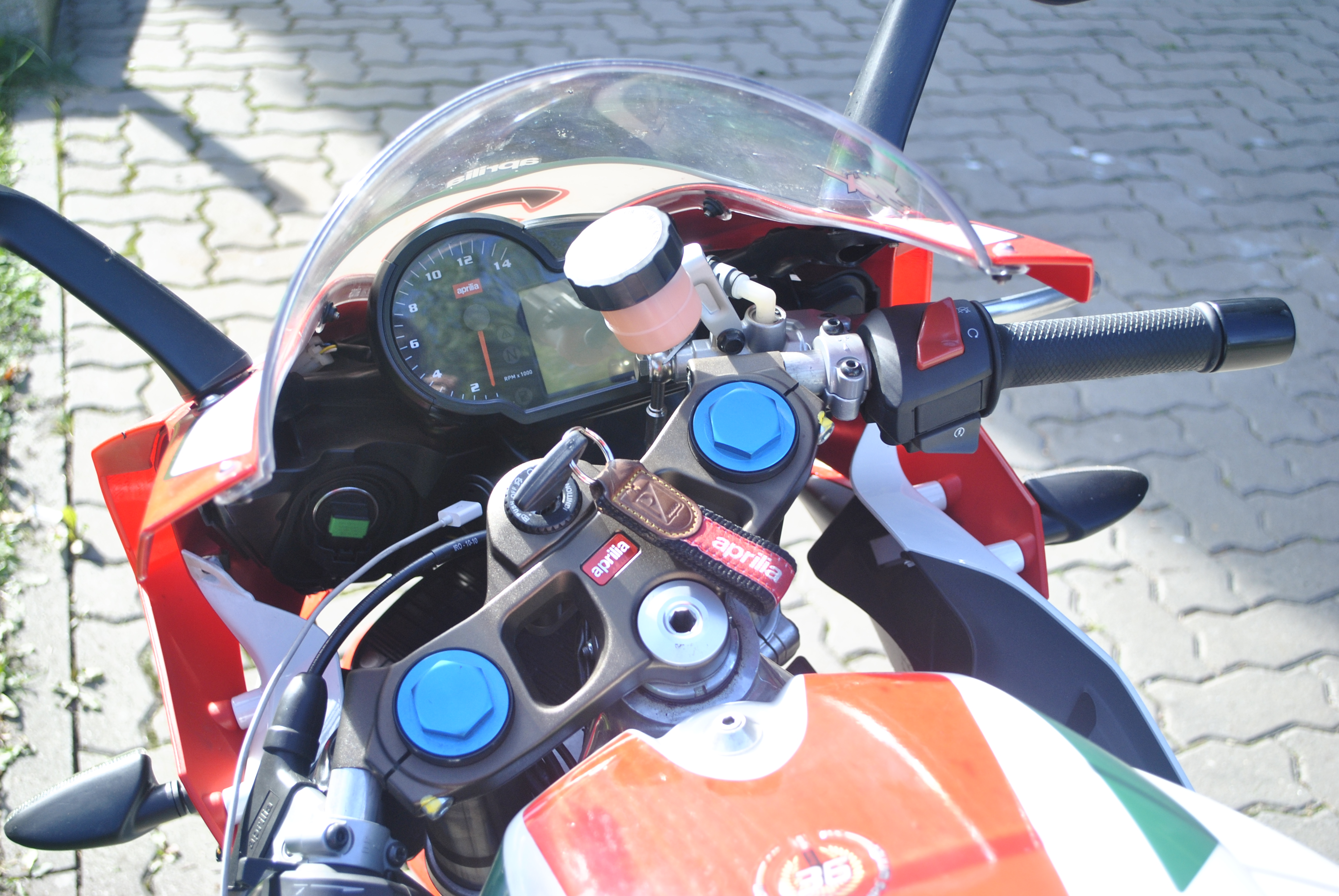
Cockpit der RD und RM Modelle von 2007 bis 2012

Die RM Modelle werden ab 2008 (parallel zum Typ RD) mit offener Leistung und als 80-km/h-Variante gebaut. Die Antriebstechnik wird analog zur RD für die Einhaltung der Abgasnorm Euro 3 modifiziert. Verkleidung und Fahrwerk entsprechen 1:1 der RD, sodass eine optische Unterscheidung der beiden Typen nicht möglich ist. In der offenen Ausführung der RM wird auch die Ansteuerung der Auslasssteuerung in die neue EFI Technology ECU integriert und somit die beiden bisher getrennten „Steuergeräte“ für Zündung und Auslasssteuerung durch ein einziges ersetzt.
| Ausführung | Modelljahr                   | 2008 | 2009 | 2010 | 2011 | 2012 |
| Ausführung | Modelljahrcode               | 8 | 9 | A | B | C |
| Ausführung | Verkleidung                  | RSV 1000 | RSV 1000 | RSV 1000 | RSV 1000 | RSV 1000 |
| Full Power | Typ                          | RM | RM | RM | RM | RM |
| Full Power | Variante / Version           | 0 / 00 | 0 / 00 | 0 / 00 | 0 / 00 | 0 / 00 |
| Full Power | EG-BE                        | e11*2002/24*0665* (17.12.2007) | e11*2002/24*0665* (17.12.2007) | e11*2002/24*0665* (17.12.2007) | e11*2002/24*0665* (17.12.2007) | e11*2002/24*0665* (17.12.2007) |
| Full Power | Italienische Homologation    | - | - | - | - | - |
| Full Power | ABE                          | - | - | - | - | - |
| Full Power | HSN TSN                      | 4013 AEH (23.01.2008) | 4013 AEH (23.01.2008) | 4013 AEH (23.01.2008) | 4013 AEH (23.01.2008) | 4013 AEH (23.01.2008) |
| Full Power | Fahrgestellnummer            | ZD4RM000… | ZD4RM000… | ZD4RM000… | ZD4RM000… | ZD4RM000… |
| Full Power | Motor                        | Rotax 122 | Rotax 122 | Rotax 122 | Rotax 122 | Rotax 122 |
| Full Power | Vergaser                     | Dell’Orto VHST 28 CD Flachschieber | Dell’Orto VHST 28 CD Flachschieber | Dell’Orto VHST 28 CD Flachschieber | Dell’Orto VHST 28 CD Flachschieber | Dell’Orto VHST 28 CD Flachschieber |
| Full Power | Zylinder                     | 223614-8 (220H) | 223614-8 (220H) | 223614-8 (220H) | 223614-8 (220H) | 223614-8 (220H) |
| Full Power | Krümmer / Endschalldämpfer   | ZD41043 e11 e3 / ZD41018 e11 e3 | ZD41043 e11 e3 / ZD41018 e11 e3 | ZD41043 e11 e3 / ZD41018 e11 e3 | ZD41043 e11 e3 / ZD41018 e11 e3 | ZD41043 e11 e3 / ZD41018 e11 e3 |
| Full Power | Zündanlage / Zündkerze       | EFI Technology CM082401 AC34 / NGK BR10EG | EFI Technology CM082401 AC34 / NGK BR10EG | EFI Technology CM082401 AC34 / NGK BR10EG | EFI Technology CM082401 AC34 / NGK BR10EG | EFI Technology CM082401 AC34 / NGK BR10EG |
| Full Power | Auslasssteuerung             | EFI Technology CM082401 AC34 | EFI Technology CM082401 AC34 | EFI Technology CM082401 AC34 | EFI Technology CM082401 AC34 | EFI Technology CM082401 AC34 |
| Full Power | Endübersetzung (Kette)       | 15:40 | 15:40 | 15:40 | 15:40 | 15:40 |
| Full Power | Nennleistung                 | 18 kW / 24,47 PS bei 10000/min | 18 kW / 24,47 PS bei 10000/min | 18 kW / 24,47 PS bei 10000/min | 18 kW / 24,47 PS bei 10000/min | 18 kW / 24,47 PS bei 10000/min |
| Full Power | Drehmoment                   | 17 Nm bei 9750/min | 17 Nm bei 9750/min | 17 Nm bei 9750/min | 17 Nm bei 9750/min | 17 Nm bei 9750/min |
| Full Power | Höchstgeschwindigkeit        | 135 km/h | 135 km/h | 135 km/h | 135 km/h | 135 km/h |
| Full Power | Leergewicht (vollgetankt)    | 137 kg | 137 kg | 137 kg | 137 kg | 137 kg |
| Full Power | Zul. Gesamtmasse             | 317 kg | 317 kg | 317 kg | 317 kg | 317 kg |
| Full Power | Leistungsgewicht             | 0,1314 kW/kg | 0,1314 kW/kg | 0,1314 kW/kg | 0,1314 kW/kg | 0,1314 kW/kg |
| Full Power | Abgasnorm                    | Euro 3 | Euro 3 | Euro 3 | Euro 3 | Euro 3 |
| Full Power | Maßnahmen für Abgasnorm      | Zwei ungeregelte Katalysatoren, Sekundärluftsystem, Sensor für Gasschieberstellung (TPS), Vergaserheizung, elektronische Zusatzluft, Ansaugtemperatursensor, EFI Technology ECU | Zwei ungeregelte Katalysatoren, Sekundärluftsystem, Sensor für Gasschieberstellung (TPS), Vergaserheizung, elektronische Zusatzluft, Ansaugtemperatursensor, EFI Technology ECU | Zwei ungeregelte Katalysatoren, Sekundärluftsystem, Sensor für Gasschieberstellung (TPS), Vergaserheizung, elektronische Zusatzluft, Ansaugtemperatursensor, EFI Technology ECU | Zwei ungeregelte Katalysatoren, Sekundärluftsystem, Sensor für Gasschieberstellung (TPS), Vergaserheizung, elektronische Zusatzluft, Ansaugtemperatursensor, EFI Technology ECU | Zwei ungeregelte Katalysatoren, Sekundärluftsystem, Sensor für Gasschieberstellung (TPS), Vergaserheizung, elektronische Zusatzluft, Ansaugtemperatursensor, EFI Technology ECU |
| Full Power | Standgeräusch / Fahrgeräusch | 94 dB(A) bei 5000/min / 74,5 dB(A) | 94 dB(A) bei 5000/min / 74,5 dB(A) | 94 dB(A) bei 5000/min / 74,5 dB(A) | 94 dB(A) bei 5000/min / 74,5 dB(A) | 94 dB(A) bei 5000/min / 74,5 dB(A) |
| Full Power | Tankinhalt                   | 14 L | 14 L | 14 L | 14 L | 14 L |
| Full Power | Sitzhöhe                     | 805 mm | 805 mm | 805 mm | 805 mm | 805 mm |
| Full Power | Reifen                       | v: 110/70R17 54H ww. 110/70ZR17 (54W) h: 150/60R17 66H ww. 150/60ZR17 (66W) | v: 110/70R17 54H ww. 110/70ZR17 (54W) h: 150/60R17 66H ww. 150/60ZR17 (66W) | v: 110/70R17 54H ww. 110/70ZR17 (54W) h: 150/60R17 66H ww. 150/60ZR17 (66W) | v: 110/70R17 54H ww. 110/70ZR17 (54W) h: 150/60R17 66H ww. 150/60ZR17 (66W) | v: 110/70R17 54H ww. 110/70ZR17 (54W) h: 150/60R17 66H ww. 150/60ZR17 (66W) |
| Full Power | Felgen                       | v. 3.00″x17″ h. 4.00″x17″ Y-Speichen | v. 3.00″x17″ h. 4.00″x17″ Y-Speichen | v. 3.00″x17″ h. 4.00″x17″ Y-Speichen | v. 3.00″x17″ h. 4.00″x17″ Y-Speichen | v. 3.00″x17″ h. 4.00″x17″ Y-Speichen |
| 80 km/h    | Typ                          | RM | RM | RM | RM | RM |
| 80 km/h    | Variante / Version           | 0. / 01 | 0. / 01 | 0. / 01 | 0. / 01 | 0. / 01 |
| 80 km/h    | EG-BE                        | e11*2002/24*0665* (17.12.2007) | e11*2002/24*0665* (17.12.2007) | e11*2002/24*0665* (17.12.2007) | e11*2002/24*0665* (17.12.2007) | e11*2002/24*0665* (17.12.2007) |
| 80 km/h    | Italienische Homologation    | - | - | - | - | - |
| 80 km/h    | ABE                          | - | - | - | - | - |
| 80 km/h    | HSN TSN                      | 4013 AEI (23.01.2008) | 4013 AEI (23.01.2008) | 4013 AEI (23.01.2008) | 4013 AEI (23.01.2008) | 4013 AEI (23.01.2008) |
| 80 km/h    | Fahrgestellnummer            | ZD4RM001… | ZD4RM001… | ZD4RM001… | ZD4RM001… | ZD4RM001… |
| 80 km/h    | Motor                        | Rotax 122 | Rotax 122 | Rotax 122 | Rotax 122 | Rotax 122 |
| 80 km/h    | Vergaser                     | Dell’Orto VHST 28 CD Flachschieber | Dell’Orto VHST 28 CD Flachschieber | Dell’Orto VHST 28 CD Flachschieber | Dell’Orto VHST 28 CD Flachschieber | Dell’Orto VHST 28 CD Flachschieber |
| 80 km/h    | Zylinder                     | 223614-8 (220H) | 223614-8 (220H) | 223614-8 (220H) | 223614-8 (220H) | 223614-8 (220H) |
| 80 km/h    | Krümmer / Endschalldämpfer   | k. A. / ZD41018 e11 e3 | k. A. / ZD41018 e11 e3 | k. A. / ZD41018 e11 e3 | k. A. / ZD41018 e11 e3 | k. A. / ZD41018 e11 e3 |
| 80 km/h    | Zündanlage / Zündkerze       | EFI Technology / NGK BR8ES | EFI Technology / NGK BR8ES | EFI Technology / NGK BR8ES | EFI Technology / NGK BR8ES | EFI Technology / NGK BR8ES |
| 80 km/h    | Auslasssteuerung             | Blindschieber | Blindschieber | Blindschieber | Blindschieber | Blindschieber |
| 80 km/h    | Endübersetzung (Kette)       | k. A. | k. A. | k. A. | k. A. | k. A. |
| 80 km/h    | Nennleistung                 | 5 kW / 6,8 PS (KBA) 8 kW / 10,88 PS bei 7500/min (Typschild) | 5 kW / 6,8 PS (KBA) 8 kW / 10,88 PS bei 7500/min (Typschild) | 5 kW / 6,8 PS (KBA) 8 kW / 10,88 PS bei 7500/min (Typschild) | 5 kW / 6,8 PS (KBA) 8 kW / 10,88 PS bei 7500/min (Typschild) | 5 kW / 6,8 PS (KBA) 8 kW / 10,88 PS bei 7500/min (Typschild) |
| 80 km/h    | Drehmoment                   | k. A. | k. A. | k. A. | k. A. | k. A. |
| 80 km/h    | Höchstgeschwindigkeit        | 80 km/h | 80 km/h | 80 km/h | 80 km/h | 80 km/h |
| 80 km/h    | Leergewicht (vollgetankt)    | 137 kg | 137 kg | 137 kg | 137 kg | 137 kg |
| 80 km/h    | Zul. Gesamtmasse             | 317 kg | 317 kg | 317 kg | 317 kg | 317 kg |
| 80 km/h    | Leistungsgewicht             | 0,0365 kW/kg | 0,0365 kW/kg | 0,0365 kW/kg | 0,0365 kW/kg | 0,0365 kW/kg |
| 80 km/h    | Abgasnorm                    | Euro 3 | Euro 3 | Euro 3 | Euro 3 | Euro 3 |
| 80 km/h    | Maßnahmen für Abgasnorm      | Zwei ungeregelte Katalysatoren, Sekundärluftsystem, Sensor für Gasschieberstellung (TPS), Vergaserheizung, elektronische Zusatzluft, Ansaugtemperatursensor, EFI Technology ECU | Zwei ungeregelte Katalysatoren, Sekundärluftsystem, Sensor für Gasschieberstellung (TPS), Vergaserheizung, elektronische Zusatzluft, Ansaugtemperatursensor, EFI Technology ECU | Zwei ungeregelte Katalysatoren, Sekundärluftsystem, Sensor für Gasschieberstellung (TPS), Vergaserheizung, elektronische Zusatzluft, Ansaugtemperatursensor, EFI Technology ECU | Zwei ungeregelte Katalysatoren, Sekundärluftsystem, Sensor für Gasschieberstellung (TPS), Vergaserheizung, elektronische Zusatzluft, Ansaugtemperatursensor, EFI Technology ECU | Zwei ungeregelte Katalysatoren, Sekundärluftsystem, Sensor für Gasschieberstellung (TPS), Vergaserheizung, elektronische Zusatzluft, Ansaugtemperatursensor, EFI Technology ECU |
| 80 km/h    | Standgeräusch / Fahrgeräusch | 85 dB(A) bei 3750/min / 73 dB(A) | 85 dB(A) bei 3750/min / 73 dB(A) | 85 dB(A) bei 3750/min / 73 dB(A) | 85 dB(A) bei 3750/min / 73 dB(A) | 85 dB(A) bei 3750/min / 73 dB(A) |
| 80 km/h    | Tankinhalt                   | 14 L | 14 L | 14 L | 14 L | 14 L |
| 80 km/h    | Sitzhöhe                     | 805 mm | 805 mm | 805 mm | 805 mm | 805 mm |
| 80 km/h    | Reifen                       | v: 110/70R17 54H ww. 110/70ZR17 (54W) h: 150/60R17 66H ww. 150/60ZR17 (66W) | v: 110/70R17 54H ww. 110/70ZR17 (54W) h: 150/60R17 66H ww. 150/60ZR17 (66W) | v: 110/70R17 54H ww. 110/70ZR17 (54W) h: 150/60R17 66H ww. 150/60ZR17 (66W) | v: 110/70R17 54H ww. 110/70ZR17 (54W) h: 150/60R17 66H ww. 150/60ZR17 (66W) | v: 110/70R17 54H ww. 110/70ZR17 (54W) h: 150/60R17 66H ww. 150/60ZR17 (66W) |
| 80 km/h    | Felgen                       | v. 3.00″x17″ h. 4.00″x17″ Y-Speichen | v. 3.00″x17″ h. 4.00″x17″ Y-Speichen | v. 3.00″x17″ h. 4.00″x17″ Y-Speichen | v. 3.00″x17″ h. 4.00″x17″ Y-Speichen | v. 3.00″x17″ h. 4.00″x17″ Y-Speichen |

## Messwerte
Messwerte aus Fachzeitschriften.
| Typ*1)                    | GS 1994             | GS 1995             | GS 1995  | GS 1997                       | MPA0     | MPA0 1996 | MP01 1998                      | MPB0 2002                   | MPB0 2002                   | SFC 2003 (Tuono)            | SFA 2003                       | PY0 2006                     | RD0 2008                     |
| Ausführung                | offen               | offen               | offen    | offen                         | 11kW     | 11kW      | offen                          | offen                       | offen                       | offen                       | 11kW                           | offen                        | 11kW                         |
| Spitzenleistung           | 31 PS bei 10900/min | 32 PS bei 10900/min | -        | 23,5 kW (32 PS) bei 10700/min | -        | -         | 23 kW (32 PS)*2) bei 10700/min | 23 kW (31 PS) bei 10900/min | 24 kW (33 PS) bei 11000/min | 22 kW (30 PS) bei 10300/min | 11,5 kW (15,6 PS) bei 8900/min | 22,0kW (30 PS) bei 10200/min | 10,9 kW (15 PS) bei 8800/min |
| Max. Drehmoment           | 20 Nm bei 10700/min | 21 Nm bei 10600/min | -        | 21 Nm bei 10700/min           | -        | -         | 22 Nm bei 9500/min             | 20 Nm bei 10700/min         | 21 Nm bei 10700/min         | 21 Nm bei 10200/min         | 12,7 Nm bei 8300/min           | 21 Nm bei 10100/min          | 12,6 Nm bei 8100/min         |
| Beschleunigung 0-80 km/h  | 5,5s                | 5,2s                | -        | -                             | 8,8s     | -         | -                              | 4,9s                        | -                           | -                           | 8,9s                           | 5,8s                         | 9,9s                         |
| Beschleunigung 0-100 km/h | 8,8s                | 7,7s                | 8,8s     | 6,9s                          | -        | 14,1s     | 7,4s                           | 7,4s                        | 7,6s                        | 8,1s                        | -                              | 8,9s                         | 17,4s                        |
| Beschleunigung 0-120 km/h | 15,6s               | -                   | -        | 9,7s                          | -        | -         | 11,5s                          | -                           | 11,6s                       | 11,8s                       | -                              | -                            | -                            |
| Höchstgeschwindigkeit     | 159 km/h            | 158 km/h            | 159 km/h | 166 km/h                      | 122 km/h | 124 km/h  | 161 km/h                       | 157 km/h                    | -                           | -                           | [125 km/h]                     | -                            | 118 km/h                     |
| Leergewicht (vollgetankt) | 142 kg              | [143 kg]            | [143 kg] | [143 kg]                      | -        | 143 kg    | 144 kg                         | 139 kg                      | 141 kg                      | 141 kg                      | 141 kg                         | 141 kg                       | 141 kg                       |
| Sitzhöhe                  | 790 mm              | [780 mm]            | -        | -                             | -        | -         | -                              | -                           | 790 mm                      | 805 mm                      | 790 mm                         | 815 mm                       | 810 mm                       |
| Test-Verbrauch            | 3,1 - 6,9 L         | -                   | 6,3 L    | 7,0 L                         | -        | 5,2 L     | 5,4 L                          | 5,8 L                       | 4,4 L                       | 5,6 L                       | 3,9 L                          | 4,3 L                        | 4,5 L                        |
| Durchzug 60-80 km/h       | -                   | -                   | -        | -                             | -        | -         | -                              | 9,8 s                       | 13,2 s                      | -                           | -                              | -                            | -                            |
| Durchzug 50-80 km/h       | -                   | -                   | -        | -                             | -        | -         | -                              | -                           | -                           | -                           | 14,4 s                         | 16,4 s                       | 19,0 s                       |
| Durchzug 80-100 km/h      | -                   | -                   | -        | -                             | -        | -         | -                              | 9,5 s                       | 14,6 s                      | -                           | -                              | 10,2 s                       | 27,2 s                       |
| Durchzug 60-100 km/h      | 29,0 s              | 21,9 s              | -        | -                             | -        | -         | -                              | 19,3 s                      | 27,8 s                      | -                           | -                              | -                            | -                            |
| Durchzug 50-100 km/h      | -                   | -                   | -        | -                             | -        | -         | -                              | -                           | -                           | -                           | -                              | 26,6                         | 46,2                         |
| Durchzug 80-120 km/h      | -                   | -                   | -        | 16,4 s                        | -        | -         | -                              | -                           | -                           | -                           | -                              | -                            | -                            |
| Durchzug 60-120 km/h      | 42,2 s              | 31,2 s              | -        | -                             | -        | -         | -                              | -                           | -                           | -                           | -                              | -                            | -                            |

*1) Die Typenangabe basiert auf den im jeweiligen Artikel abgedruckten Bildern. Ob die Daten tatsächlich vom abgebildeten Motorrad stammen konnte nicht geprüft werden.
*2) Die Umrechnung von kW in PS ist hier physikalisch nicht korrekt. Wahrscheinlich wurde bei der kW-Angabe abgerundet und bei der PS-Angabe aufgerundet.
- = nicht gemessen
[in eckigen Klammern] = nicht eindeutig ersichtlich, ob es sich um einen Messwert oder eine Werksangabe handelt

## Schweiz (Typen GS MP02 und MPB4)
In der Schweiz galt von 1987 bis zur Einführung der Euro 1 Norm eine strengere Abgasgesetzgebung (FAV3-1 bzw. FAV3-2) für Motorräder als in vielen anderen europäischen Ländern. Entsprechend konnte erst der Typ SF (Euro 1, ECE-Homologation) in der Schweiz mit der gleichen Technik wie im Rest Europas verkauft werden. Von den Typen GS und MP gab es jeweils eine eigene Schweizer Länderversion, die zur Einhaltung der Schweizer Grenzwerte technisch modifiziert wurden.
Hauptunterschied ist der einteilige Auspuff (Krümmer + Endschalldämpfer) mit zwei Katalysatoren. Des Weiteren wurde ein Zylinder ohne Nebenauslässe, der Vergaser Dell’Orto PHBH 28 RD mit Beschleunigungsanreicherung und ein Auslasssteuergerät mit geringerer Öffnungsdrehzahl verwendet.
Trotz geringerer Spitzenleistung als in anderen Märkten werden die Motorräder von Aprilia als „Full Power“ Ausführungen bezeichnet.
| Ausführung | Modelljahr                   | 1993                                                                  | 1994                                                                  | 1995                                                                  | 1996                                                                  | 1997                                                                  | 1998 | 1999 | 2000 | 2001 | 2002 |
| Ausführung | Modelljahrcode               | -                                                                     | -                                                                     | -                                                                     | -                                                                     | -                                                                     | W | X | Y | 1 | 2 |
| Ausführung | Verkleidung                  | „eckig“ mit Rechteckscheinwerfer                                      | „eckig“ mit Rechteckscheinwerfer                                      | „rund“ mit Doppelscheinwerfer                                         | „rund“ mit Doppelscheinwerfer                                         | „rund“ mit Doppelscheinwerfer                                         | „rund“ mit Doppelscheinwerfer                                                                             | MPB/SF „bubble“ mit rundem Heck                                                                           | MPB/SF „bubble“ mit rundem Heck                                                                           | MPB/SF „bubble“ mit rundem Heck                                                                           | MPB/SF „bubble“ mit rundem Heck                                                                           |
| Full Power | Typ                          | GS                                                                    | GS                                                                    | GS                                                                    | GS                                                                    | GS                                                                    | MP | MP | MP | MP | MP |
| Full Power | Variante / Version           | - / -                                                                 | - / -                                                                 | - / -                                                                 | - / -                                                                 | - / -                                                                 | 0 / 2 | B / 4 | B / 4 | B / 4 | B / 4 |
| Full Power | EG-BE                        | -                                                                     | -                                                                     | -                                                                     | -                                                                     | -                                                                     | - | - | - | - | - |
| Full Power | Schweizer Typenschein        | 6A5015 (26.01.1993)                                                   | 6A5015 (26.01.1993)                                                   | 6A5015 (26.01.1993)                                                   | 6A5015 (26.01.1993)                                                   | 6A5015 (26.01.1993)                                                   | 6AA115 (25.08.1997) Erweiterung (14.10.1998)                                                              | 6AA115 (25.08.1997) Erweiterung (14.10.1998)                                                              | 6AA115 (25.08.1997) Erweiterung (14.10.1998)                                                              | 6AA115 (25.08.1997) Erweiterung (14.10.1998)                                                              | 6AA115 (25.08.1997) Erweiterung (14.10.1998)                                                              |
| Full Power | Fahrgestellnummer            | GS 055...                                                             | GS 055...                                                             | GS 055...                                                             | GS 055...                                                             | GS 055...                                                             | ZD4MP02…                                                                                                  | ZD4MPB4…                                                                                                  | ZD4MPB4…                                                                                                  | ZD4MPB4…                                                                                                  | ZD4MPB4…                                                                                                  |
| Full Power | Motor                        | Rotax 123                                                             | Rotax 123                                                             | Rotax 123                                                             | Rotax 123                                                             | Rotax 123                                                             | Rotax 122                                                                                                 | Rotax 122                                                                                                 | Rotax 122                                                                                                 | Rotax 122                                                                                                 | Rotax 122                                                                                                 |
| Full Power | Vergaser                     | Dell’Orto PHBH 28 RD Rundschieber                                     | Dell’Orto PHBH 28 RD Rundschieber                                     | Dell’Orto PHBH 28 RD Rundschieber                                     | Dell’Orto PHBH 28 RD Rundschieber                                     | Dell’Orto PHBH 28 RD Rundschieber                                     | Dell’Orto PHBH 28 RD Rundschieber                                                                         | Dell’Orto PHBH 28 RD Rundschieber                                                                         | Dell’Orto PHBH 28 RD Rundschieber                                                                         | Dell’Orto PHBH 28 RD Rundschieber                                                                         | Dell’Orto PHBH 28 RD Rundschieber                                                                         |
| Full Power | Zylinder                     | k.A: ohne Nebenauslässe                                               | k.A: ohne Nebenauslässe                                               | k.A: ohne Nebenauslässe                                               | k.A: ohne Nebenauslässe                                               | k.A: ohne Nebenauslässe                                               | 223990 (220F) ohne Nebenauslässe                                                                          | 223990 (220F) ohne Nebenauslässe                                                                          | 223990 (220F) ohne Nebenauslässe                                                                          | 223990 (220F) ohne Nebenauslässe                                                                          | 223990 (220F) ohne Nebenauslässe                                                                          |
| Full Power | Krümmer / Endschalldämpfer   | B-1006 / C-1006 (AP8119327)                                           | B-1006 / C-1006 (AP8119327)                                           | B-1006 / C-1006 (AP8119327)                                           | B-1006 / C-1006 (AP8119327)                                           | B-1006 / C-1006 (AP8119327)                                           | B-1006 / C-1006 (AP8119469)                                                                               | B-1006 / C-1006 (AP8119469)                                                                               | B-1006 / C-1006 (AP8119469)                                                                               | B-1006 / C-1006 (AP8119469)                                                                               | B-1006 / C-1006 (AP8119469)                                                                               |
| Full Power | Zündanlage / Zündkerze       | Kondensatorzündung SEM TM14-04 101 888 00 / NGK BR10EG                | Kondensatorzündung SEM TM14-04 101 888 00 / NGK BR10EG                | Kondensatorzündung SEM TM14-04 101 888 00 / NGK BR10EG                | Kondensatorzündung SEM TM14-04 101 888 00 / NGK BR10EG                | Kondensatorzündung SEM TM14-04 101 888 00 / NGK BR10EG                | Kondensatorzündung (CDI) Nippondenso 071000-0910 QCA91 / NGK BR10EG                                       | Kondensatorzündung (CDI) Nippondenso 071000-0910 QCA91 / NGK BR10EG                                       | Kondensatorzündung (CDI) Nippondenso 071000-0910 QCA91 / NGK BR10EG                                       | Kondensatorzündung (CDI) Nippondenso 071000-0910 QCA91 / NGK BR10EG                                       | Kondensatorzündung (CDI) Nippondenso 071000-0910 QCA91 / NGK BR10EG                                       |
| Full Power | Auslasssteuerung             | RAVE 7100                                                             | RAVE 7100                                                             | RAVE 7100                                                             | RAVE 7100                                                             | RAVE 7100                                                             | RAVE 7100                                                                                                 | RAVE 7100                                                                                                 | RAVE 7100                                                                                                 | RAVE 7100                                                                                                 | RAVE 7100                                                                                                 |
| Full Power | Endübersetzung (Kette)       | 16:39                                                                 | 16:39                                                                 | 16:39                                                                 | 16:39                                                                 | 16:39                                                                 | 17:40 | 17:40 | 17:40 | 17:40 | 17:40 |
| Full Power | Nennleistung                 | 15,07 kW / 20,49 PS bei 7750/min                                      | 15,07 kW / 20,49 PS bei 7750/min                                      | 15,07 kW / 20,49 PS bei 7750/min                                      | 15,07 kW / 20,49 PS bei 7750/min                                      | 15,07 kW / 20,49 PS bei 7750/min                                      | 13,54 kW / 18,41 PS bei 8500/min                                                                          | 13,54 kW / 18,41 PS bei 8500/min                                                                          | 13,54 kW / 18,41 PS bei 8500/min                                                                          | 13,54 kW / 18,41 PS bei 8500/min                                                                          | 13,54 kW / 18,41 PS bei 8500/min                                                                          |
| Full Power | Drehmoment                   | 15,88 Nm bei 7500/min                                                 | 15,88 Nm bei 7500/min                                                 | 15,88 Nm bei 7500/min                                                 | 15,88 Nm bei 7500/min                                                 | 15,88 Nm bei 7500/min                                                 | 15,60 Nm bei 8250/min                                                                                     | 15,60 Nm bei 8250/min                                                                                     | 15,60 Nm bei 8250/min                                                                                     | 15,60 Nm bei 8250/min                                                                                     | 15,60 Nm bei 8250/min                                                                                     |
| Full Power | Höchstgeschwindigkeit        | 135 km/h                                                              | 135 km/h                                                              | 135 km/h                                                              | 135 km/h                                                              | 135 km/h                                                              | 155 km/h                                                                                                  | 155 km/h                                                                                                  | 155 km/h                                                                                                  | 155 km/h                                                                                                  | 155 km/h                                                                                                  |
| Full Power | Leergewicht (vollgetankt)    | 140 kg                                                                | 140 kg                                                                | 140 kg                                                                | 140 kg                                                                | 140 kg                                                                | 145 kg | 139 kg | 139 kg | 139 kg | 139 kg |
| Full Power | Zul. Gesamtmasse             | 340 kg                                                                | 340 kg                                                                | 340 kg                                                                | 340 kg                                                                | 340 kg                                                                | 324 kg | 319 kg | 319 kg | 319 kg | 319 kg |
| Full Power | Leistungsgewicht             | 0,10764 kW/kg                                                         | 0,10764 kW/kg                                                         | 0,10764 kW/kg                                                         | 0,10764 kW/kg                                                         | 0,10764 kW/kg                                                         | 0,09338 kW/kg                                                                                             | 0,097410 kW/kg                                                                                            | 0,097410 kW/kg                                                                                            | 0,097410 kW/kg                                                                                            | 0,097410 kW/kg                                                                                            |
| Full Power | Abgasnorm                    | FAV3-2 ADNA (C00)                                                     | FAV3-2 ADNA (C00)                                                     | FAV3-2 ADNA (C00)                                                     | FAV3-2 ADNA (C00)                                                     | FAV3-2 ADNA (C00)                                                     | FAV3-2 ADNA (C00)                                                                                         | FAV3-2 ADNA (C00)                                                                                         | FAV3-2 ADNA (C00)                                                                                         | FAV3-2 ADNA (C00)                                                                                         | FAV3-2 ADNA (C00)                                                                                         |
| Full Power | Maßnahmen für Abgasnorm      | Zwei ungeregelte Katalysatoren                                        | Zwei ungeregelte Katalysatoren                                        | Zwei ungeregelte Katalysatoren                                        | Zwei ungeregelte Katalysatoren                                        | Zwei ungeregelte Katalysatoren                                        | Zwei ungeregelte Katalysatoren                                                                            | Zwei ungeregelte Katalysatoren                                                                            | Zwei ungeregelte Katalysatoren                                                                            | Zwei ungeregelte Katalysatoren                                                                            | Zwei ungeregelte Katalysatoren                                                                            |
| Full Power | Standgeräusch / Fahrgeräusch | 73 dB(A) bei 5815/min (dreiviertel Nenndrehzahl) / k. A.              | 73 dB(A) bei 5815/min (dreiviertel Nenndrehzahl) / k. A.              | 73 dB(A) bei 5815/min (dreiviertel Nenndrehzahl) / k. A.              | 73 dB(A) bei 5815/min (dreiviertel Nenndrehzahl) / k. A.              | 73 dB(A) bei 5815/min (dreiviertel Nenndrehzahl) / k. A.              | 88 dB(A) bei 4250/min / 76 dB(A)                                                                          | 88 dB(A) bei 4250/min / 76 dB(A)                                                                          | 88 dB(A) bei 4250/min / 76 dB(A)                                                                          | 88 dB(A) bei 4250/min / 76 dB(A)                                                                          | 88 dB(A) bei 4250/min / 76 dB(A)                                                                          |
| Full Power | Tankinhalt                   | 13 L                                                                  | 13 L                                                                  | 13 L                                                                  | 13 L                                                                  | 13 L                                                                  | 13 L | 14 L | 14 L | 14 L | 14 L |
| Full Power | Sitzhöhe                     | 800 mm                                                                | 810mm                                                                 | 810mm                                                                 | 810mm                                                                 | 810mm                                                                 | 810mm | 805 mm | 805 mm | 805 mm | 805 mm |
| Full Power | Reifen                       | v: 110/70R17 54N h: 150/60R17 66N ww. 140/70R17 66N ww. 130/70R17 62N | v: 110/70R17 54N h: 150/60R17 66N ww. 140/70R17 66N ww. 130/70R17 62N | v: 110/70R17 54N h: 150/60R17 66N ww. 140/70R17 66N ww. 130/70R17 62N | v: 110/70R17 54N h: 150/60R17 66N ww. 140/70R17 66N ww. 130/70R17 62N | v: 110/70R17 54N h: 150/60R17 66N ww. 140/70R17 66N ww. 130/70R17 62N | v: 110/70R17 54T ww. 110/80R17 57T ww. 100/80R17 52T h: 150/60R17 66T ww. 140/60R17 63T ww. 130/70R17 62T | v: 110/70R17 54T ww. 110/80R17 57T ww. 100/80R17 52T h: 150/60R17 66T ww. 140/60R17 63T ww. 130/70R17 62T | v: 110/70R17 54T ww. 110/80R17 57T ww. 100/80R17 52T h: 150/60R17 66T ww. 140/60R17 63T ww. 130/70R17 62T | v: 110/70R17 54T ww. 110/80R17 57T ww. 100/80R17 52T h: 150/60R17 66T ww. 140/60R17 63T ww. 130/70R17 62T | v: 110/70R17 54T ww. 110/80R17 57T ww. 100/80R17 52T h: 150/60R17 66T ww. 140/60R17 63T ww. 130/70R17 62T |
| Full Power | Felgen                       | v. 3.00″x17″ h. 4.00″x17″ 3-Speichen                                  | v. 3.00″x17″ h. 4.00″x17″ 3-Speichen                                  | v. 3.00″x17″ h. 4.00″x17″ 3-Speichen                                  | v. 3.00″x17″ h. 4.00″x17″ 3-Speichen                                  | v. 3.00″x17″ h. 4.00″x17″ 3-Speichen                                  | v. 3.00″x17″ h. 4.00″x17″ 3-Speichen                                                                      | v. 3.00″x17″ h. 4.00″x17″ 5-Speichen                                                                      | v. 3.00″x17″ h. 4.00″x17″ 5-Speichen                                                                      | v. 3.00″x17″ h. 4.00″x17″ 5-Speichen                                                                      | v. 3.00″x17″ h. 4.00″x17″ 5-Speichen                                                                      |

## Österreich (Typen MPA3 und MPB3)
In Österreich gab es abweichende Versionen des Typs MP, allerdings nur bei den 11kW Varianten. Während in den Versionen MPA0/MPB1 für den Rest Europas der gedrosselte Krümmer ohne Kat mit der Bezeichnung „-MPA0- e11 - 0039“ verwendet wurde, ist in den österreichischen Versionen MPA3/MPB3 der ebenfalls gedrosselte Krümmer „-MPA3- e11 - 0039“ mit einem ungeregelten Katalysator verbaut.
| Ausführung     | Modelljahr                   | 1998 | 1999 |
| Ausführung     | Modelljahrcode               | W | X |
| Ausführung     | Verkleidung                  | „rund“ mit Doppelscheinwerfer | MPB/SF „bubble“ mit rundem Heck |
| Leichtkraftrad | Typ                          | MP | MP |
| Leichtkraftrad | Variante / Version           | A / 3 | B / 3 |
| Leichtkraftrad | EG-BE                        | - | - |
| Leichtkraftrad | Österreichischer Typenschein | 6010 (11.02.1998) | 14350 (20.10.1998) |
| Leichtkraftrad | Fahrgestellnummer            | ZD4MPA3… | ZD4MPB3… |
| Leichtkraftrad | Motor                        | Rotax 122 | Rotax 122 |
| Leichtkraftrad | Vergaser                     | Dell’Orto PHBH 28 BD Rundschieber | Dell’Orto PHBH 28 BD Rundschieber |
| Leichtkraftrad | Zylinder                     | 223618 (220H) | 223618 (220H) |
| Leichtkraftrad | Krümmer / Endschalldämpfer   | -MPA3- e11 - 0039 / -MPA0- e11 - 0039 | -MPA3- e11 - 0039 / -MPB1- e11 - 0039 |
| Leichtkraftrad | Zündanlage / Zündkerze       | Kondensatorzündung (CDI) Nippondenso 071000-0910 QCA91 / NGK BR8ES                                                                            | Kondensatorzündung (CDI) Nippondenso 071000-0910 QCA91 / NGK BR8ES                                                                            |
| Leichtkraftrad | Auslasssteuerung             | Blindschieber | Blindschieber |
| Leichtkraftrad | Endübersetzung (Kette)       | 17:39 | 17:40 |
| Leichtkraftrad | Nennleistung                 | 10 kW / 13,60 bei 7750/min | 10,5 kW / 14,28 PS bei 8000/min |
| Leichtkraftrad | Drehmoment                   | k. A. | k. A. |
| Leichtkraftrad | Höchstgeschwindigkeit        | 120 km/h | 120 km/h |
| Leichtkraftrad | Leergewicht (vollgetankt)    | 144 kg | 139 kg |
| Leichtkraftrad | Zul. Gesamtmasse             | 324 kg | 319 kg |
| Leichtkraftrad | Leistungsgewicht             | 0,0694 kW/kg | 0,0755 kW/kg |
| Leichtkraftrad | Abgasnorm                    | k. A. | k. A. |
| Leichtkraftrad | Maßnahmen für Abgasnorm      | Ein ungeregelter Katalysator | Ein ungeregelter Katalysator |
| Leichtkraftrad | Standgeräusch / Fahrgeräusch | 88 dB(A) bei 3875/min / 76 dB(A) | 84 dB(A) bei 4000/min / 75 dB(A) |
| Leichtkraftrad | Tankinhalt                   | 13 L | 14 L |
| Leichtkraftrad | Sitzhöhe                     | 810 mm | 805 mm |
| Leichtkraftrad | Reifen                       | v: 110/70ZR17 ww. 110/70R17 54T ww. 110/80ZR17 ww. 100/80ZR17 ww. 100/80-17 52S h: 150/60ZR17 ww. 140/60ZR17 ww. 130/70ZR17 ww. 130/70-17 62S | v: 110/70ZR17 ww. 110/70R17 54T ww. 110/80ZR17 ww. 100/80ZR17 ww. 100/80-17 52S h: 150/60ZR17 ww. 140/60ZR17 ww. 130/70ZR17 ww. 130/70-17 62S |
| Leichtkraftrad | Felgen                       | v. 3.00″x17″ h. 4.00″x17″ 3-Speichen | v. 3.00″x17″ h. 4.00″x17″ 5-Speichen |

## Motorsport

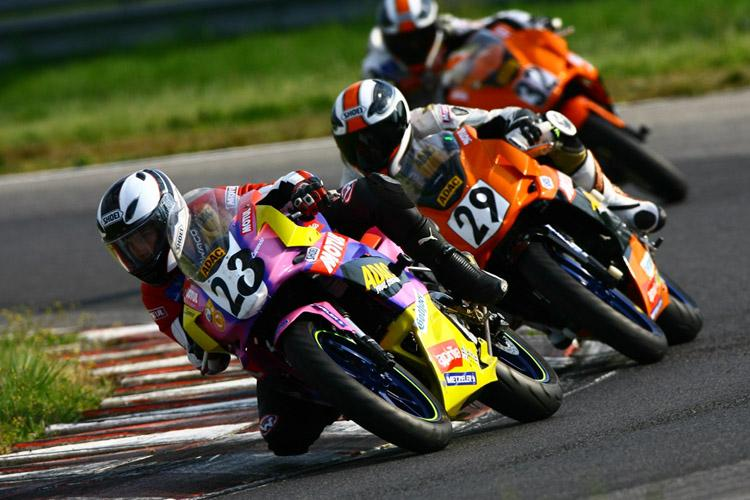
Pulk ADAC Junior Cup 2011

Die RS 125 wurde seit 1993 im jährlich stattfindenden ADAC Junior Cup von Nachwuchsrennfahrern bis 18 Jahre genutzt. Die Fahrzeuge waren nahezu Serienmodelle und durften maximal 35 PS stark sein. Im Reglement war festgelegt, dass nur die Abgasanlage in Form eines Arrow-Challenge-Auspuffs und die Reifen der Marke Metzeler verändert werden durften. Laut Reglement waren zwei Baureihen der RS 125 zugelassen. Ab 2014 wurden im ADAC Junior Cup jedoch nur noch Viertakter gefahren, weshalb die RS 125 dort nicht mehr eingesetzt wurde.
Auch in der italienischen 125-cm³-Sport-Production- („SP“) Meisterschaft wurde die RS 125 eingesetzt. Die sogenannten „Sport Pro“ oder „Sport Production“ Versionen wurden speziell für diese Rennserie mit geänderten Teilen und zusätzlichen Umrüstkits ausgeliefert. Bis Mitte der Neunziger Jahre beteiligten sich viele Hersteller, u. a. Aprilia, Cagiva, Gilera, Honda und Yamaha werksseitig in dieser Meisterschaft. Viele erfolgreiche Motorradrennfahrer, wie z. B. Valentino Rossi, Max Biaggi, Loris Capirossi, Stefano Perugini, Lucio Cecchinello und Roberto Locatelli fuhren in der SP-Meisterschaft.
Die beiden "Weltmeister Aprilia RS 125", 1997 gefahren von Valentino Rossi und 2000 von Roberto Locatelli, stehen im Piaggio Museum in Pontedera, Italien.
Die italienische FMI Aprilia Sport Production Meisterschaft existiert heute als CIV Junior Cup und wird seit 2020 durch die vorherige Umstellung auf Viertaktmotoren mit der Aprilia RS 250 SP als Nachfolgemodell bestritten, welche von Ohvale in Kooperation mit Aprilia Racing entwickelt wurde und zu dieser Zeit einen Einstiegspreis von 9 700 € hatte. Zuvor war noch die 2006er RS 125 Aprilia Junior GP Racing Dream (JGP) im Einsatz.
Darüber hinaus existierten noch die Varianten der GP-Maschinen namens RSR125 bzw. RS125R (RSW125, später RSA125 und RS 125 LE), welche auch in der Internationale Deutsche Motorradmeisterschaft (IDM) eingesetzt wurden, jedoch ein völlig eigenes Fahrzeug darstellen und nur wenig gemeinsam mit der Straßenversion der RS 125 haben, dennoch sich diese hiervon ableitet.

## Farben, Designvarianten und Ausführungen
Jedes Jahr wurden zwischen einer und vier Dekorvarianten angeboten. Von 1992 bis 2005 wurden die Dekore immer nur ein Jahr lang verwendet. Ab 2006 gab es Designs die zwei oder sogar drei Jahre hintereinander erhältlich waren, besonders in den letzten Baujahren 2010 bis 2012.
Aus den Verkleidungs-Designs alleine kann kein Rückschluss auf die Technik der Maschine gezogen werden, also zum Beispiel ob es sich ab Werk um eine "Full Power" Ausführung oder eine 11kW-Ausführung handelt.
Wird also beispielsweise eine 1996er "Chesterfield" Replica angeboten, dann kann damit eine GS, MP00, MPA0 (11kW) oder MPA1 (80 km/h) gemeint sein.

## Zulassungszahlen in Deutschland
In Deutschland sind vom Kraftfahrt-Bundesamt (KBA) folgende Typen der Aprilia RS 125 (1992–2012) einzeln gelistet:
| Hersteller  | Herstellerschlüsselnummer (HSN) | Typschlüsselnummer (TSN) | Handelsbezeichnung | Erstzulassung (EZ) ab | Nennleistung | Typ |
| ----------- | ------------------------------- | ------------------------ | ------------------ | --------------------- | ------------ | --- |
| Aprilia (I) | 4123                            | 100                      | RS 125 Extrema     | 01.05.1994            | 23 kW        | GS  |
| Aprilia (I) | 4123                            | 104                      | RS 125             | 01.12.1995            | 11 kW        | MP  |
| Aprilia (I) | 4123                            | 108                      | RS 125             | 01.05.1996            | 5 kW         | MP  |
| Aprilia (I) | 4123                            | 115                      | RS 125             | 01.06.1997            | 18 kW        | MP  |
| Aprilia (I) | 4123                            | 128                      | RS 125             | 01.02.1999            | 22 kW        | MP  |
| Aprilia (I) | 4123                            | 149                      | RS 125, TUONO      | 01.10.2001            | 22 kW        | SF  |
| Aprilia (I) | 4123                            | 150                      | RS 125, TUONO      | 01.10.2001            | 11 kW        | SF  |
| Aprilia (I) | 4123                            | 151                      | RS 125, TUONO      | 01.10.2001            | 5 kW         | SF  |
| Aprilia (I) | 4123                            | 182                      | RS 125, TUONO      | 01.11.2003            | 21 kW        | SF  |
| Aprilia (I) | 4123                            | ABD                      | k. A.              | 03.01.2006            | 21 kW        | PY  |
| Aprilia (I) | 4123                            | ABE                      | k. A.              | 03.01.2006            | 11 kW        | PY  |
| Aprilia (I) | 4123                            | ABF                      | k. A.              | 03.01.2006            | 5 kW         | PY  |
| Piaggio (I) | 4013                            | ABF                      | k. A.              | 18.05.2006            | 21 kW        | PY  |
| Piaggio (I) | 4013                            | ABG                      | k. A.              | 18.05.2006            | 11 kW        | PY  |
| Piaggio (I) | 4013                            | ABH                      | k. A.              | 18.05.2006            | 5 kW         | PY  |
| Piaggio (I) | 4013                            | ADG                      | RS 125             | 19.12.2006            | 11 kW        | RD  |
| Piaggio (I) | 4013                            | AEH                      | RS 125             | 23.01.2008            | 18 kW        | RM  |
| Piaggio (I) | 4013                            | AEI                      | RS 125             | 23.01.2008            | 5 kW         | RM  |

Vom KBA wird leider kein Bestand unter 100 angemeldeten Fahrzeugen gelistet. Seit 2014 werden "Im Zuge qualitätsfördender Maßnahmen [...] die Bestandsdaten des Zentralen Fahrzeugregisters mit den Typgenehmigungsdaten abgeglichen. Bei Abweichungen wird eine unplausible TSN dann auf „000“ gesetzt. Dadurch kann ein „Bruch“ zu bisherigen statistischen Auswertungen entstehen. Dies trifft insbesondere bei älteren Krafträdern und Nutzfahrzeugen zu." Das erklärt den Einbruch der Zahlen bei Typ GS und MP im Jahr 2014. Die Motorräder existieren weiterhin, werden aber nicht mehr getrennt gelistet, sondern unter "sonstige/nicht getypt" zusammengefasst. Der Typ MP00 ist ebenfalls immer unter "sonstige/nicht getypt" gelistet, da er nie eine Typschlüsselnummer erhalten hat. Ebenso sind über die Jahre die SF Typen 150, 151 und der RM Typ AEI, sowie die PY Typen ABE, ABF, ABG und ABH nicht gelistet, da hierfür wohl die Grenze der Mindestanzahl nicht erreicht wurde. Hierdurch kann leider nicht die gesamte Anzahl der in Deutschland verfügbaren RS 125 erfasst werden, da allein schon die jeweils nicht angemeldeten nicht miteinbezogen werden. Trotzdem lässt sich dadurch ein grober Überblick gewinnen.
Zulassungszahlen der Typen GS, MP, SF (inkl. Tuono), PY, RD und RM:

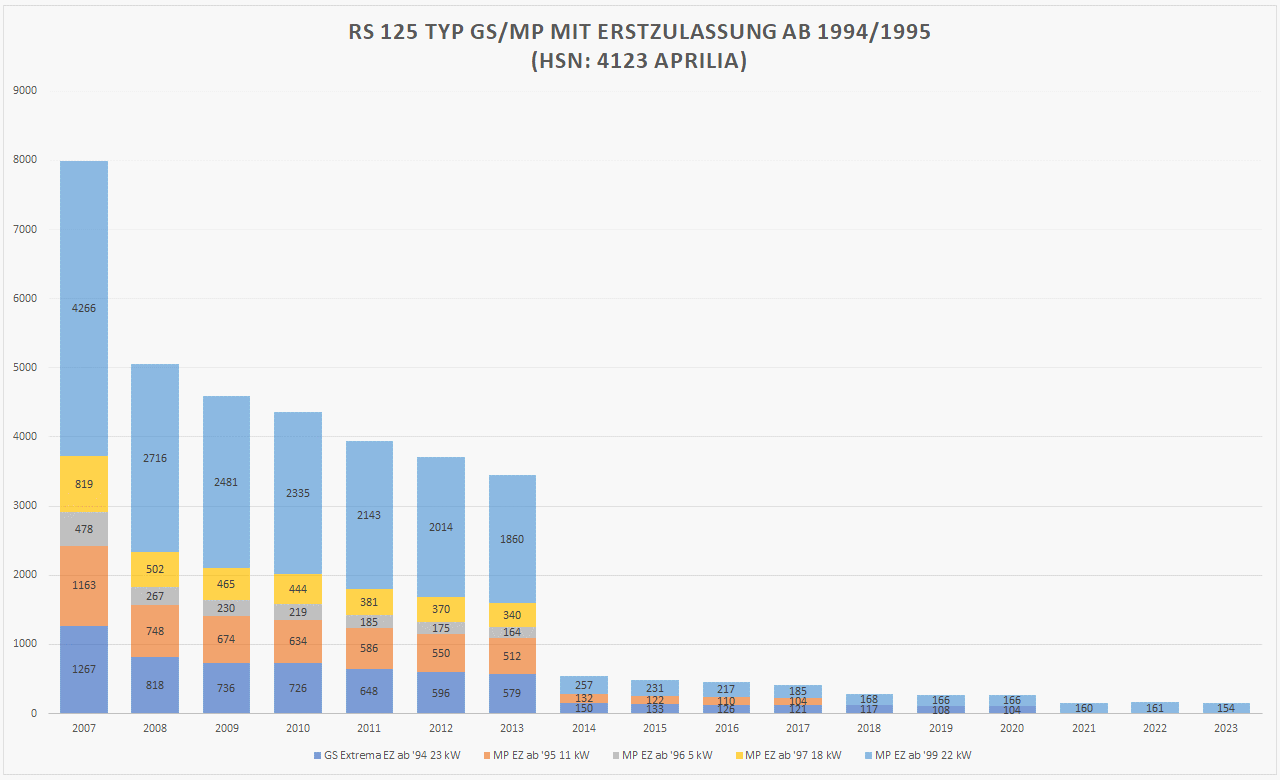
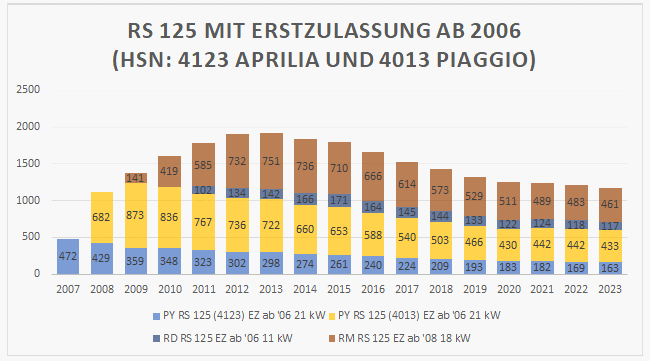
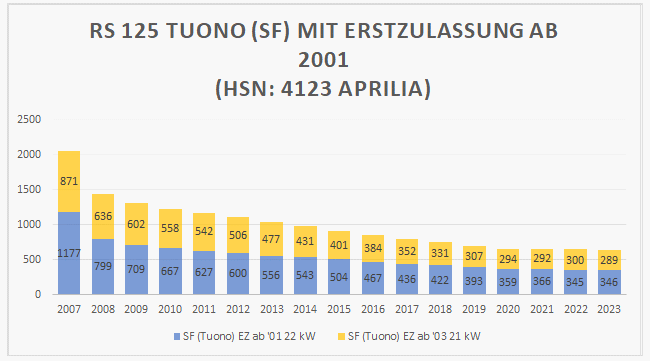

## Galerie

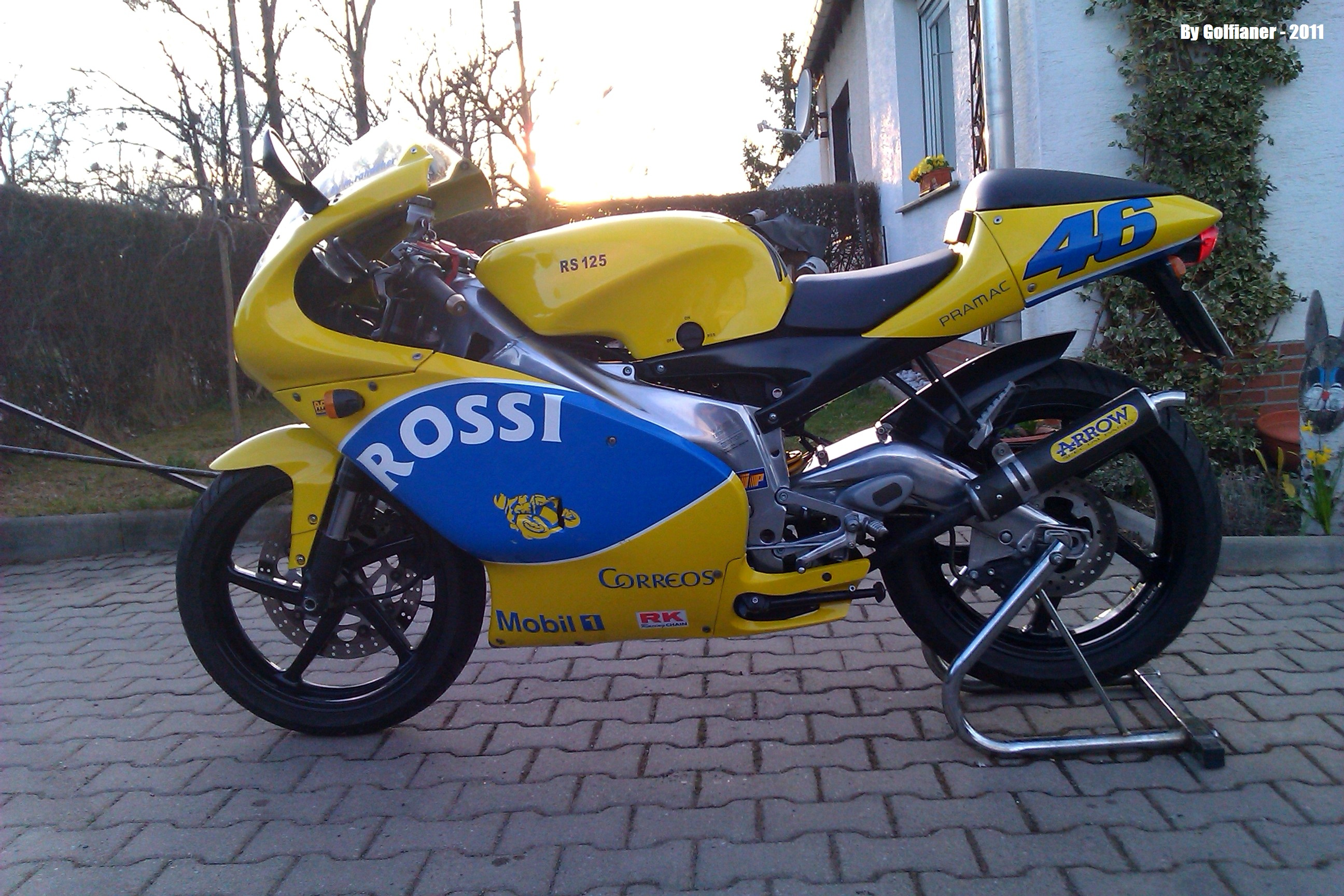
Aprilia RS 125 aus 2002 mit Sonderlackierung
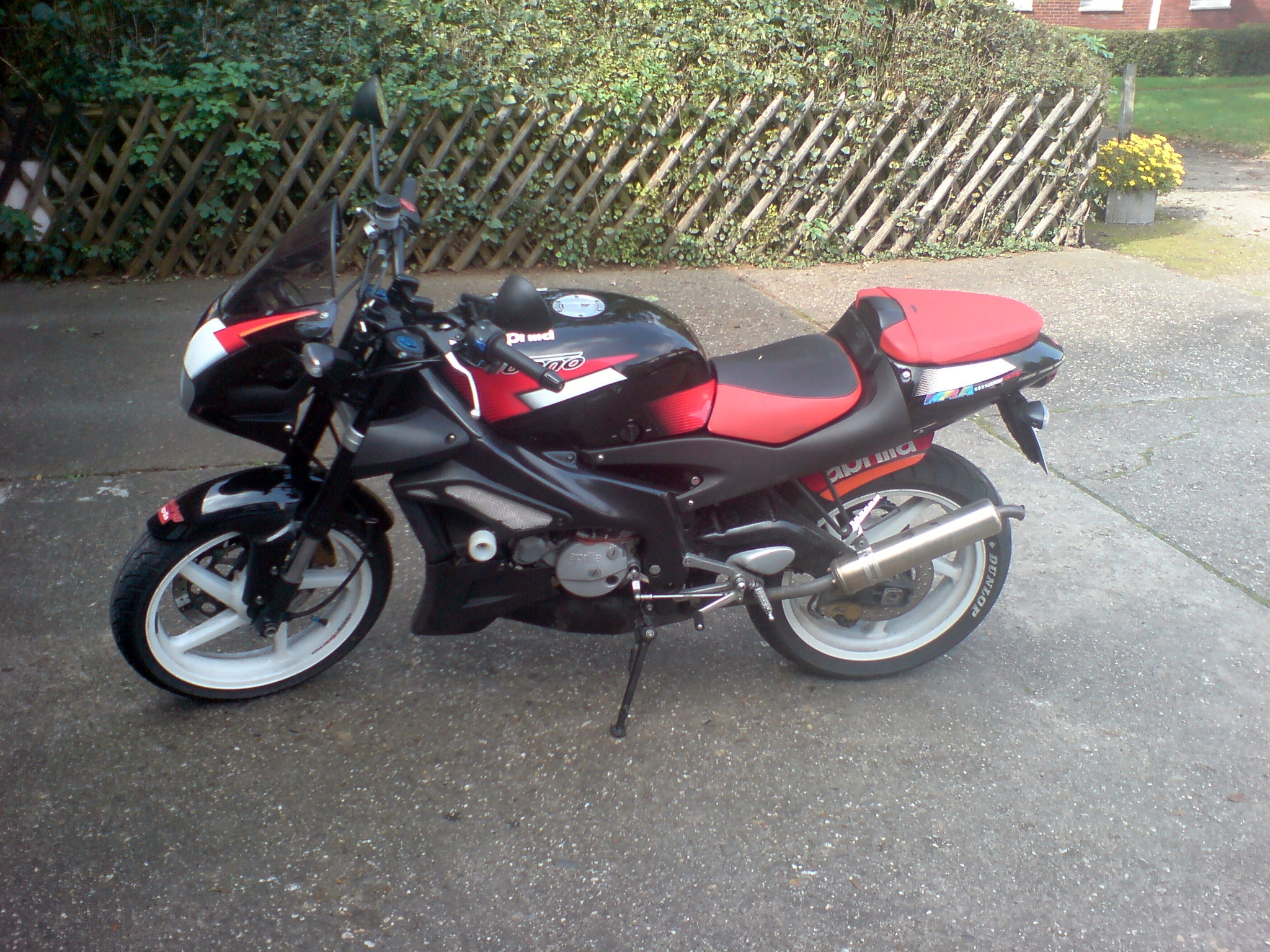
Aprilia RS 125 Tuono aus 2003
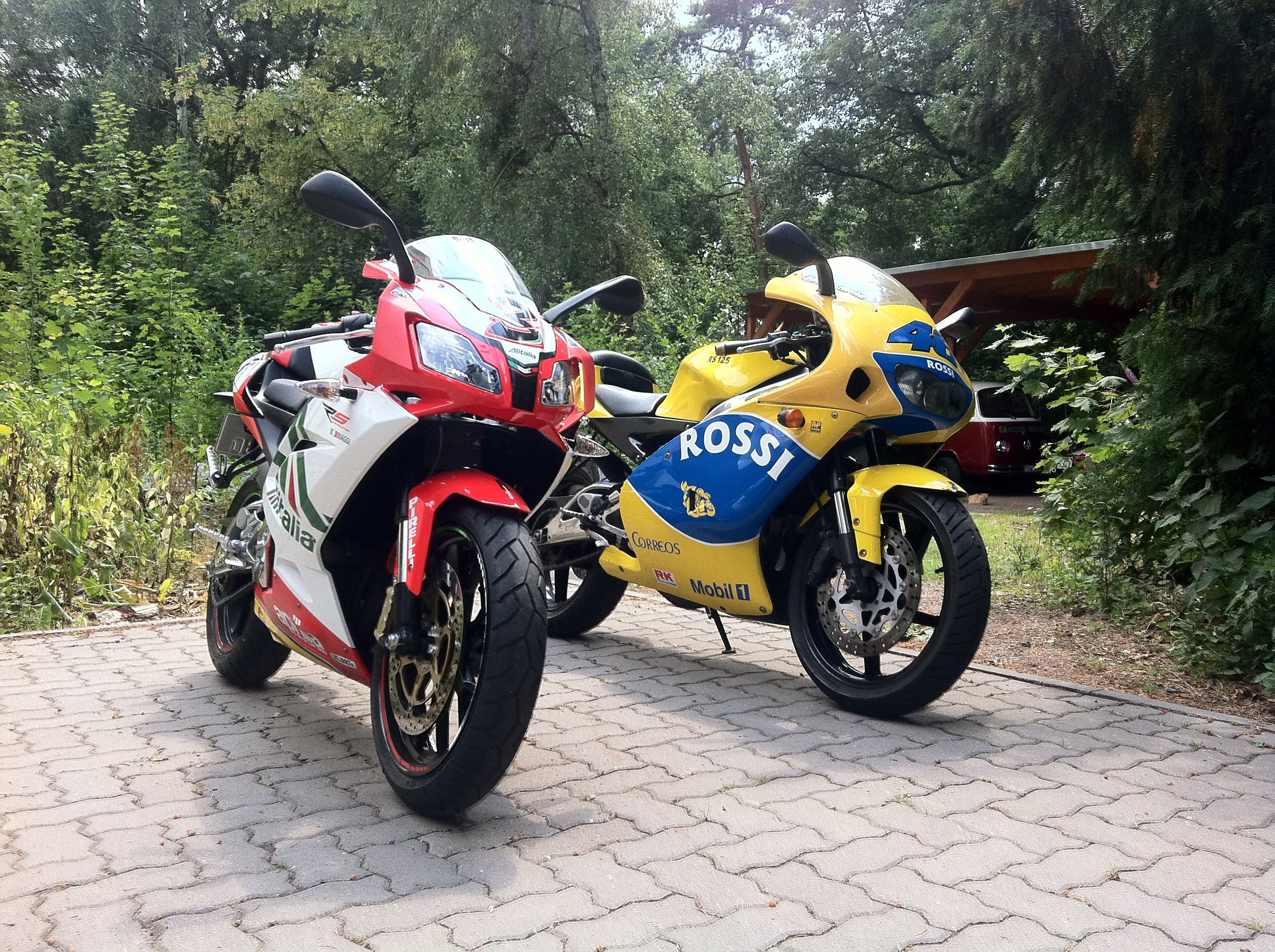
Vergleich PY/RD/RM (links) und MPB/SF (rechts)
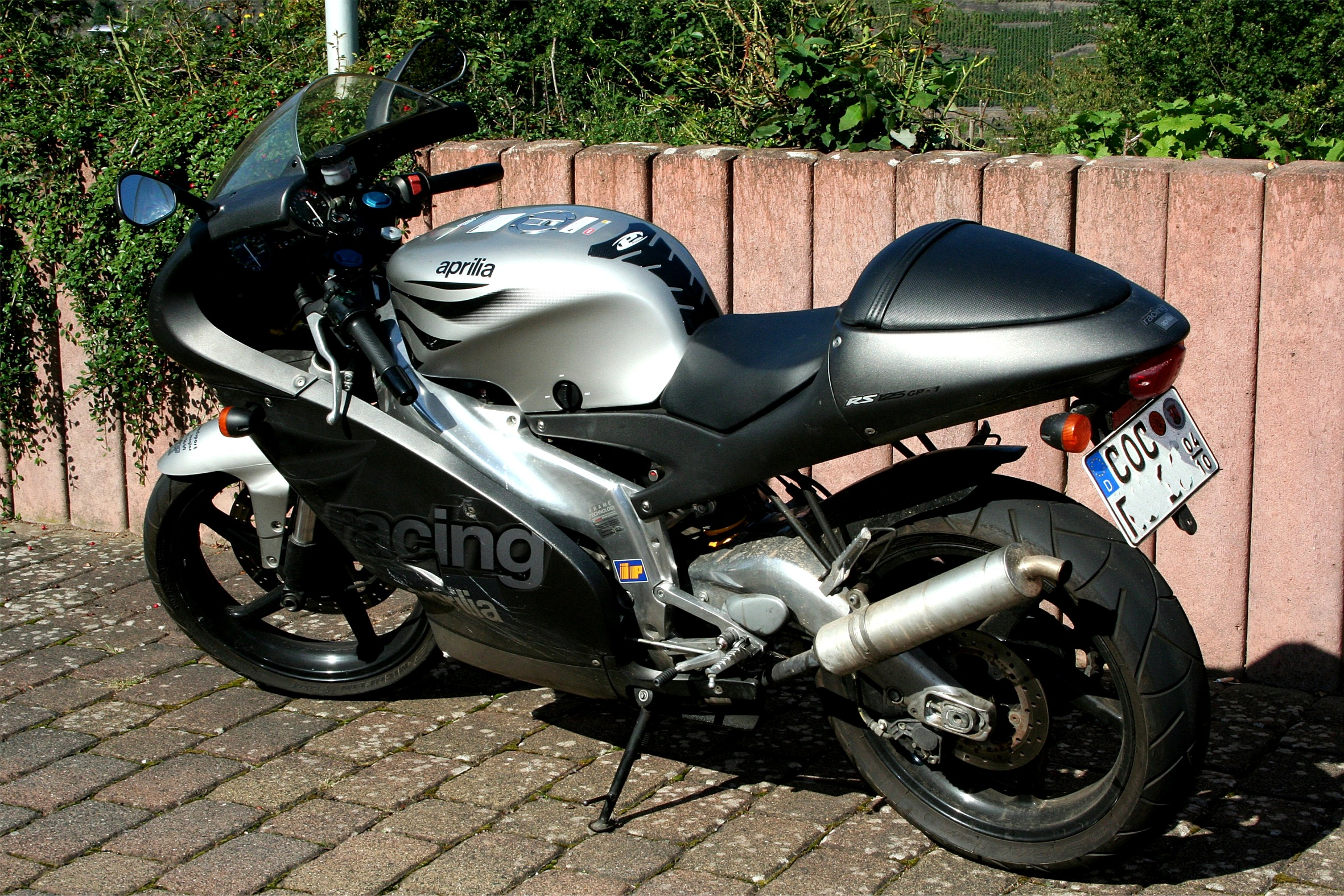
RS 125 „GP-1“ aus 2002
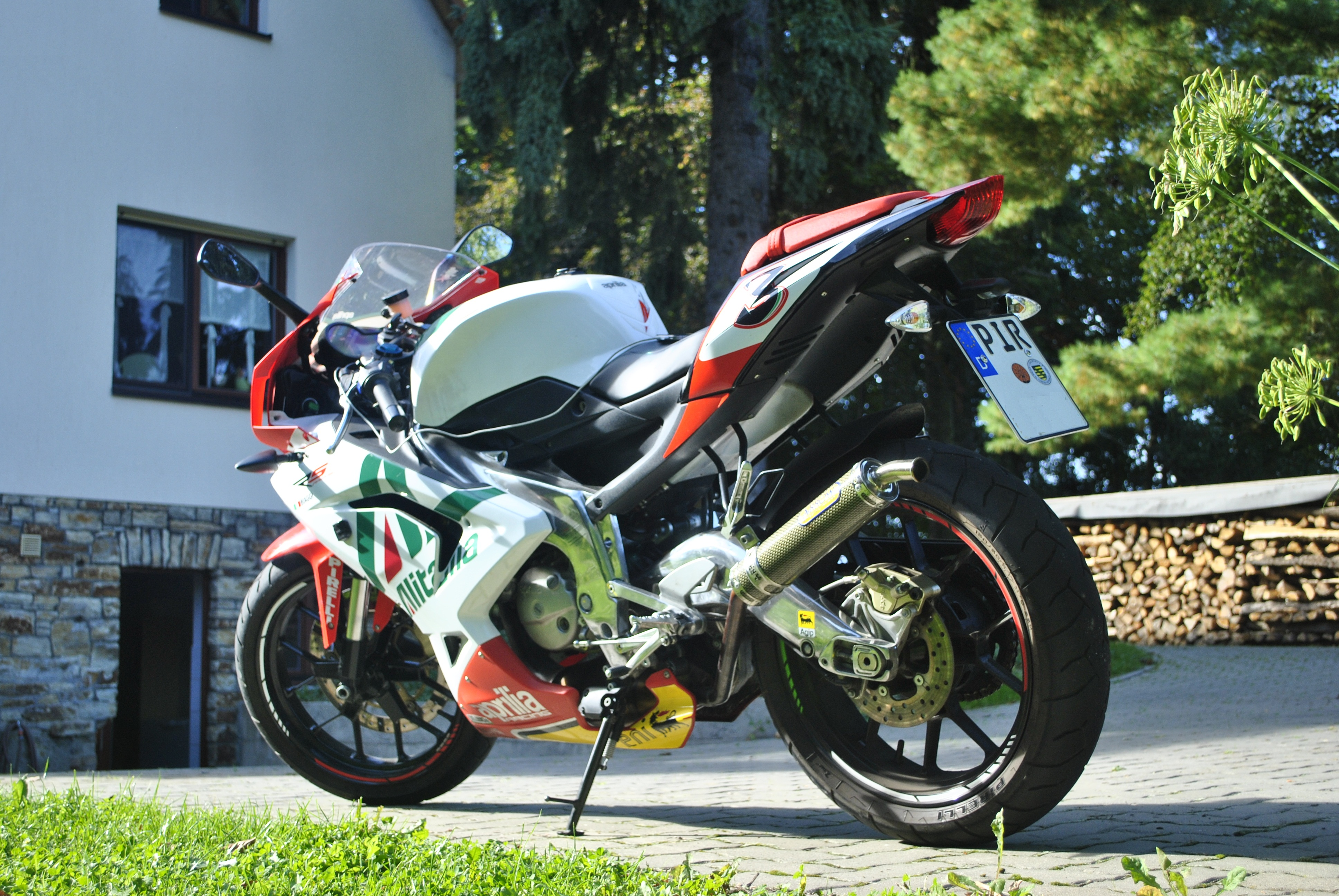
Heck ab 2006 (hier "Replica Alitalia") mit Zubehör-Endschalldämpfer
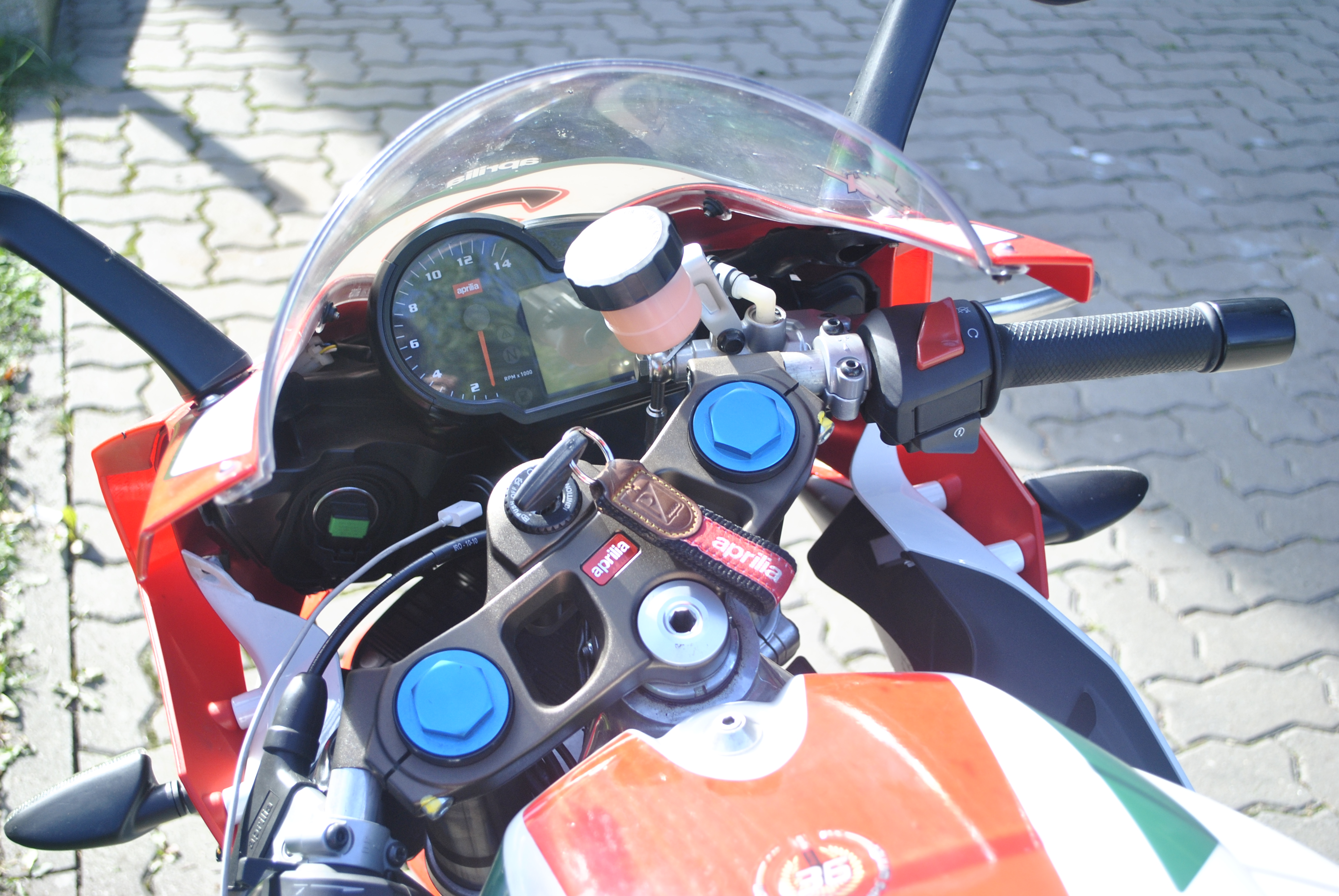
Cockpit ab 2007

## Belege
1. ↑  RS 125 Extrema ’92 – tipo GS – 125 Stradali. Abgerufen am 25. April 2024 (italienisch).
2. 1 2 3 4 5 6 7 8 9 10 11 12  GS - Omoshop. Abgerufen am 5. September 2021 (italienisch).
3. 1 2 3 4 5 6 7 8 9 10 11 12 13 14 15 16 17 18 19 20 21 22 23 24 25 26 27 28 29 30 31 32 33 34 35 36 37 38 39 40 41 42 43 44 45 46 47 48 49 50 51 52 53 54  Kraftfahrt-Bundesamt - Homepage - der zwei-, drei- und leichten vierrädrigen Kraftfahrzeuge (SV 4.1). (PDF) Kraftfahrtbundesamt, abgerufen am 5. September 2021.
4. ↑  RS4 125 Replica SBK - Aprilia. 27. September 2016, archiviert vom Original am 27. September 2016; abgerufen am 30. August 2023.  Info: Der Archivlink wurde automatisch eingesetzt und noch nicht geprüft. Bitte prüfe Original- und Archivlink gemäß Anleitung und entferne dann diesen Hinweis.
5. ↑  aprilia, Kette Verbindungsgl., AP8107110. Abgerufen am 16. Dezember 2023.
6. ↑  Aprilia: aprilia RS 125. Hrsg.: aprilia A&G Motorrad Vertriebs GmbH. 22/97 Auflage. 1997.
7. 1 2 3 4 5  Piaggio & C. S.p.A.: aprilia Recall Campaigns. In: static.piaggio.com. Piaggio & C. S.p.A., abgerufen am 26. August 2023 (englisch).
8. 1 2  Le serie. Abgerufen am 25. April 2024 (italienisch).
9. 1 2  Rotax 122 und 123 am Rahmen unterscheiden (Aprilia RS 125 2T). Abgerufen am 31. Januar 2024.
10. 1 2 3 4 5 6 7  TÜV Automotive GmbH, Daimlerstraße 11, D-85748 Garching: Teilegutachten Nr.: 350-737-97-FBTN. Anlage 4.1 Blatt 1, 26.08.1997.
11. 1 2  Drosselkit 10 kW für Aprilia RS125 Extrema, GS | B6-GS-K10. Abgerufen am 2. Juli 2023.
12. 1 2 3 4  Wayback Machine. Archiviert vom Original (nicht mehr online verfügbar) am 13. Dezember 2011; abgerufen am 14. Februar 2023.  Info: Der Archivlink wurde automatisch eingesetzt und noch nicht geprüft. Bitte prüfe Original- und Archivlink gemäß Anleitung und entferne dann diesen Hinweis.
13. 1 2  Wayback Machine. Archiviert vom Original (nicht mehr online verfügbar) am 13. Dezember 2011; abgerufen am 14. Februar 2023.  Info: Der Archivlink wurde automatisch eingesetzt und noch nicht geprüft. Bitte prüfe Original- und Archivlink gemäß Anleitung und entferne dann diesen Hinweis.
14. ↑  Rückrüstung für Aprilia RS125, GS | 06-GS-KR1. Abgerufen am 2. Juli 2023.
15. ↑  TÜV Automotive GmbH, Daimlerstraße 11, D-85748 Garching: Teilegutachten Nr.: 350-737-97-FBTN. Blatt 2, 26.08.1997.
16. 1 2  Motoclub 125 Stradali ASD: RS 125 Extrema SP93 – tipo LA. In: 125stradali.com. Abgerufen am 26. August 2023 (italienisch).
17. 1 2  Motoclub 125 Stradali ASD: RS 125 Extrema SP94 – tipo LA. In: 125stradali.com. Abgerufen am 26. August 2023 (italienisch).
18. 1 2  Franco Rossi: Test da corsa, Aprilia RS 125 Sport Pro. Nr. 49. Conti Editore S.r.l., Rom Dezember 1993, S. 36–39, 66.
19. 1 2 3 4 5 6  Le versioni SP. Abgerufen am 5. September 2021 (italienisch).
20. 1 2 3 4 5 6 7 8 9 10 11 12 13 14 15 16 17 18 19  LA - Omoshop. Abgerufen am 11. November 2021 (italienisch).
21. 1 2 3  aprilia s.p.a. (Hrsg.): Aprilia Sport Pro 125 sport pro scheda tecnica. 1993, S. 3.
22. 1 2  La ciclistica. Abgerufen am 7. April 2023 (italienisch).
23. 1 2  RS 125 ’95 – tipo MP – 125 Stradali. Abgerufen am 11. November 2021 (italienisch).
24. ↑  Aprilia RS 125, Modell 1998. In: zweitakte.de. zweitakte.de, 12. April 2017, abgerufen am 26. August 2023.
25. 1 2  Aprilia RS125 SP. Abgerufen am 26. August 2023.
26. ↑  1997 Aprilia Moto 6.5. Abgerufen am 26. August 2023.
27. 1 2 3  Piaggio & C. SpA: Aprilia Spare Parts Catalogue RS 125 1995–1995, 328, AP05200. Mai 2010, S. 21, 24, 25.
28. 1 2  Piaggio & C. SpA: Aprilia Spare Parts Catalogue RS 125 1996–1998 (eng.122cc), 332T. Mai 2010, S. 22, 25, 33, 56.
29. ↑  Le serie "MP": 1995. Abgerufen am 26. August 2023 (italienisch).
30. ↑  Review: The Isle of Man Motor Museum - FrontWheelUp. 29. Dezember 2019, abgerufen am 23. November 2023 (britisches Englisch).
31. ↑  Matthias´ Werkstatt - Aprilia RSW500 ´97 - ex Doriano Romboni - Galerie - www.classic-motorrad.de. Abgerufen am 23. November 2023.
32. ↑  Phil Aynsley: The Hockenheimring Museum | Part One. In: MCNews. 3. Mai 2019, abgerufen am 23. November 2023 (britisches Englisch).
33. ↑  Piaggio & C. SpA: Recall Campaign. Abgerufen am 8. Juli 2025.
34. ↑  J: Il Campionato Sport Production Stagione 1991 – 125 Stradali. Abgerufen am 26. August 2023 (italienisch).
35. ↑  J: Il Campionato Sport Production Stagione 1992 – 125 Stradali. Abgerufen am 26. August 2023 (italienisch).
36. ↑  ADAC e.V. Ressort Motorsport: ADAC Motorsport Reglement 2013 ADAC Junior Cup. (PDF) ADAC e.V. Ressort Motorsport, Februar 2013, abgerufen am 26. August 2023.
37. ↑  Piaggio & C. SpA: Aprilia Spare Parts Catalogue RS 125 1996–1998 (eng.122), 332T. Mai 2010, S. 42,43.
38. 1 2 3 4 5 6 7 8 9 10 11 12  MP - Omoshop. Abgerufen am 11. November 2021 (italienisch).
39. 1 2 3  Drosselkit 11 kW für Aprilia RS125, MP | 06-MP-K11. Abgerufen am 2. Juli 2023.
40. 1 2  Wayback Machine. Archiviert vom Original (nicht mehr online verfügbar) am 13. Dezember 2011; abgerufen am 14. Februar 2023.  Info: Der Archivlink wurde automatisch eingesetzt und noch nicht geprüft. Bitte prüfe Original- und Archivlink gemäß Anleitung und entferne dann diesen Hinweis.
41. 1 2 3 4 5 6 7 8  Wayback Machine. Archiviert vom Original (nicht mehr online verfügbar) am 13. Dezember 2011; abgerufen am 14. Februar 2023.  Info: Der Archivlink wurde automatisch eingesetzt und noch nicht geprüft. Bitte prüfe Original- und Archivlink gemäß Anleitung und entferne dann diesen Hinweis.
42. 1 2 3 4 5 6 7 8 9 10 11 12 13 14  MPA0 - Omoshop. Abgerufen am 11. November 2021 (italienisch).
43. 1 2 3 4 5 6 7 8 9 10 11 12 13 14 15 16 17 18 19 20 21 22 23 24 25 26 27 28 29 30  Kraftfahrt-Bundesamt D-24932 Flensburg: ALLGEMEINE BETRIEBSERLAUBNIS (ABE). H356, Nachtrag 01
44. 1 2 3 4 5 6 7 8 9 10 11  Ministero dei transporti Direzione Generale M.C.T.C.: MOTOCICLO A DUE RUOTE TIPO "MPB0", ESTENSIONE DI OMOLOGAZIONE: certificato n° OM 54092 EST 01
45. 1 2 3  Drosselkit 11 kW für Aprilia RS125, MP | 06-MP-K12. Abgerufen am 2. Juli 2023.
46. 1 2 3 4 5 6 7 8 9 10 11 12 13 14 15 16 17 18 19 20 21 22 23 24  Wayback Machine. Archiviert vom Original (nicht mehr online verfügbar) am 13. Dezember 2011; abgerufen am 14. Februar 2023.  Info: Der Archivlink wurde automatisch eingesetzt und noch nicht geprüft. Bitte prüfe Original- und Archivlink gemäß Anleitung und entferne dann diesen Hinweis.
47. 1 2 3 4 5 6 7 8 9 10 11 12  Ministero dei transporti Direzione Generale M.C.T.C.: MOTOCICLO A DUE RUOTE TIPO "MPB1", ESTENSIONE DI OMOLOGAZIONE: certificato n° OM 54092 EST 02
48. 1 2 3 4 5 6 7 8 9 10 11 12 13 14 15 16 17 18 19 20 21 22 23 24 25 26 27 28 29 30  Kraftfahrt-Bundesamt D-24932 Flensburg: ALLGEMEINE BETRIEBSERLAUBNIS (ABE). H356, Nachtrag 02
49. 1 2 3 4 5 6 7 8 9 10 11 12 13 14 15 16 17  Motoriker 6AA143 - APRILIA RS 125. Abgerufen am 11. November 2021.
50. 1 2 3 4 5 6 7 8 9 10 11 12 13 14  Motoriker 6AA158 - APRILIA RS 125 Tuono. Abgerufen am 12. Mai 2022.
51. 1 2 3 4 5 6 7 8 9 10 11 12 13 14 15 16 17  Motoriker 6AA186 - APRILIA RS 125. Abgerufen am 11. November 2021.
52. 1 2 3 4 5 6 7 8 9 10 11  https://ivz-opendata.ch/opendata/2000-Typengenehmigungen_TG_TARGA/2200-Basisdaten_TG_ab_1995/emissionen.txt. Abgerufen am 12. März 2024.
53. 1 2 3 4 5 6 7 8 9 10 11 12 13 14 15 16 17 18 19  Motoriker 6AA157 - APRILIA RS 125. Abgerufen am 11. November 2021.
54. 1 2 3 4 5 6 7 8 9 10 11 12 13 14 15 16  Motoriker 6AA159 - APRILIA RS 125 Tuono. Abgerufen am 12. Mai 2022.
55. 1 2 3 4 5 6 7 8 9 10 11 12 13 14 15 16 17 18 19  Motoriker 6AA187 - APRILIA RS 125. Abgerufen am 11. November 2021.
56. 1 2 3 4 5 6 7 8 9 10 11 12 13 14 15 16 17 18  TÜV Automotive GmbH, Daimlerstraße 11, D-85748 Garching: Teilegutachten Nr. 06-00026-CM-GAR-00. 13.03.2006.
57. 1 2 3 4 5 6 7 8 9 10 11 12 13 14 15 16 17  Motoriker 6AA213 - APRILIA RS 125. Abgerufen am 11. November 2021.
58. 1 2 3  Drosselkit 11 kW für Aprilia RS125, PY | 06-PY-K15. Abgerufen am 2. Juli 2023.
59. 1 2 3 4 5 6 7 8 9 10 11 12 13 14 15 16 17 18 19 20 21 22 23 24 25 26 27 28 29 30 31 32 33  Wayback Machine. (PDF) 20. März 2013, archiviert vom Original (nicht mehr online verfügbar) am 20. März 2013; abgerufen am 20. April 2023.  Info: Der Archivlink wurde automatisch eingesetzt und noch nicht geprüft. Bitte prüfe Original- und Archivlink gemäß Anleitung und entferne dann diesen Hinweis.
60. 1 2 3 4 5 6 7 8 9 10 11 12 13 14  Motoriker 6AA214 - APRILIA RS 125. Abgerufen am 11. November 2021.
61. 1 2 3 4 5 6 7 8 9 10 11 12 13 14 15 16  Motoriker 6AA252 - APRILIA RS 125. Abgerufen am 11. November 2021.
62. 1 2 3 4 5 6 7 8 9 10 11 12 13 14 15 16  Motoriker 6AA251 - APRILIA RS 125. Abgerufen am 11. November 2021.
63. 1 2 3  Drosselkit 11 kW für Aprilia RS125, RM | 06-RM-K15. Abgerufen am 2. Juli 2023.
64. ↑  Angaben aus Motorrad, Heft 18/1994, S. 40/42.
65. ↑  Angaben aus Motorrad, Heft 20/1995, S. 35.
66. ↑  Angaben aus Mopped, Heft 12/1995, S. 14.
67. ↑  Angaben aus PS, Heft 10/1997, S. 37.
68. ↑  Angaben aus PS, Heft 10/1997, S. 38.
69. ↑  Angaben aus MO Sonderheft Motorrad Test '98, Jahrgang 1998, S. 163.
70. ↑  Angaben aus Motorrad, Heft 13/1998, S. 47.
71. ↑  Angaben aus Motorrad, Heft 17/2002, S. 50/51.
72. ↑  Angaben aus Motorrad, Heft 05/2003, S. 48.
73. ↑  Angaben aus Motorrad, Heft 21/2003, S. 37.
74. ↑  Angaben aus Motorrad, Heft 02/2005, S. 38/41.
75. ↑  Angaben aus Motorrad, Heft 15/2006, S. 62/63.
76. ↑  Angaben aus Motorrad, Heft 14/2008, S. 58/60.
77. 1 2 3 4 5 6 7 8 9 10 11 12 13 14 15 16 17 18 19  ivz-opendata.ch - /opendata/2000-Typengenehmigungen_TG_TARGA/2300-Basisdaten_TG_1985-1995/2320-Basisdaten/. Abgerufen am 14. März 2023.
78. 1 2 3 4 5 6 7 8 9 10 11 12 13 14 15 16 17 18 19 20 21 22  ivz-opendata.ch - /opendata/2000-Typengenehmigungen_TG_TARGA/2200-Basisdaten_TG_ab_1995/. Abgerufen am 14. März 2023.
79. ↑  Explore Museo Piaggio in 3D. Abgerufen am 26. August 2023 (englisch).
80. ↑  Uli Baumann,uba,Slawomir Niewrzol: Aprilia RS 250 SP - Rennmaschine für den Nachwuchs: 250er-Viertakter ab 9.700 Euro. 5. Mai 2020, abgerufen am 26. August 2023.
81. ↑  Aprilia RSW 125, Modell 2002. Abgerufen am 26. August 2023.
82. ↑  Kraftfahrt-Bundesamt: Verzeichnis der Hersteller und Typen der zwei-, drei- und leichten vierrädrigen Kraftfahrzeuge (Klasse L) Stand: 15. August 2023 SV 4.1. (PDF) Abgerufen am 29. August 2023.
83. 1 2  Kraftfahrt-Bundesamt: Bestand nach Herstellern und Handelsnamen (FZ 2). Abgerufen am 29. August 2023. Jahr 2007, Jahr 2008, Jahr 2009, Jahr 2010, Jahr 2011, Jahr 2012, Jahr 2013, Jahr 2014, Jahr 2015, Jahr 2016, Jahr 2017, Jahr 2018, Jahr 2019, Jahr 2020, Jahr 2021, Jahr 2022, Jahr 2023